# Dinastia Nguyễn
A Dinastia Nguyễn (em vietnamita: Nhà Nguyễn ou Triều Nguyễn, chữ Nôm: 茹阮, chữ Hán: 朝阮) foi a última dinastia vietnamita, precedida pelos senhores Nguyễn e governou o Vietnã unificado de forma independente de 1802 até o protetorado francês em 1883. Seus imperadores eram membros da Casa de Nguyễn Phúc. Durante sua existência, o império Nguyễn expandiu-se para o atual Vietnã do Sul, Camboja e Laos por meio da continuação das guerras seculares de Nam tiến e da Guerra Siamês-Vietnamita. Com a conquista francesa do Vietnã, a dinastia Nguyễn foi forçada a abrir mão da soberania sobre partes do Vietnã do Sul para a França em 1862 e 1874, e depois de 1883 a dinastia Nguyễn governou apenas nominalmente os protetorados franceses de Aname (Vietnã Central) e Tonquim (Vietnã do Norte). Apoiado pelo Império do Japão, em 1945 o último imperador Nguyễn, Bảo Đại, aboliu o tratado de protetorado com a França e proclamou o Império do Vietnã por um curto período até 25 de agosto de 1945.
A Casa de Nguyễn Phúc estabeleceu o controle sobre grandes quantidades de território no sul do Vietnã como os senhores Nguyễn (1558–1777, 1780–1802) no século XVI, antes de derrotar a dinastia Tây Sơn e estabelecer seu próprio governo imperial no século XIX. O governo dinástico começou com Gia Long ascendendo ao trono em 1802, após o fim da dinastia Tây Sơn anterior. A dinastia Nguyễn foi gradualmente absorvida pela França ao longo de várias décadas na segunda metade do século XIX, começando com a Campanha da Cochinchina em 1858, que levou à ocupação da área sul do Vietnã. Uma série de tratados desiguais se seguiram; o território ocupado se tornou a colônia francesa de Cochinchina no Tratado de Saigon de 1862, e o Tratado de Huế de 1863 deu à França acesso aos portos vietnamitas e aumentou o controle de seus assuntos externos. Finalmente, os Tratados de Huế de 1883 e 1884 dividiram o território vietnamita restante nos protetorados de Aname e Tonquim sob o governo nominal de Nguyễn Phúc. Em 1887, Cochinchina, Annam, Tonquim e o Protetorado Francês do Camboja foram agrupados para formar a Indochina Francesa.
A dinastia Nguyễn permaneceu como imperadora formal de Aname e Tonquim na Indochina até a Segunda Guerra Mundial. O Japão ocupou a Indochina com a colaboração francesa em 1940, mas como a guerra parecia cada vez mais perdida, o Japão derrubou a administração francesa em 9 de março de 1945 e a dinastia Nguyễn proclamou a independência de seus protetorados constituintes dois dias depois. Também recuperou Cochinchina em 14 de agosto de 1945. O Império do Vietnã, sob o imperador Nguyễn Bảo Đại, era um estado nominalmente independente, mas na verdade era um estado-fantoche japonês durante os últimos meses da guerra. Terminou com a abdicação de Bảo Đại após a rendição do Japão e a Revolução de Agosto liderada pelo comunista Việt Minh em agosto de 1945. Isso encerrou o governo de 143 anos da dinastia Nguyễn. Bảo Đại foi posteriormente restaurado ao poder para se tornar imperador do Estado do Vietnã em 1949, até que o país se tornou uma república em 1955.

## Nomes

### Việt Nam

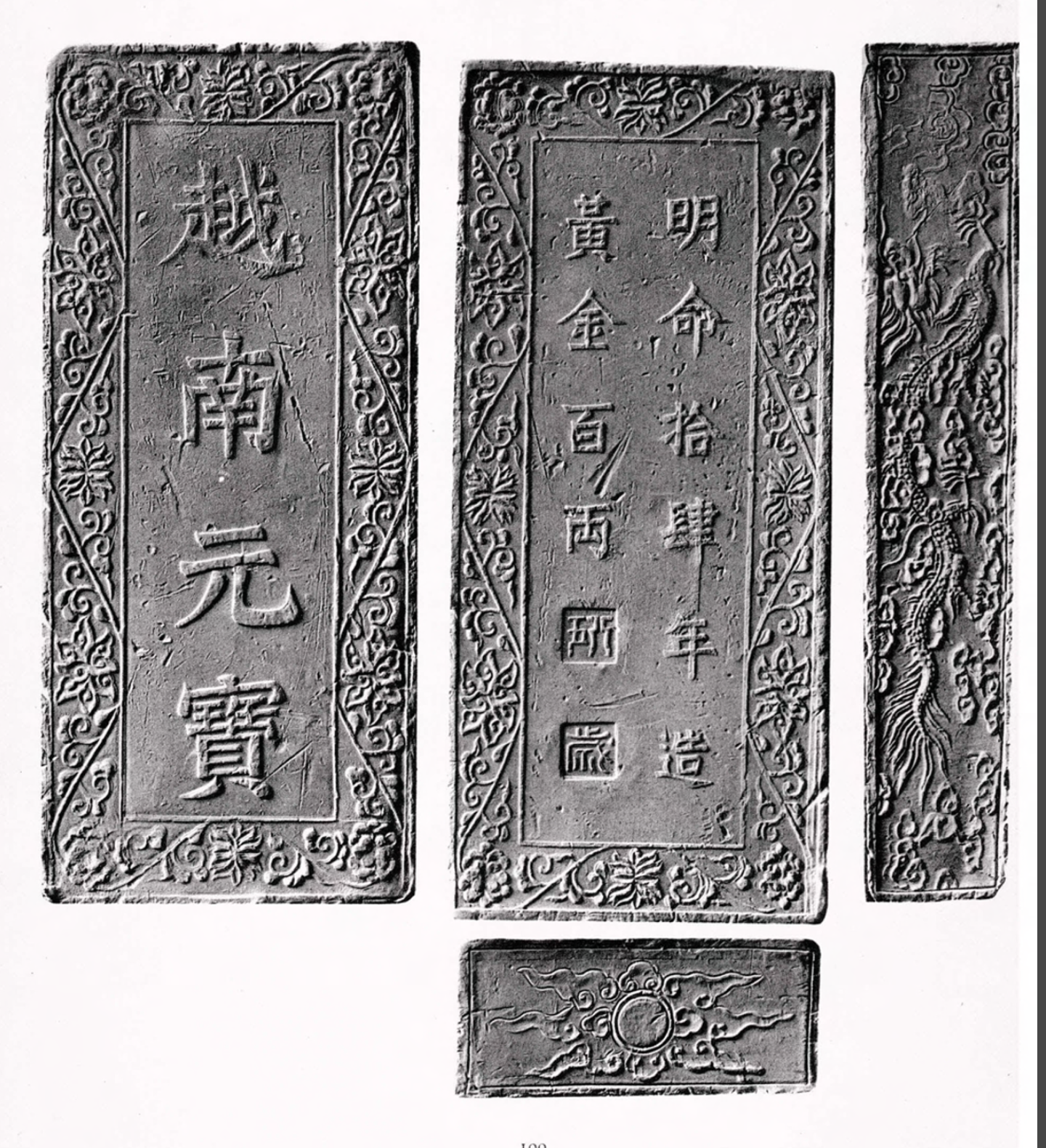
Um Việt Nam Nguyên Bảo (越南元寶), ouro de 10 taéis produzido durante o período Minh Mạng.

O nome Việt Nam (chữ Hán: 越南) é uma variação de Nam Việt (南越; literalmente "Việt do Sul"), um nome que pode ser rastreado até a dinastia Triệu do século II a.C. O termo "Việt" (Yue) (em chinês: 越; pinyin: Yuè; Cantonês Yale: Yuht; Wade-Giles: Yüeh4; em vietnamita:  Việt) no chinês médio antigo foi escrito pela primeira vez usando o logograma "戉" para um machado (um homófono), em inscrições de osso de oráculo e bronze do final da dinastia Shang (c. 1200 a.C.), e mais tarde como "越". Naquela época, referia-se a um povo ou chefe ao noroeste dos Shang. No início do século VIII a.C., uma tribo no médio Yangtzé era chamada de Yangyue, um termo usado mais tarde para povos mais ao sul. Entre os séculos VII e IV a.C. Yue/Việt referia-se ao Estado de Yue na bacia do baixo Yangtzé e seu povo. A partir do século III a.C., o termo foi usado para as populações não chinesas do sul e sudoeste da China e do norte do Vietnã, com grupos étnicos específicos chamados Minyue, Ouyue, Luoyue (vietnamita: Lạc Việt), etc., chamados coletivamente de Baiyue (Bách Việt, em chinês: 百越; pinyin: Bǎiyuè; Cantonês Yale: Baak Yuet; em vietnamita:  Bách Việt; literalmente: "Cem Yue/Viet"). O termo Baiyue/Bách Việt apareceu pela primeira vez no livro Lüshi Chunqiu compilado por volta de 239 a.C. Nos séculos XVII e XVIII, os vietnamitas educados se autodenominavam e ao seu povo como người Việt e người Nam, que combinados formaram  người Việt Nam (povo vietnamita). No entanto, essa designação era para os próprios vietnamitas e não para todo o país.
A forma Việt Nam (越南) foi registrado pela primeira vez no poema oracular do século XVI Sấm Trạng Trình. O nome também foi encontrado em 12 estelas esculpidas nos séculos XVI e XVII, incluindo uma no Pagode Bao Lam em Hải Phòng que data de 1558.  Em 1802, Nguyễn Phúc Ánh (que mais tarde se tornou o imperador Gia Long) estabeleceu a dinastia Nguyễn. No segundo ano de seu governo, ele pediu ao Imperador Jiaqing da dinastia Qing que lhe conferisse o título de 'Rei de Nam Việt / Nanyue' (南越em caracteres chineses) após tomar o poder em Annam. O Imperador recusou porque o nome estava relacionado a Nanyue de Zhao Tuo, que incluía as regiões de Guangxi e Guangdong, no sul da China. O Imperador Qing, portanto, decidiu chamar a área de "Vietnã".  Entre 1804 e 1813, o nome Vietnã foi usado oficialmente pelo Imperador Gia Long. [b]

### Đại Nam
Em 1839, sob o governo do imperador Minh Mạng, o nome oficial do império era Đại Việt Nam (大越南, que significa "Grande Vietnã"), e foi encurtado para Đại Nam (大南, que significa "Grande Sul"). 

### Nam Triều
Durante a década de 1930, seu governo usou o nome Nam Triều (南朝, dinastia do Sul) em seus documentos oficiais.

### Outros nomes
Os ocidentais no passado frequentemente chamavam o reino de Aname   ou Império Anamita.  No entanto, na historiografia vietnamita, os historiadores modernos referem-se frequentemente a este período da história vietnamita como Vietnã Nguyễn,  ou simplesmente Vietnã para distinguir do reino Đại Việt anterior ao século XIX. 

## História

### Antecedentes e estabelecimento

#### Origem do clã Nguyễn
O clã Nguyễn, originário da província de Thanh Hóa, exerceu durante muito tempo influência política e poder militar substancial ao longo da história moderna vietnamita, de uma forma ou de outra. As afiliações do clã com as elites governantes datam do século X, quando Nguyễn Bặc foi nomeado o primeiro grande chanceler da curta dinastia Đinh sob o imperador Đinh Bộ Lĩnh em 965. Outro exemplo de suas influências se materializa através de Nguyễn Thị Anh, a imperatriz consorte do imperador Lê Thái Tông; ela serviu como regente oficial de Đại Việt para seu filho, o imperador criança Lê Nhân Tông entre 1442 e 1453.

#### Vassalo leal da Dinastia Lê
Em 1527, Mạc Đăng Dung, após derrotar e executar o vassalo da dinastia Lê, Nguyễn Hoằng Dụ em uma rebelião, emergiu como o vencedor intermediário e estabeleceu a dinastia Mạc. Ele fez isso depondo o imperador Lê, Lê Cung Hoàng, tomando o trono para si, efetivamente encerrando a outrora próspera, mas em declínio, Dinastia Lê Posterior. Filho de Nguyễn Hoằng Dụ, Nguyễn Kim, o líder do clã Nguyễn com seus aliados, o clã Trịnh permaneceu ferozmente leal à dinastia Lê. Eles tentaram restaurar a dinastia Lê ao poder, iniciando uma rebelião anti-Mạc, em favor da causa leal. Tanto o clã Trịnh quanto o Nguyễn pegaram em armas novamente na província de Thanh Hóa e se revoltaram contra os Mạc. Entretanto, a rebelião inicial falhou e as forças legalistas tiveram que fugir para o reino de Lan Xang, onde o rei Photisarath lhes permitiu estabelecer um governo legalista exilado em Xam Neua (atual Laos). Os leais a Lê, sob o comando de Lê Ninh, um descendente da família imperial, escaparam para Muang Phuan (hoje Laos). Durante este exílio, o Marquês de An Thanh, Nguyễn Kim, convocou aqueles que ainda eram leais ao imperador Lê e formou um novo exército para iniciar outra revolta contra Mạc Đăng Dung. Em 1539, a coalizão retornou a Đại Việt iniciando sua campanha militar contra os Mạc em Thanh Hóa, capturando Tây Đô em 1543.

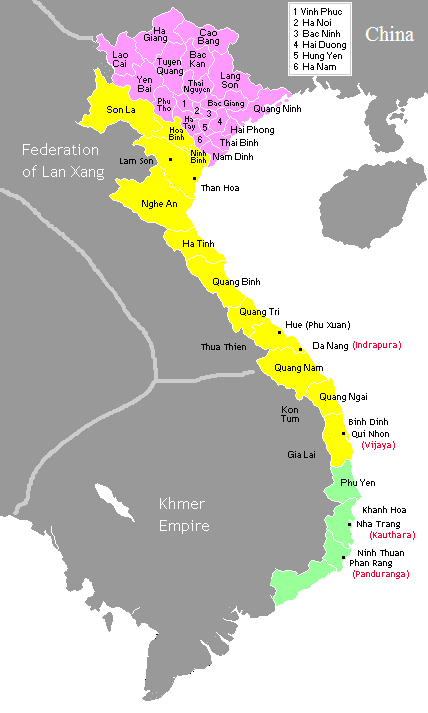
Mapa do Vietnã de 1540 a 1592 durante o período das dinastias do Sul e do Norte mostra a divisão de Đại Việt entre:    Dinastia Mạc  Dinastia Lê sob o comando de Nguyễn Kim  Reino de Champá

#### Domínio Nguyễn no sul
Em 1539, a dinastia Lê foi restaurada em oposição aos Mạc em Thăng Long, isso ocorreu após a captura da província de Thanh Hoá pelos legalistas, reinstalando o imperador Lê Lê Trang Tông no trono. Entretanto, os Mạc ainda controla a maior parte do país, incluindo a capital, Thăng Long. Nguyễn Kim, que serviu como líder dos legalistas durante os 12 anos da Guerra Lê-Mạc (de 1533 a 1545) e durante todo o período das dinastias do Norte e do Sul, foi assassinado em 1545 por um general Mạc capturado, Dương Chấp Nhất . Pouco depois da morte de Nguyễn Kim, seu genro, Trịnh Kiểm, líder do clã Trịnh, matou Nguyễn Uông, o filho mais velho de Kim, para assumir o controle das forças legalistas. O sexto filho de Kim, Nguyễn Hoàng, teme que seu destino seja semelhante ao do irmão mais velho; por isso, ele tentou escapar da capital para evitar os expurgos. Mais tarde, ele pede a sua irmã, Nguyễn Thị Ngọc Bảo (a esposa de Trịnh Kiểm) que peça a Kiểm que o nomeie para ser o governador da fronteira extremo sul de Đại Việt, Thuận Hóa (moderno Quảng Bình às províncias de Quảng Nam). Trịnh Kiểm, pensando nessa proposta como uma oportunidade de remover o poder e a influência de Nguyễn Hoàng da capital, concordou com a proposta.
Em 1558, Lê Anh Tông, imperador da recém-restaurada dinastia Lê, nomeou Nguyễn Hoàng para o senhorio de Thuận Hóa, o território que havia sido conquistado anteriormente durante o século XV do reino de Champá. Este evento de Nguyễn Hoàng deixando Thăng Long lançou as bases para a eventual fragmentação e divisão de Đại Việt mais tarde, quando o clã Trịnh solidificou seu poder no Norte, estabelecendo um sistema político único onde os imperadores Lê reinariam (como figuras de proa), mas os senhores Trịnh governariam (exercendo poder político real). Enquanto isso, os descendentes do clã Nguyễn, através da linhagem de Nguyễn Hoàng, governariam no Sul; o clã Nguyễn, assim como seus parentes Trịnh no norte, reconhecem a autoridade dos imperadores Lê sobre Đại Việt, mas ao mesmo tempo exercem apenas poder político sobre seu próprio território. O cisma oficial das duas famílias, no entanto, só começaria em 1627, quando ocorreu a primeira guerra entre as duas.
Nguyễn Phúc Lan escolheu a cidade de Phú Xuân em 1636 como sua residência e estabeleceu o domínio do senhor Nguyễn na parte sul do país. Embora os senhores Nguyễn e Trịnh governassem como governantes de fato em suas respectivas terras, eles pagaram tributo oficial aos imperadores Lê em um gesto cerimonial e reconheceram a dinastia Lê como a legitimidade do Đại Việt.

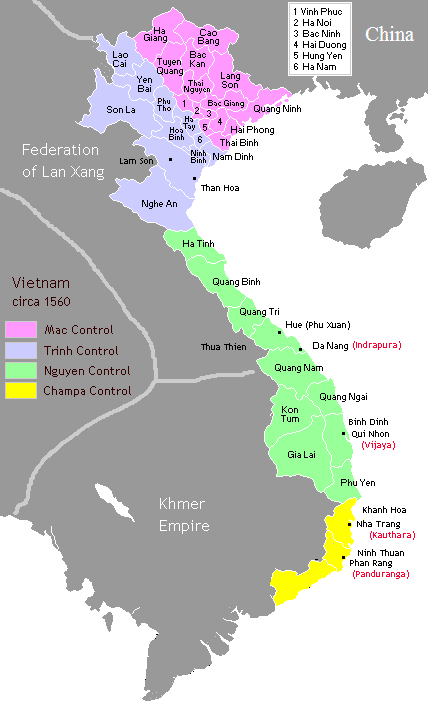
Mapa do Vietnã de 1569 a 1592 mostra a divisão de Đại Việt entre:    Clã Nguyễn quando Nguyễn Hoàng foi nomeado governador de Thuận Hóa e Quảng Nam  Dinastia Lê sob a autoridade do Clã Trịnh  Dinastia Mạc  Reino de Champá

#### Confronto Nguyễn-Trịnh
Nguyễn Hoàng e seus sucessores começaram a se envolver em rivalidade com os senhores Trịnh, depois de se recusarem a pagar impostos e tributos ao governo central em Hanói, enquanto os senhores Nguyễn tentavam criar o regime autônomo. Eles expandiram seu território tornando partes do Camboja um protetorado, invadiram o Laos, capturaram os últimos vestígios de Champá em 1693 e governaram em uma linha ininterrupta até 1776.

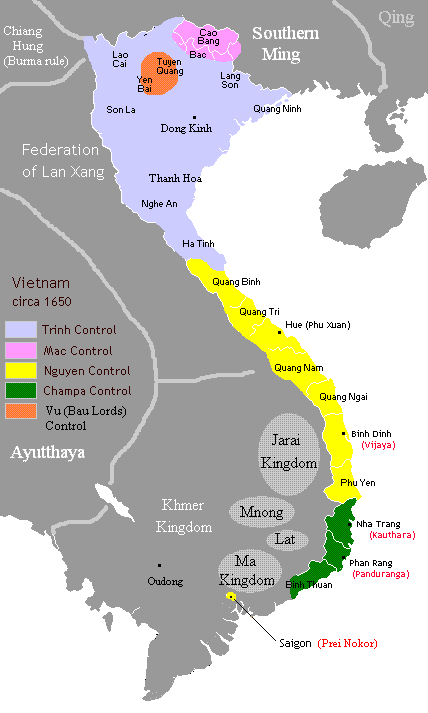
Mapa do Vietnã de 1627 mostra Đại Việt entre:     Nguyễn  Dinastia Lê sob a autoridade do Clã Trịnh  Mạc como Estado remanescente  Reino de Champá

### Guerra Tây Sơn–Nguyễn (1771–1802)

#### Fim do reinado dos senhores Nguyễn

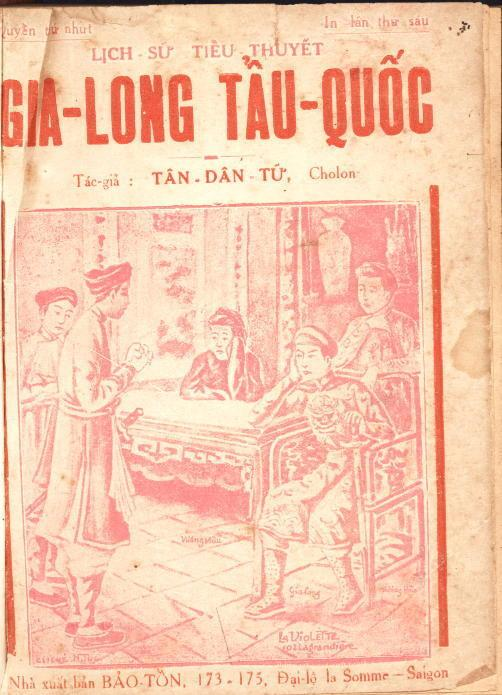
A capa do livro de 1930 de Tân Dân Tử (1875–1955), Gia Long tẩu quốc, retratava o exílio de Nguyễn Ánh

A guerra do século XVII entre os Trịnh e os Nguyễn terminou em uma paz instável, com os dois lados criando estados de fato separados, embora ambos professassem lealdade à mesma dinastia Lê. Após 100 anos de paz interna, os senhores Nguyễn foram confrontados com a rebelião de Tây Sơn em 1774. Seus militares sofreram perdas consideráveis de efetivo após uma série de campanhas no Camboja e se mostraram incapazes de conter a revolta. No final do ano, os senhores Trịnh formaram uma aliança com os rebeldes Tây Sơn e capturaram Huế em 1775.
O senhor Nguyễn, Nguyễn Phúc Thuần fugiu para o sul, para a província de Quảng Nam, onde deixou uma guarnição sob o comando do co-governante Nguyễn Phúc Dương. Ele fugiu mais ao sul para a província de Gia Định (ao redor da atual cidade de Ho Chi Minh) por mar antes da chegada do líder Tây Sơn, Nguyễn Nhạc, cujas forças derrotaram a guarnição de Nguyễn e tomaram Quảng Nam.
No início de 1777, uma grande força Tây Sơn comandada por Nguyễn Huệ e Nguyễn Lữ atacou e capturou Gia Định do mar e derrotou as forças do Senhor Nguyễn. Os Tây Sơn receberam amplo apoio popular, pois se apresentaram como campeões do povo vietnamita, que rejeitaram qualquer influência estrangeira e lutaram pela plena reinstituição da dinastia Lê. Portanto, a eliminação dos senhorios Nguyễn e Trinh foi considerada uma prioridade e todos os membros da família Nguyễn, exceto um, capturados em Saigon foram executados.

#### Fuga de Nguyễn Ánh
Em 1775, Nguyễn Ánh, de 13 anos, escapou e com a ajuda do padre católico vietnamita Paul Hồ Văn Nghị logo chegou à Sociedade de Missões Estrangeiras de Paris, em Hà Tiên . Com os grupos de busca de Tây Son se aproximando, ele continuou avançando e acabou conhecendo o missionário francês Pigneau de Behaine. Ao recuar para as Ilhas Thổ Chu, no Golfo da Tailândia, ambos escaparam da captura de Tây Sơn.
Pigneau de Behaine decidiu apoiar Ánh, que havia se declarado herdeiro do senhorio de Nguyễn. Um mês depois, o exército Tây Sơn comandado por Nguyễn Huệ retornou a Quy Nhơn. Ánh aproveitou a oportunidade e rapidamente levantou um exército em sua nova base em Long Xuyên, marchou para Gia Định e ocupou a cidade em dezembro de 1777. O Tây Sơn retornou a Gia Định em fevereiro de 1778 e recapturou a província. Quando Ánh se aproximou com seu exército, os Tây Sơn recuaram.
No verão de 1781, as forças de Ánh haviam crescido para 30.000 soldados, 80 navios de guerra, três grandes navios e dois navios portugueses adquiridos com a ajuda de Behaine. Ánh organizou uma emboscada sem sucesso aos campos base de Tây Sơn, na província de Phú Yên. Em março de 1782, o imperador Tây Sơn, Thái Đức, e seu irmão Nguyễn Huệ enviaram uma força naval para atacar Ánh. O exército de Ánh foi derrotado e ele fugiu via Ba Giồng para Svay Rieng, no Camboja.

#### Acordo Nguyễn-Cambojano
Ánh se encontrou com o rei cambojano Ang Eng, que lhe concedeu exílio e ofereceu apoio em sua luta contra os Tây Sơn. Em Abril de 1782, um exército Tây Sơn invadiu o Camboja, deteve e forçou Ang Eng a pagar tributo e exigiu que todos os cidadãos vietnamitas que viviam no Camboja regressassem ao Vietnã.

#### Apoio chinês vietnamita para Nguyễn Ánh
O apoio dos chineses vietnamitas começou quando a dinastia Qing derrubou a dinastia Ming. Os chineses Han se recusaram a viver sob o domínio Manchu Qing e fugiram para o Sudeste Asiático (incluindo o Vietnã). A maioria foi acolhida pelos senhores Nguyễn para se estabelecer no sul do Vietnã e estabelecer negócios e comércio.
Em 1782, Nguyễn Ánh escapou para o Camboja e os Tây Sơn capturaram o sul do Vietnã (hoje Cochinchina). Eles discriminaram os chineses étnicos, desagradando aos sino-vietnamitas. Naquele mês de abril, os partidários de Nguyễn, Tôn Thất Dụ, Trần Xuân Trạch, Trần Văn Tự e Trần Công Chương enviaram apoio militar a Ánh. O exército Nguyễn matou o grande almirante Phạm Ngạn, que tinha um relacionamento próximo com o imperador Thái Đức, na ponte Tham Lương. Thái Đức, irritado, pensou que os chineses étnicos haviam colaborado no assassinato. Ele saqueou a cidade de Cù lao (atual Biên Hòa), que tinha uma grande população chinesa, e ordenou a opressão da comunidade chinesa para vingar sua assistência a Ánh. Uma limpeza étnica já havia ocorrido em Hoi An, o que levou ao apoio de chineses ricos a Ánh. Ele retornou a Giồng Lữ, derrotou o almirante Nguyễn Học do Tây Sơn e capturou oitenta navios de guerra. Ánh então iniciou uma campanha para recuperar o sul do Vietnã, mas Nguyễn Huệ enviou uma força naval para o rio e destruiu sua marinha. Ánh escapou novamente com seus seguidores para Hậu Giang. Mais tarde, o Camboja cooperou com Tây Sơn para destruir a força de Ánh e o fez recuar para Rạch Giá, depois para Hà Tiên e Phú Quốc .

#### Aliança Nguyễn–Sião
Após perdas consecutivas para o Tây Sơn, Ánh enviou seu general Châu Văn Tiếp ao Sião para solicitar assistência militar. O Sião, sob o governo Chakri, queria conquistar o Camboja e o sul do Vietnã. O rei Rama I concordou em se aliar ao senhor Nguyễn e intervir militarmente no Vietnã. Châu Văn Tiếp enviou uma carta secreta a Ánh sobre a aliança. Depois de se encontrar com generais siameses em Cà Mau, Ánh, trinta oficiais e algumas tropas visitaram Bangkok para encontrar Rama I em maio de 1784. O governador da província de Gia Định, Nguyễn Văn Thành, aconselhou Ánh contra a ajuda externa.

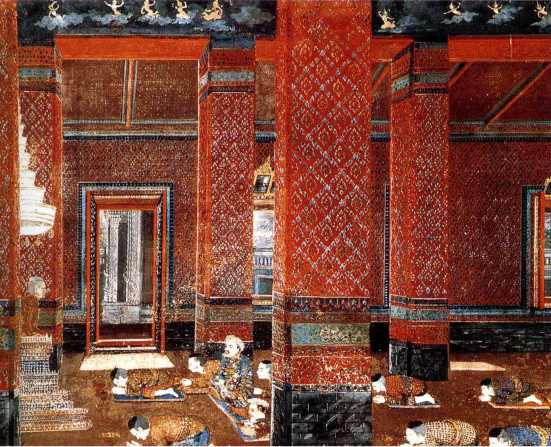
Nguyễn Ánh (sentado, 2ª fileira) em audiência com o Rei Rama I no salão do trono Phra Thinang Amarin Winitchai, Bangkok, 1782.

Rama I, temendo a crescente influência da dinastia Tây Sơn no Camboja e no Laos, decidiu enviar seu exército contra ela. Em Banguecoque, Ánh começou a recrutar refugiados vietnamitas no Sião para se juntarem ao seu exército (que totalizava mais de 9.000). Ele retornou ao Vietnã e preparou suas forças para a campanha de Tây Sơn em junho de 1784, após a qual capturou Gia Định. Rama I nomeou seu sobrinho, Chiêu Tăng, como almirante no mês seguinte. O almirante liderou forças siamesas, incluindo 20.000 fuzileiros navais e 300 navios de guerra, do Golfo da Tailândia até a província de Kiên Giang. Além disso, mais de 30.000 soldados de infantaria siameses cruzaram a fronteira cambojana para a província de An Giang. Em 25 de novembro de 1784, o almirante Châu Văn Tiếp morreu na batalha contra Tây Sơn no distrito de Mang Thít, província de Vĩnh Long. A aliança saiu vitoriosa de julho a novembro, e o exército Tây Sơn recuou para o norte. Entretanto, o Imperador Nguyễn Huệ interrompeu a retirada e contra-atacou as forças siamesas em dezembro. Na batalha decisiva de Rạch Gầm–Xoài Mút, mais de 20.000 soldados siameses morreram e os restantes recuaram para o Sião.
Ánh, desiludido com o Sião, escapou para a ilha Thổ Chu em abril de 1785 e depois para a ilha Ko Kut, na Tailândia. O exército siamês o escoltou de volta para Bangkok, e ele foi brevemente exilado na Tailândia.

#### Assistência francesa
A guerra entre os senhores Nguyễn e a dinastia Tây Sơn forçou Ánh a encontrar mais aliados. Seu relacionamento com de Behaine melhorou e o apoio a uma aliança com a França aumentou. Antes do pedido de assistência militar siamesa, de Behaine estava em Chanthaburi e Ánh pediu-lhe que fosse à Ilha Phú Quốc Ánh pediu que ele contatasse o rei Luís XVI da França para obter assistência; de Behaine concordou em coordenar uma aliança entre a França e o Vietnã, e Ánh lhe deu uma carta para apresentar na corte francesa. O filho mais velho de Ánh, Nguyễn Phúc Cảnh, foi escolhido para acompanhar de Behaine. Devido ao mau tempo, a viagem foi adiada para dezembro de 1784. O grupo partiu da Ilha Phú Quốc para Malaca e daí para Pondicherry, e Ánh mudou sua família para Bangkok. O grupo chegou a Lorient em fevereiro de 1787, e Luís XVI concordou em encontrá-los em maio.

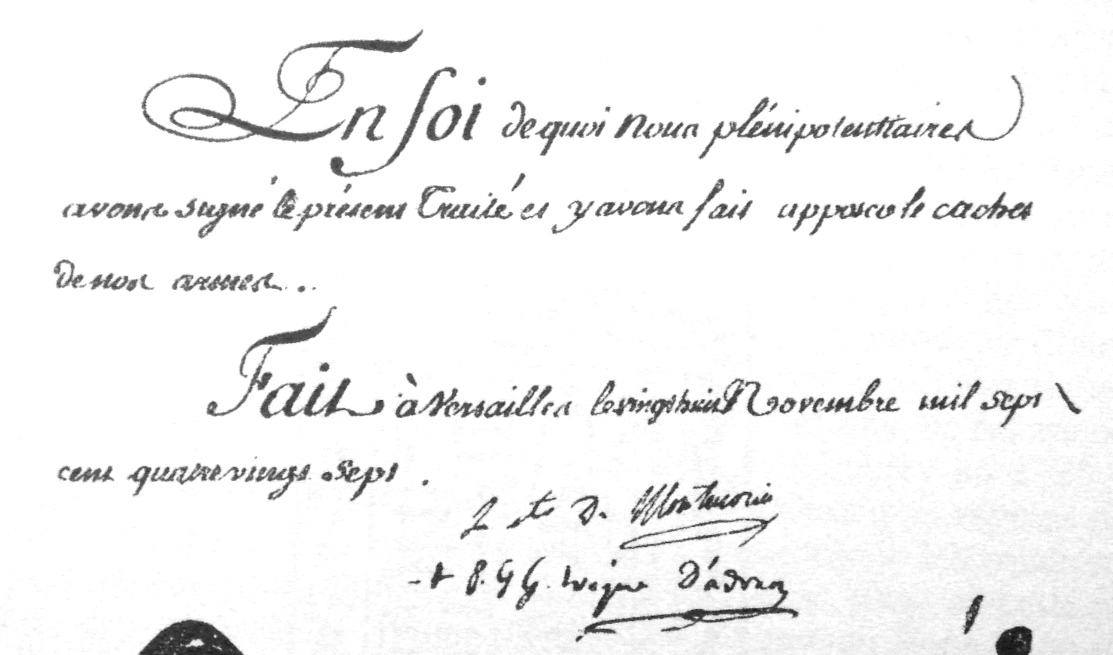
Assinaturas no Tratado de Versalhes de 1787
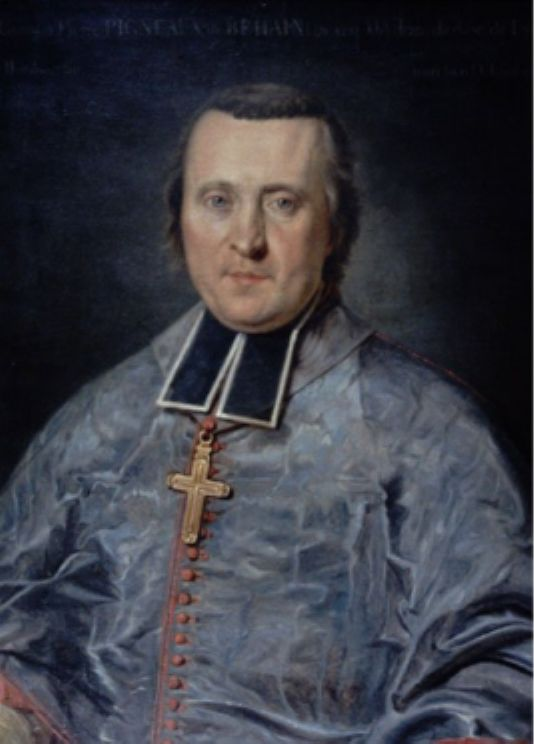
Pigneau de Behaine, o padre francês que recrutou exércitos para Nguyễn Ánh durante a guerra de Ánh contra Tây Sơn

Em 28 de novembro de 1787, Behaine assinou o Tratado de Versalhes com o Ministro das Relações Exteriores francês Armand Marc no Palácio de Versalhes em nome de Nguyễn Ánh. O tratado estipulava que a França fornecesse quatro fragatas, 1.200 soldados de infantaria, 200 de artilharia, 250 cafres (soldados africanos) e outros equipamentos. Nguyễn Ánh cedeu o estuário Đà Nẵng e a ilha Côn Sơn à França. Os franceses tinham permissão para negociar livremente e controlar o comércio exterior no Vietnã. O Vietnã tinha que construir um navio por ano, semelhante ao navio francês que trazia ajuda e a entregava à França. O Vietnã foi obrigado a fornecer alimentos e outras ajudas à França quando os franceses estavam em guerra com outras nações do Leste Asiático.
Em 27 de dezembro de 1787, Pigneau de Behaine e Nguyễn Phúc Cảnh deixaram a França para Pondicherry para esperar pelo apoio militar prometido pelo tratado. Entretanto, devido à Revolução Francesa e à abolição da monarquia francesa, o tratado nunca foi executado. Thomas Conway, que era responsável pela assistência francesa, recusou-se a fornecê-la. Embora o tratado não tenha sido implementado, de Behaine recrutou um empresário francês que pretendia negociar no Vietnã e levantou fundos para ajudar Nguyễn Ánh. Ele gastou quinze mil francos do seu próprio dinheiro para comprar armas e navios de guerra. Cảnh e de Behaine retornaram a Gia Định em 1788 (depois que Nguyễn Ánh a recapturou), seguidos por um navio com o material de guerra. Os franceses recrutados incluíam Jean-Baptiste Chaigneau, Philippe Vannier, Olivier de Puymanel e Jean-Marie Dayot. Um total de vinte pessoas se juntaram ao exército de Ánh. Os franceses compraram e forneceram equipamentos e armamento, reforçando a defesa de Gia Định, Vĩnh Long, Châu Đốc, Hà Tiên, Biên Hòa, Bà Rịa e treinando a artilharia e infantaria de Ánh segundo o modelo europeu.

#### Aliança Qing-Lê contra Tây Sơn

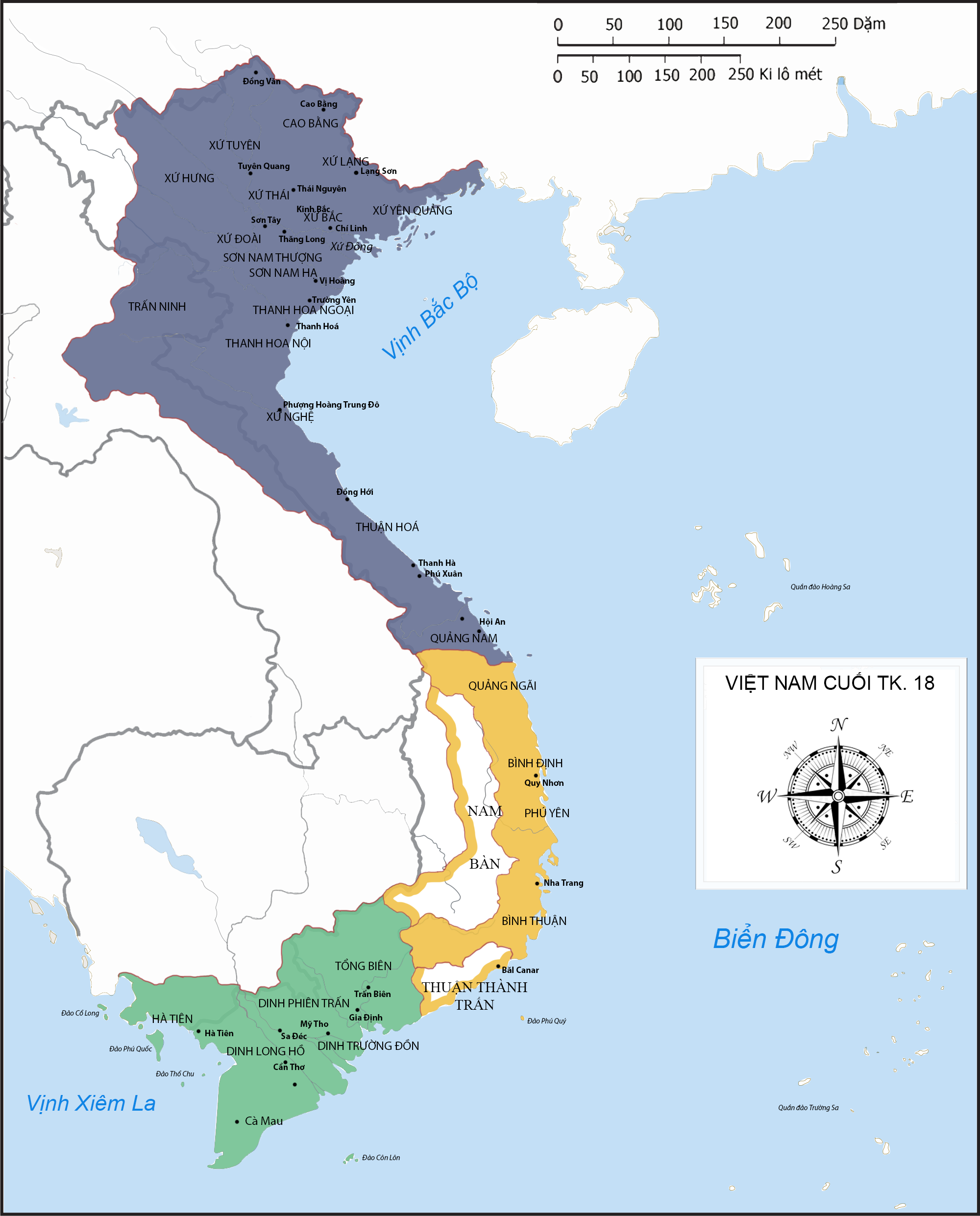
Vietnã no final do século XVIII. O exército Tây Sơn, incluindo Nguyễn Huệ, governou o norte (roxo); Nguyễn Nhạc no meio (amarelo) e Nguyễn Ánh no sul (verde).

Em 1786, Nguyễn Huệ liderou o exército contra os senhores Trịnh; Trịnh Khải escapou para o norte, mas foi capturado pela população local. Ele então cometeu suicídio. Depois que o exército Tây Sơn retornou a Quy Nhơn, os súditos do senhor Trịnh restauraram Trịnh Bồng (filho de Trịnh Giang) como o próximo senhor. Lê Chiêu Thống, imperador da dinastia Lê, queria recuperar o poder dos Trịnh. Ele convocou Nguyễn Hữu Chỉnh, governador de Nghệ An, para atacar o senhor Trịnh na Cidadela Imperial de Thăng Long. Trịnh Bồng rendeu-se aos Lê e tornou-se monge. Nguyễn Hữu Chỉnh queria unificar o país sob o governo Lê e começou a preparar o exército para marchar para o sul e atacar os Tây Sơn. Huệ liderou o exército, matou Nguyễn Hữu Chỉnh e capturou a posterior capital de Lê. A família imperial Lê foi exilada para a China, e a dinastia Lê entrou em colapso.
Naquela época, a influência de Nguyễn Huệ tornou-se mais forte no norte do Vietnã; isso fez com que o imperador Nguyễn Nhạc, da dinastia Tây Sơn, suspeitasse da lealdade de Huệ. O relacionamento entre os irmãos ficou tenso, o que acabou levando à batalha. Huệ fez seu exército cercar a capital de Nhạc, na cidadela de Quy Nhơn, em 1787. Nhạc implorou a Huệ que não o matasse, e eles se reconciliaram. Em 1788, o imperador Lê Lê Chiêu Thống fugiu para a China e pediu assistência militar. O Imperador Qianlong da dinastia Qing ordenou que Sun Shiyi liderasse a campanha militar no Vietnã. A campanha falhou e, mais tarde, os Qing reconheceram os Tây Sơn como a dinastia legítima no Vietnã. Entretanto, com a morte de Huệ (1792), a dinastia Tây Sơn começou a enfraquecer.

#### Aliança Franco-Nguyễn contra Tây Sơn

##### Contra-ataque de Nguyễn Ánh
Ánh começou a reorganizar uma forte força armada no Sião. Ele deixou o Sião (depois de agradecer ao Rei Rama I) e retornou ao Vietnã. Durante a guerra de 1787 entre Nguyễn Huệ e Nguyễn Nhạc no norte do Vietnã, Ánh recapturou a capital do sul do Vietnã, Gia Định. O sul do Vietnã foi governado pelos Nguyễns e eles continuaram populares, especialmente entre os chineses étnicos. Nguyễn Lữ, o irmão mais novo de Tây Sơn (que governou o sul do Vietnã), não conseguiu defender a cidadela e recuou para Quy Nhơn. A cidadela de Gia Định foi tomada pelos senhores Nguyễn.
Em 1788, o filho de Behaine e Ánh, o príncipe Cảnh, chegou a Gia Định com equipamento de guerra moderno e mais de vinte franceses que queriam se juntar ao exército. A força foi treinada e fortalecida com a assistência francesa.

##### Derrota dos Tây Sơn
Após a queda da cidadela de Gia Định, Nguyễn Huệ preparou uma expedição para recuperá-la antes de sua morte em 16 de setembro de 1792. Seu filho mais novo, Nguyễn Quang Toản, o sucedeu como imperador de Tây Sơn e foi um líder fraco. Em 1793, Nguyễn Ánh iniciou uma campanha contra Quang Toản. Devido ao conflito entre oficiais da corte de Tây Sơn, Quang Toản perdeu batalha após batalha. Em 1797, Ánh e Nguyễn Phúc Cảnh atacaram Qui Nhơn (então na província de Phú Yên) na Batalha de Thị Nại. Eles foram vitoriosos, capturando uma grande quantidade de equipamento Tây Sơn. Quang Toản se tornou impopular devido aos assassinatos de generais e oficiais, levando ao declínio do exército. Em 1799, Ánh capturou a cidadela de Quy Nhơn. Ele tomou a capital (Phú Xuân) em 3 de maio de 1801, e Quang Toản recuou para o norte. Em 20 de julho de 1802, Ánh capturou Hanói e pôs fim à dinastia Tây Sơn, todos os membros do Tây Sơn foram capturados. Ánh então executou todos os membros da dinastia Tây Sơn naquele ano.

### Governo imperial (1802–1883)

#### Visão geral
Na historiografia vietnamita, o período independente é referido como período Nhà Nguyễn thời độc lập. Durante esse período, os territórios da dinastia Nguyễn compreendiam os atuais territórios do Vietnã e partes dos modernos Camboja e Laos, fazendo fronteira com o Sião a oeste e com a dinastia Manchu Qing ao norte. Os imperadores Nguyễn estabeleceram e administraram o primeiro sistema administrativo e burocrático imperial bem definido do Vietnã e anexaram o Camboja e Champá aos seus territórios na década de 1830. Juntamente com o Sião Chakri e a Birmânia Konbaung, era uma das três maiores potências do Sudeste Asiático na época.  O imperador Gia Long era relativamente amigável com as potências ocidentais e o cristianismo. Depois que seu reinado de Minh Mạng trouxe uma nova abordagem, ele governou por 21 anos, de 1820 a 1841, como um governante conservador e confucionista; introduzindo uma política de isolacionismo que manteve o país isolado do resto do mundo por quase 40 anos até a invasão francesa em 1858. Minh Mạng reforçou o controle sobre o catolicismo, os muçulmanos e as minorias étnicas, resultando em mais de duzentas rebeliões em todo o país durante seu reinado de vinte e um anos. Ele também expandiu ainda mais o imperialismo vietnamita no atual Laos e Camboja.
Os sucessores de Minh Mạng, Thiệu Trị (r. 1841–1847) e Tự Đức (r. 1847–1883) seriam assolados por sérios problemas que acabaram dizimando o estado vietnamita. No final da década de 1840, o Vietnã foi atingido pela pandemia global de cólera que matou cerca de 8% da população do país, enquanto as políticas isolacionistas do país prejudicaram a economia. França e Espanha declararam guerra ao Vietnã em setembro de 1858. Diante dessas potências industrializadas, a dinastia eremita Nguyễn e seu exército ruíram, e a aliança capturou Saigon no início de 1859. Uma série de tratados desiguais se seguiram, primeiro o Tratado de Saigon de 1862 e depois o Tratado de Huế de 1863, que deu à França acesso aos portos vietnamitas e aumentou o controle de seus assuntos externos. O Tratado de Saigon (1874) concluiu a anexação francesa da Cochinchina, iniciada em 1862.
O último imperador Nguyễn independente digno de nota foi Tự Đức. Após sua morte, seguiu-se uma crise de sucessão, pois o regente Tôn Thất Thuyết orquestrou os assassinatos de três imperadores em um ano. Isso representou uma oportunidade para os franceses. A corte de Huế foi forçada a assinar a Convenção de Harmand em setembro de 1883, que formalizou a transferência de Tonquim para a administração francesa. Após a assinatura do Tratado de Patenôtre em 1884, a França concluiu a anexação e a divisão do Vietnã em três protetorados constituintes da Indochina Francesa e transformou os Nguyễn em uma monarquia vassala.  Finalmente, o Tratado de Tientsin (1885) entre o Império Chinês e a República Francesa foi assinado em 9 de junho de 1885, reconhecendo o domínio francês sobre o Vietnã.  Todos os imperadores depois de Đồng Khánh foram escolhidos pelos franceses e governaram apenas simbolicamente.

#### Período Gia Long
Nguyễn Phúc Ánh uniu o Vietnã após uma divisão do país de trezentos anos. Ele celebrou sua coroação em Huế em 1 de junho de 1802 e se autoproclamou imperador (em vietnamita: Hoàng Đế), com o nome da era Gia Long (嘉隆). Este título enfatizou seu governo desde a região de "Gia" Định (atual Saigon) no extremo sul até Thăng "Long" (atual Hanói) no norte.  Gia Long priorizou a defesa da nação e trabalhou para evitar outra guerra civil. Ele substituiu o sistema feudal por uma Doutrina reformista da Média, baseada no confucionismo. A dinastia Nguyen foi fundada como um estado tributário do Império Qing, com Gia Long recebendo um perdão imperial e reconhecimento como governante do Vietnã do Imperador Jiaqing por reconhecer a suserania chinesa. Os enviados à China para adquirir esse reconhecimento citaram o antigo reino de Nanyue (vietnamita: Nam Việt) ao imperador Jiaqing como nome do país, o que desagradou ao imperador, que ficou desconcertado com tais pretensões, e Nguyễn Phúc Ánh teve que renomear oficialmente seu reino como Vietnã no ano seguinte para satisfazer o imperador.   O país era oficialmente conhecido como "O (Grande) Estado Vietnamita" (vietnamita: Đại Việt Nam quốc). 
Gia Long afirmou que estava a reviver o estado burocrático que foi construído pelo Rei Lê Thánh Tông durante a idade de ouro do século XV (1470-1497), como tal adoptou um modelo de governo confucionista-burocrático, e procurou a unificação com os literatos do norte.  Para garantir a estabilidade do reino unificado, ele colocou dois de seus conselheiros mais leais e educados em confucionismo, Nguyễn Văn Thành e Lê Văn Duyệt como vice-reis de Hanói e Saigon.  De 1780 a 1820, cerca de 300 franceses serviram na corte de Gia Long como funcionários.  Vendo com alarme a influência francesa no Vietnã, o Império Britânico enviou dois enviados a Gia Long em 1803 e 1804 para convencê-lo a abandonar a amizade com os franceses.  Em 1808, uma frota britânica liderada por William O'Bryen Drury organizou um ataque ao Delta do Rio Vermelho, mas logo foi repelida pela marinha vietnamita e sofreu várias perdas. Após a Guerra Napoleônica e a morte de Gia Long, o Império Britânico renovou as relações com o Vietnã em 1822.  Durante o seu reinado, foi estabelecido um sistema de estradas que ligava Hanói, Hue e Saigon com estações postais e pousadas, e vários canais que ligavam o rio Mekong ao Golfo de Sião foram construídos e concluídos.   Em 1812, Gia Long emitiu o Código Gia Long, que foi instituído com base no Código Ch'ing da China, substituindo o anterior Código Thánh Tông de 1480.    Em 1811, um golpe de estado eclodiu no Reino do Camboja, um estado tributário do Vietnã, forçando o rei pró-vietnamita Ang Chan II a buscar apoio do Vietnã. Gia Long enviou 13.000 homens ao Camboja, restaurando com sucesso o seu vassalo ao trono,  e iniciando uma ocupação mais formal do país durante os 30 anos seguintes, enquanto o Sião tomou o norte do Camboja em 1814. 
Gia Long morreu em 1819 e foi sucedido por seu quarto filho, Nguyễn Phúc Đảm, que logo ficou conhecido como Imperador Minh Mạng (r. 1820–1841) do Vietnã. 

#### Ascensão e expansão sob Minh Mạng

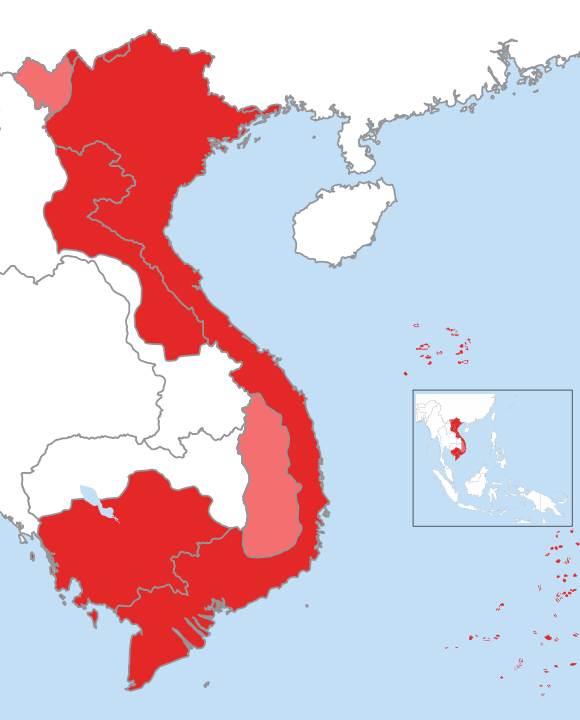
Đại Nam (dinastia Nguyễn) sob o reinado do imperador Minh Mạng

Minh Mạng era o irmão mais novo do príncipe Nguyễn Phúc Cảnh e quarto filho do imperador Gia Long. Educado nos princípios confucionistas desde a juventude,  Minh Mạng tornou-se Imperador do Vietnã em 1820, durante um surto mortal de cólera que devastou e matou 200.000 pessoas em todo o país.  Seu reinado concentrou-se principalmente na centralização e estabilização do estado, abolindo o sistema de vice-rei e implementando uma nova administração totalmente burocrática e provincial.  Ele também interrompeu a diplomacia com a Europa e reprimiu as minorias religiosas. 
Minh Mạng evitou relações com as potências europeias. Em 1824, após a morte de Jean Marie Despiau, nenhum conselheiro ocidental que havia servido Gia Long permaneceu na corte de Minh Mạng. O último cônsul francês do Vietnã, Eugene Chaigneau, nunca conseguiu obter audiência com Minh Mạng. Após a sua partida, a França cessou as tentativas de contacto.  No ano seguinte, ele lançou uma campanha de propaganda anti-catolicismo, denunciando a religião como "cruel" e cheia de "ensinamentos falsos". Em 1832, Minh Mạng transformou o Principado Champá de Thuận Thành em uma província vietnamita, a conquista final em uma longa história de conflito colonial entre Champá e Vietnã.  Ele alimentou coercivamente os muçulmanos Champá com carne de lagarto e de porco e os hindus Champá com carne de vaca, violando as suas religiões, para os assimilar à força à cultura vietnamita.  A primeira revolta Champá pela independência ocorreu em 1833-1834, quando Katip Sumat, um mulá de Champá que havia acabado de retornar do Vietnã, vindo de Meca, declarou uma guerra santa (jihad) contra o imperador vietnamita. A rebelião não conseguiu obter o apoio da elite Champá e foi rapidamente reprimida pelos militares vietnamitas.  Uma segunda revolta começou no ano seguinte, liderada por um clero muçulmano chamado Ja Thak, com apoio da antiga realeza Champá, do povo das terras altas e de dissidentes vietnamitas. Minh Mạng esmagou impiedosamente a rebelião de Ja Thak e executou o último governante Champá, Po Phaok The, no início de 1835. 

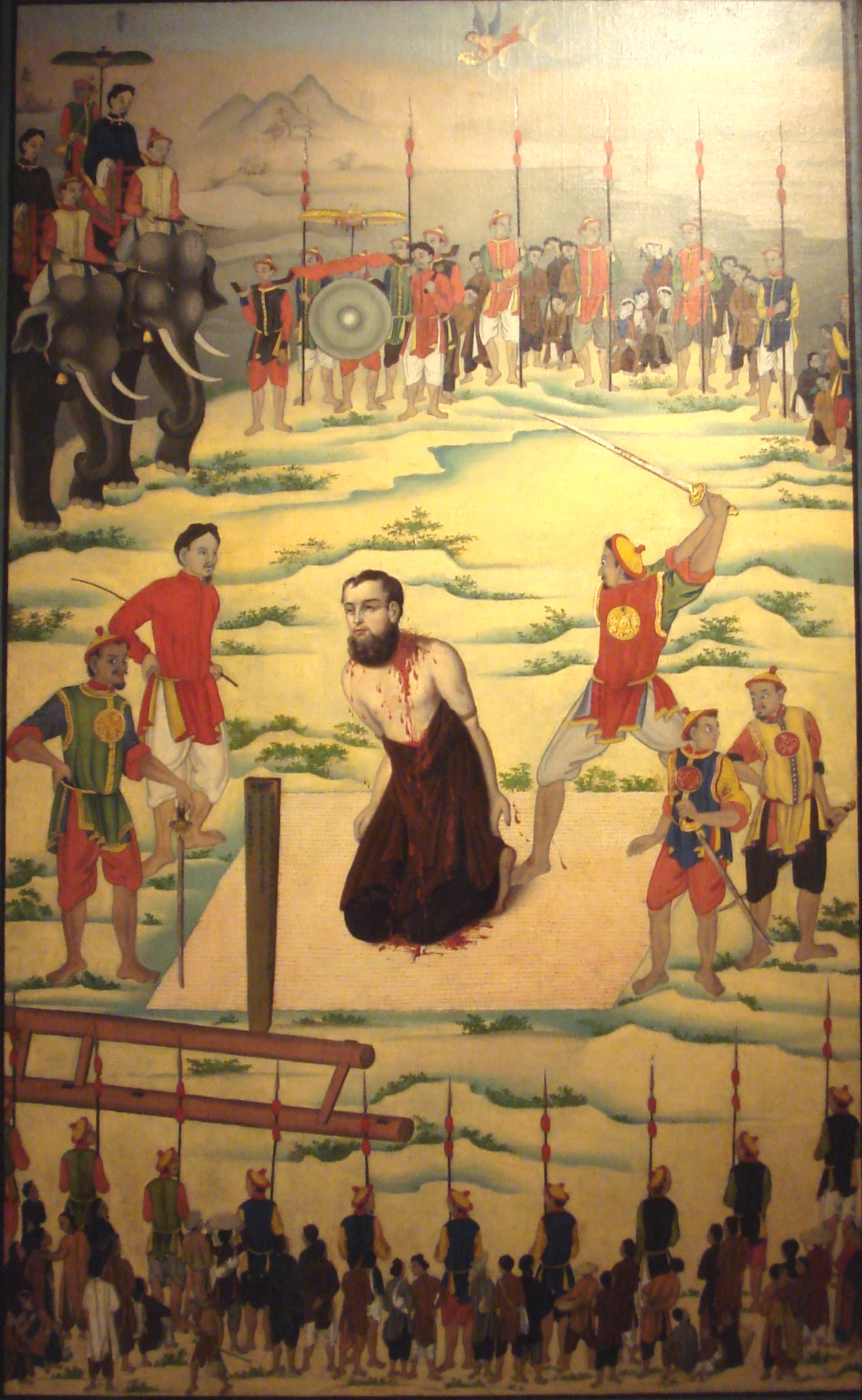
Execução do missionário francês Pierre Borie, 1838.

Em 1833, enquanto Minh Mạng tentava assumir o controle firme sobre as seis províncias do sul, uma grande rebelião liderada por Lê Văn Khôi (um filho adotivo do vice-rei de Saigon, Lê Văn Duyệt) eclodiu em Saigon, tentando colocar o irmão de Minh Mang, o  príncipe Cảnh, no trono.  A rebelião durou dois anos, reunindo muito apoio de católicos vietnamitas, Khmers, comerciantes chineses em Saigon e até mesmo do governante siamês Rama III, até ser esmagada pelas forças do governo em 1835.    Em Janeiro, ele emitiu a primeira proibição do catolicismo em todo o país e começou a perseguir os cristãos.   130 missionários cristãos, padres e líderes religiosos foram executados, dezenas de igrejas foram queimadas e destruídas. 

#### Guerra com o Sião e invasão do Camboja
Minh Mạng também expandiu seu império para o oeste, colocando o centro e o sul do Laos sob a província de Cam Lộ, e colidiu com o antigo aliado de seu pai - Sião, em Vientiane e no Camboja.   Ele apoiou a revolta do rei laosiano Anouvong de Vientiane contra os siameses e tomou Xam Neua e Savannakhet em 1827. 
Em 1834, a Coroa vietnamita anexou totalmente o Camboja e o renomeou para Província de Tây Thành. Minh Mạng colocou o general Trương Minh Giảng como governador da província cambojana, expandindo sua assimilação religiosa forçada ao novo território. O rei Ang Chan II do Camboja morreu no ano seguinte e Ming Mang instalou a filha de Chan, Ang Mey, como Princesa Comandante do Camboja.  Os funcionários cambojanos eram obrigados a usar roupas de estilo vietnamita e a governar ao estilo vietnamita.  No entanto, o domínio vietnamita sobre o Camboja não durou muito e provou ser difícil manter a economia do Vietnã.  Minh Mạng morreu em 1841, enquanto uma revolta Khmer estava em andamento com apoio siamês, pondo fim à província de Tây Thành e ao controle vietnamita do Camboja.  

#### Declínio da Dinastia Nguyễn
Nos quarenta anos seguintes, o Vietnã foi governado por mais dois imperadores independentes Thiệu Trị (r. 1841–1847) e Tự Đức (r. 1848–1883). Thiệu Trị ou Príncipe Miên Tông, era o filho mais velho do Imperador Minh Mạng. Seu reinado de seis anos mostrou uma diminuição significativa na perseguição católica. Com a população crescendo rapidamente de 6 milhões na década de 1820 para 10 milhões em 1850,  as tentativas de autossuficiência agrícola estavam a revelar-se inviáveis. Entre 1802 e 1862, a corte enfrentou 405 revoltas menores e maiores de camponeses, dissidentes políticos, minorias étnicas e leais a Lê (pessoas que eram leais à antiga dinastia Lê Duy) em todo o país,  o que tornou a resposta ao desafio dos colonizadores europeus significativamente mais desafiadora.
Em 1845, o navio de guerra americano USS Constitution desembarcou em Đà Nẵng, tomando todos os funcionários locais como reféns com as exigências de que Thiệu Trị libertasse o bispo francês preso Dominique Lefèbvre.    Em 1847, Thiệu Trị fez as pazes com o Sião, mas a prisão de Dominique Lefebvre ofereceu uma desculpa para a agressão francesa e britânica. Em abril, a marinha francesa atacou os vietnamitas e afundou muitos navios vietnamitas em Đà Nẵng, exigindo a libertação de Lefèbvre.    Irritado com o incidente, Thiệu Trị ordenou que todos os documentos europeus em seu palácio fossem destruídos e que todos os europeus capturados em terras vietnamitas fossem executados imediatamente.  No outono, dois navios de guerra britânicos de Sir John Davis chegaram a Đà Nẵng e tentaram forçar um tratado comercial no Vietnã, mas o imperador recusou. Ele morreu alguns dias depois de apoplexia. 
Tự Đức, ou Príncipe Hồng Nhậm, era o filho mais novo de Thiệu Trị, bem educado no ensino confucionista. Ele foi coroado pelo ministro e co-regente Trương Đăng Quế. Príncipe Hồng Bảo - o irmão mais velho de Tự Đức, o herdeiro da primogenitura rebelou-se contra Tự Đức no dia de sua ascensão.  Este golpe falhou, mas ele foi poupado da execução devido à intervenção de Từ Dụ, com sua sentença sendo reduzida para prisão perpétua.  Ciente da ascensão das influências ocidentais na Ásia, Tự Đức confirmou a política isolacionista de seu avô em relação às potências europeias, proibindo embaixadas, proibindo o comércio e o contato com estrangeiros e renovando a perseguição aos católicos que seu avô havia orquestrado.  Durante os primeiros doze anos de Tự Đức, os católicos vietnamitas enfrentaram dura perseguição com 27 missionários europeus, 300 padres e bispos vietnamitas e 30.000 cristãos vietnamitas executados e crucificados de 1848 a 1860. 
No final da década de 1840, outro surto de cólera atingiu o Vietnã, vindo da Índia. A epidemia espalhou-se rapidamente e ficou fora de controlo, matando 800.000 pessoas (8–10% da população do Vietnã em 1847) em todo o Império.  Gafanhotos assolaram o norte do Vietnã em 1854, e uma grande rebelião no ano seguinte danificou grande parte da zona rural de Tonquim. Estas várias crises enfraqueceram consideravelmente o controlo do império sobre Tonquim. 
Na década de 1850-70, uma nova classe de intelectuais liberais surgiu na corte à medida que a perseguição diminuía, muitos deles católicos que haviam estudado no exterior na Europa, principalmente Nguyễn Trường Tộ, que instou o imperador a reformar e transformar o Império seguindo o modelo ocidental e abrir o Vietnã ao Ocidente.  Apesar dos seus esforços, os burocratas confucionistas conservadores e o próprio Tự Đức tinham um interesse literal em tais reformas.   A economia continuou sendo predominantemente agrícola, com 95% da população vivendo em áreas rurais; somente a mineração oferecia potencial aos sonhos modernistas de um estado no estilo ocidental.

#### Conquista francesa

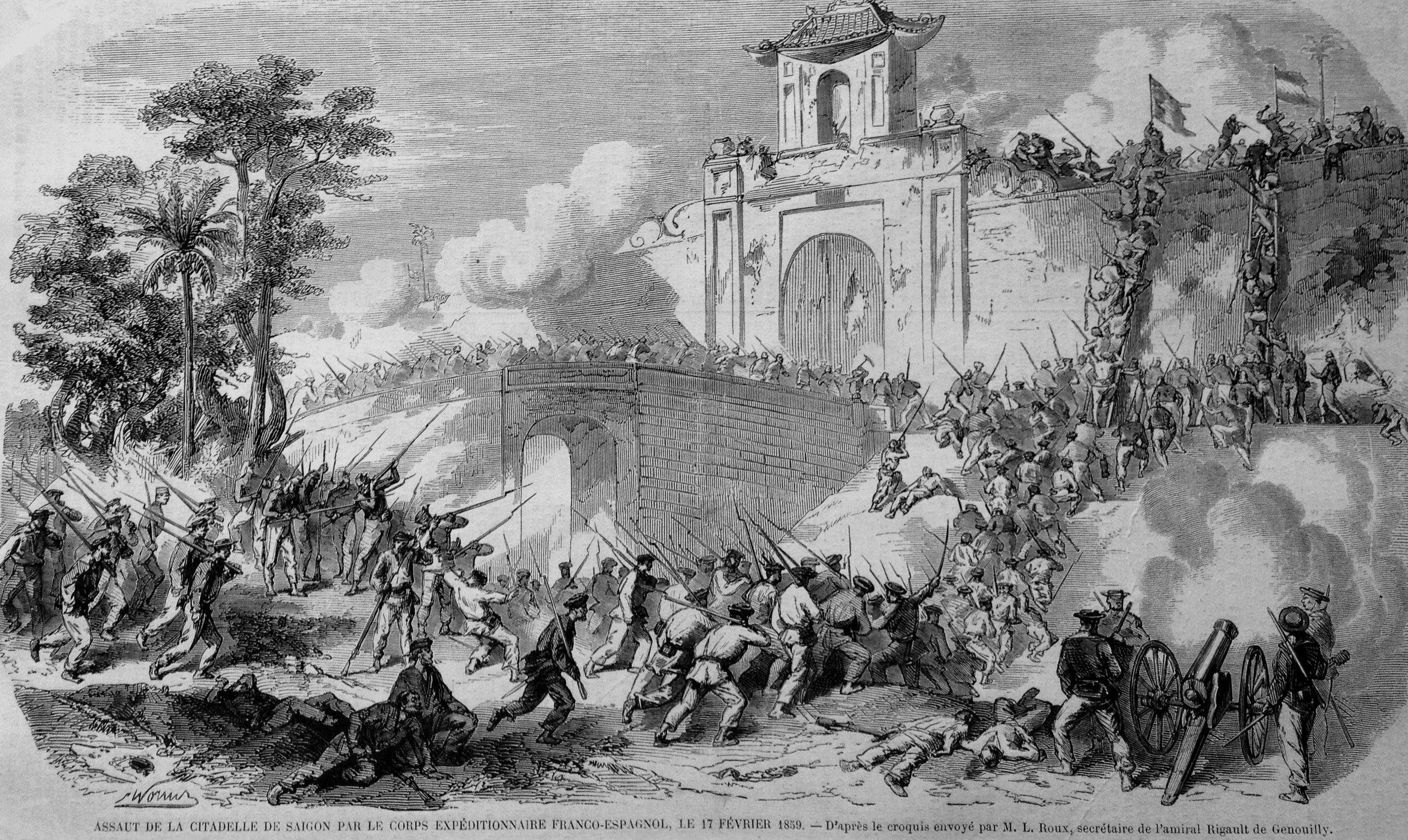
O exército da Aliança (França-Espanha) captura Saigon em 1859

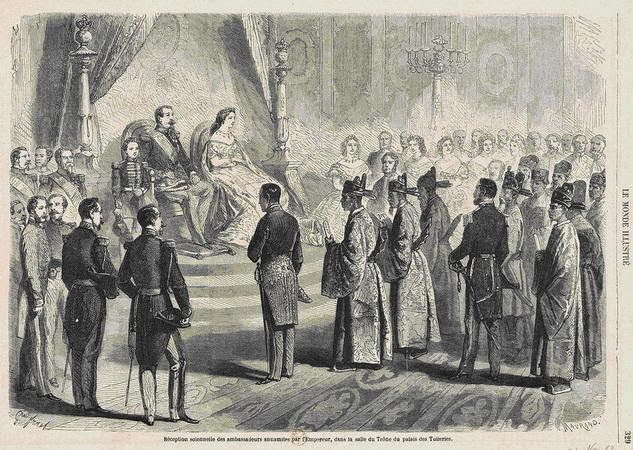
Missão vietnamita na corte de Napoleão III no Palácio das Tulherias (1863).

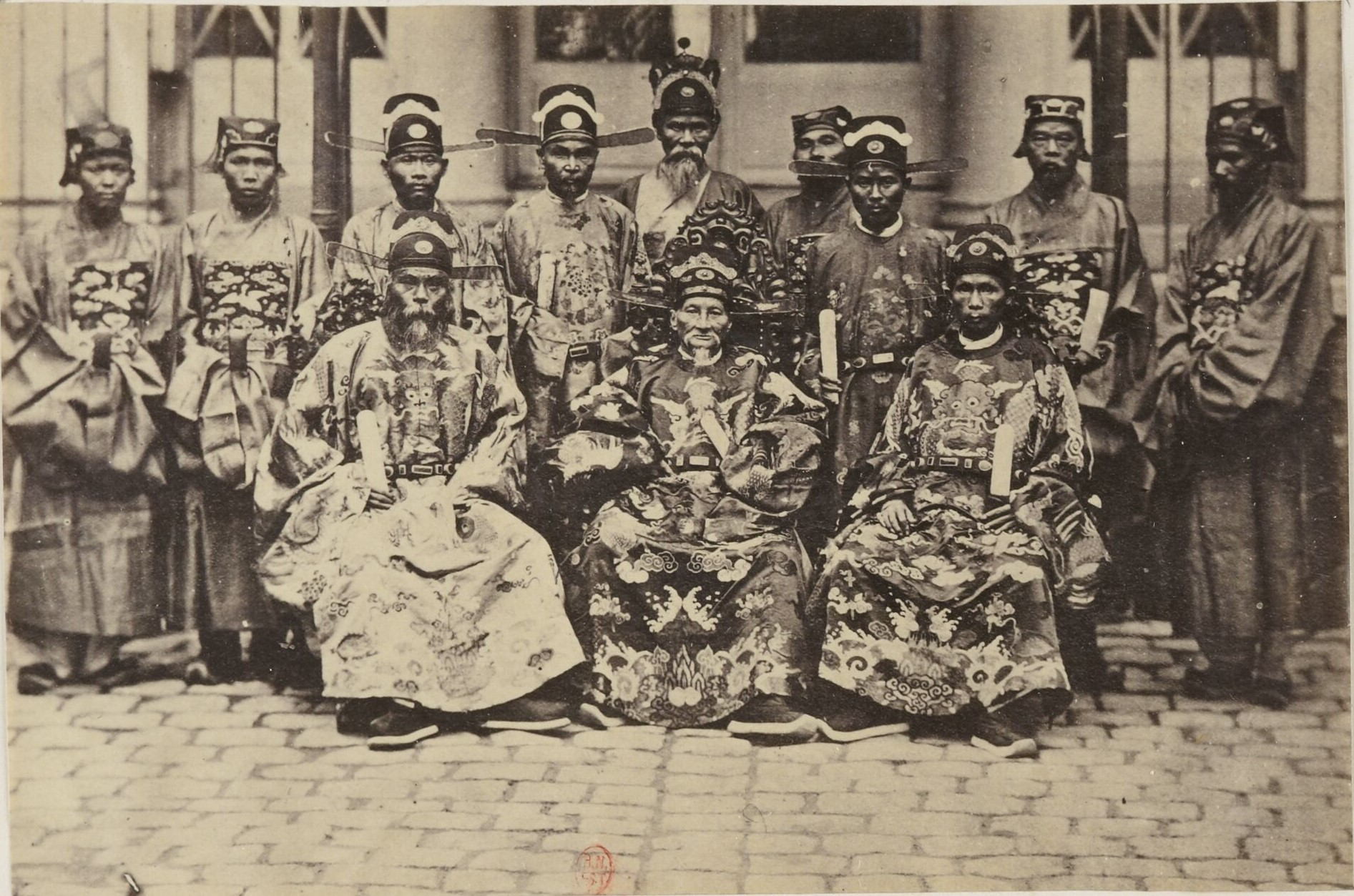
Delegação vietnamita à França em 20 de setembro de 1863 para negociação do tratado de paz, primeira fila da esquerda para a direita: Ngụy Khác Đản, Phan Thanh Giản Chefe da legação (meio) e Phạm Phú Thứ.

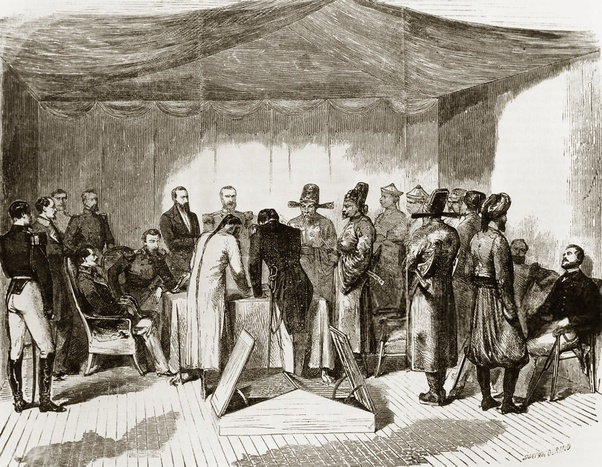
Tratado de Saigon (1862).

Em setembro de 1858, Napoleão III orquestrou um bombardeio do exército franco-espanhol e invadiu Đà Nẵng para protestar contra as execuções de dois missionários dominicanos espanhóis. Sete meses depois, navegaram para o sul para atacar Saigon e o rico Delta do Mekong.  As tropas da Aliança mantiveram Saigon por dois anos, enquanto uma rebelião de lealistas Lê liderada pelo bispo católico Pedro Tạ Văn Phụng, que se autoproclamou um príncipe Lê, eclodiu no norte e se intensificou.   Além do pretexto de vingar a morte dos missionários, a invasão francesa foi planejada para provar à Europa que a França não era uma potência de segunda categoria e "civilizar" a área. Em fevereiro de 1861, reforços franceses e 70 navios de guerra liderados pelo General Vassoigne chegaram e dominaram as fortalezas vietnamitas. Diante da invasão da Aliança e da rebelião interna, Tự Đức escolheu ceder três províncias do Sul à França para lidar com a rebelião coincidente.  

Em junho de 1862, o Tratado de Saigon foi assinado, resultando na perda de três províncias do sul pelo Vietnã; Gia Định, Mỹ Tho, Biên Hòa, que se tornaram a base da Cochinchina Francesa. No Tratado de Huế (1863), a ilha de Poulo Condoræ permitiria o catolicismo, três portos seriam abertos ao comércio francês e o mar seria aberto para permitir a expansão francesa no Kampuchea. e as reparações de guerra deveriam ser enviadas à França. Apesar dos elementos religiosos deste tratado, a França não interviria na revolta cristã no Vietnã do Norte, mesmo com seus missionários insistindo para que isso acontecesse. Para a rainha viúva, Từ Dụ, a corte e o povo, o tratado de 1862 foi uma humilhação nacional. Tự Đức enviou novamente uma missão ao imperador francês Napoleão III, na qual pediu que fosse revisado o tratado de 1862. Em julho de 1864, outro projeto de tratado foi assinado. A França devolveu as três províncias ao Vietnã, mas ainda detinha o controle de três cidades importantes, Saigon, Mỹ Tho e Thủ Dầu Một.  Em 1866, a França convenceu Tự Đức a entregar as províncias do sul de Vĩnh Long, Hà Tiên e Châu Đốc. Phan Thanh Giản, o governador das três províncias, renunciou imediatamente. Sem resistência, em 1867, os franceses anexaram as províncias e voltaram a sua atenção para as províncias do norte. 

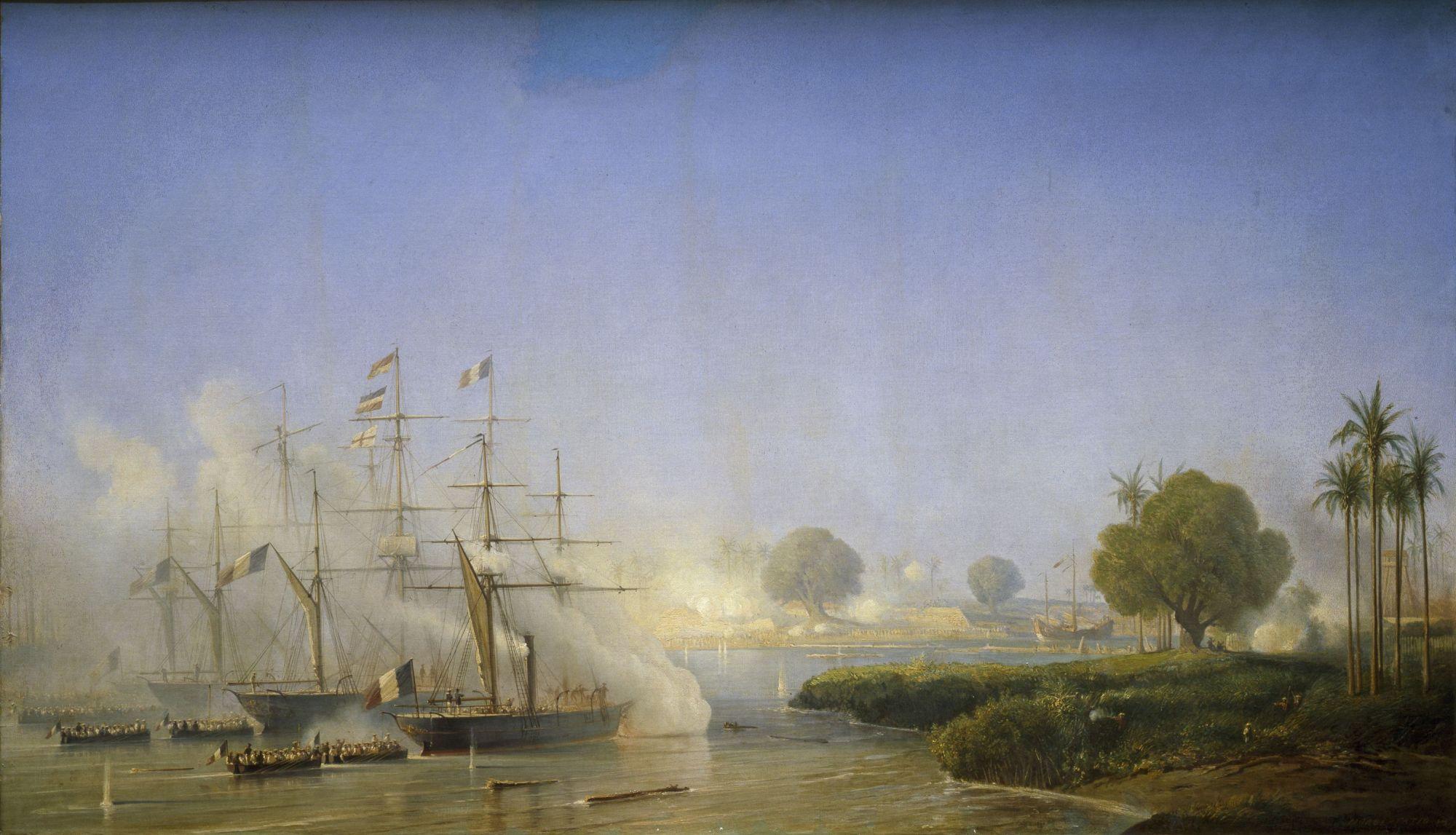
Captura de Saigon por Charles Rigault de Genouilly em 17 de fevereiro de 1859, pintado por Antoine Morel-Fatio.
Bombardeio de Biên Hòa (16 de dezembro de 1861).
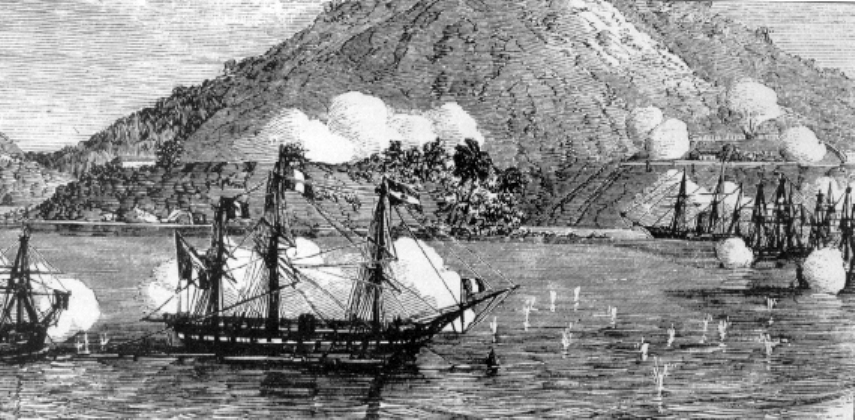
Navios de guerra franceses Cerco de Tourane (Đà Nẵng), setembro de 1858.
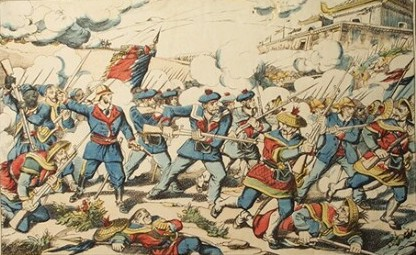
Captura de Bắc Ninh durante a campanha de Tonquim.
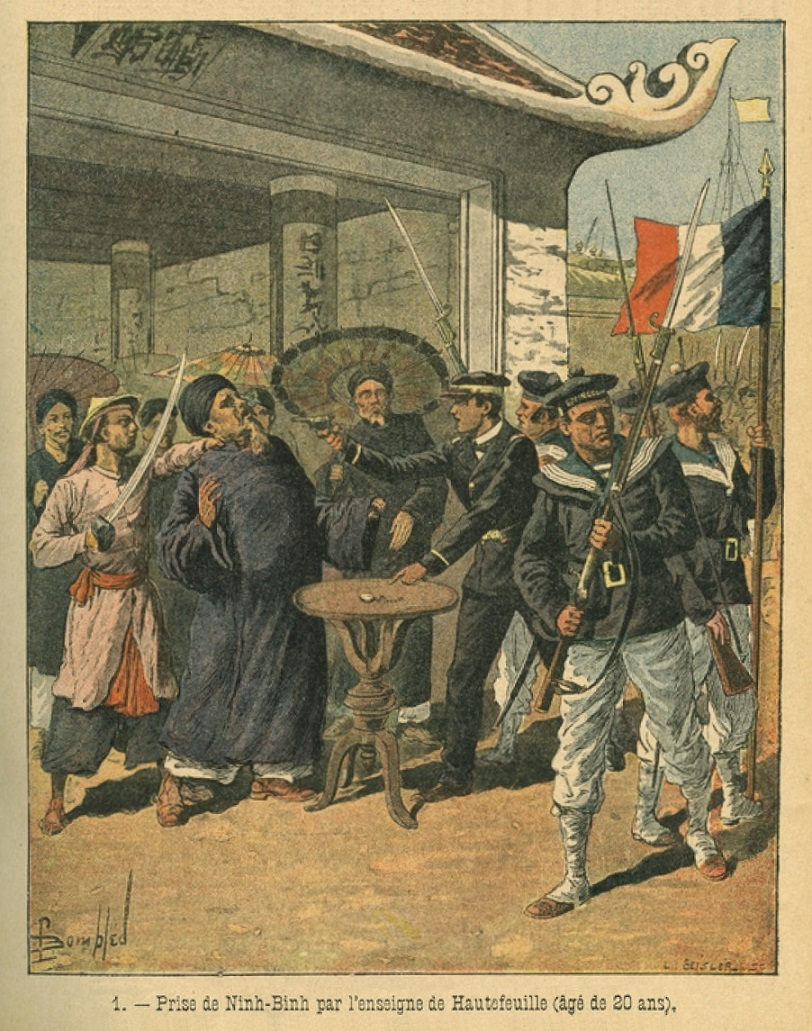
A captura de Ninh Bình pelo Aspirante Hautefeuille e seus marinheiros
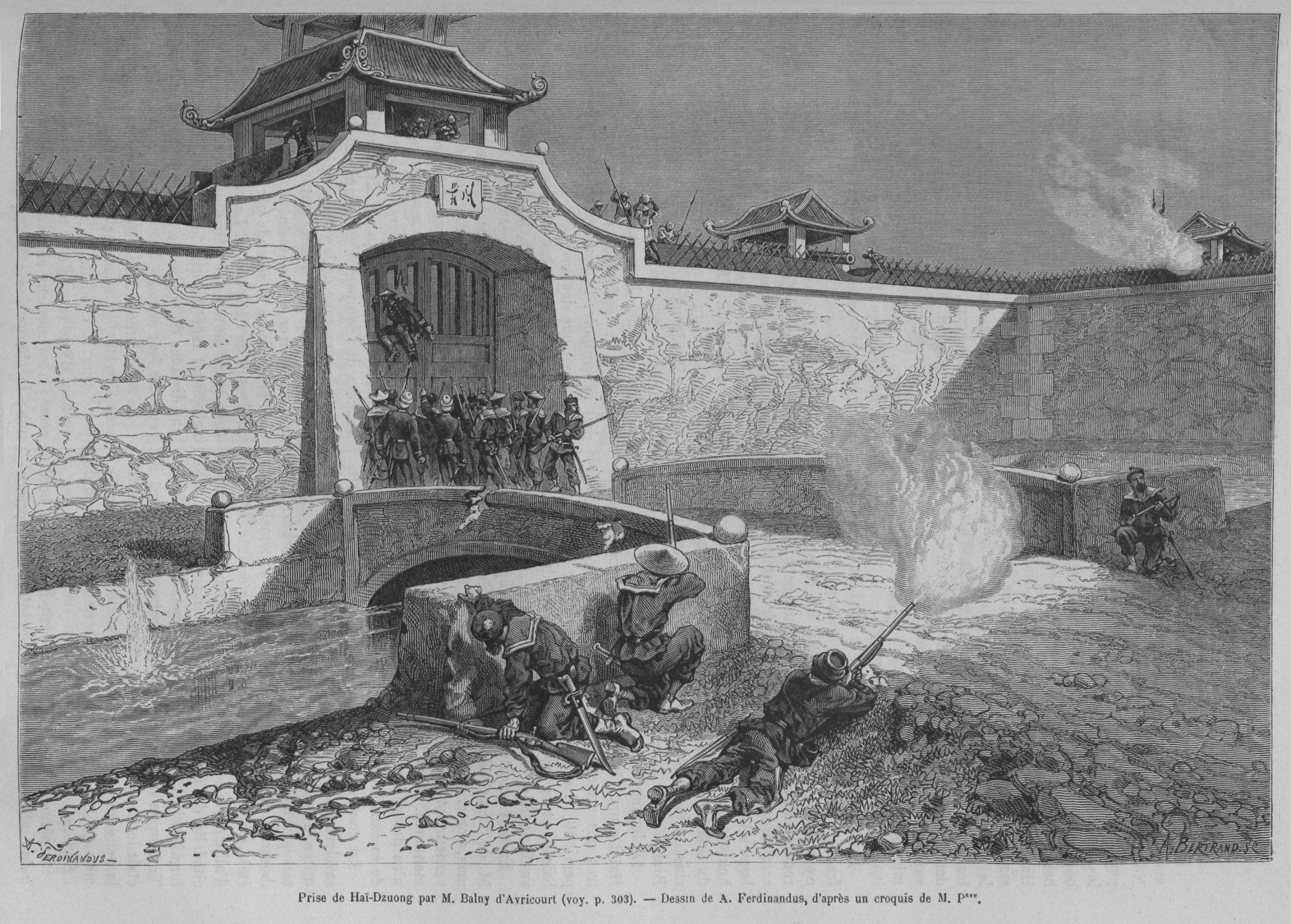
Ataque francês à cidadela de Hải Dương.
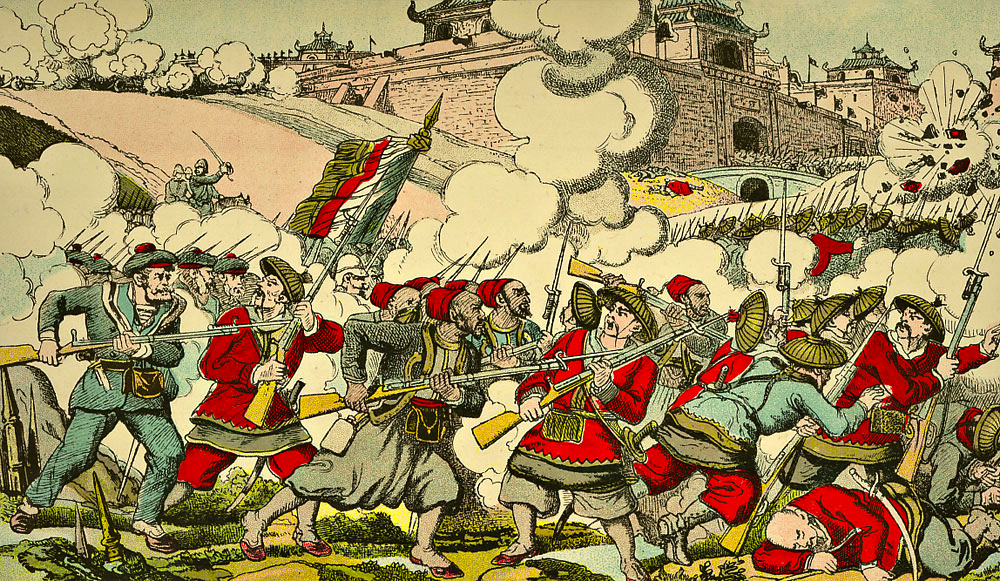
Turcos e fuzileiros navais em Bắc Ninh, 12 de março de 1884
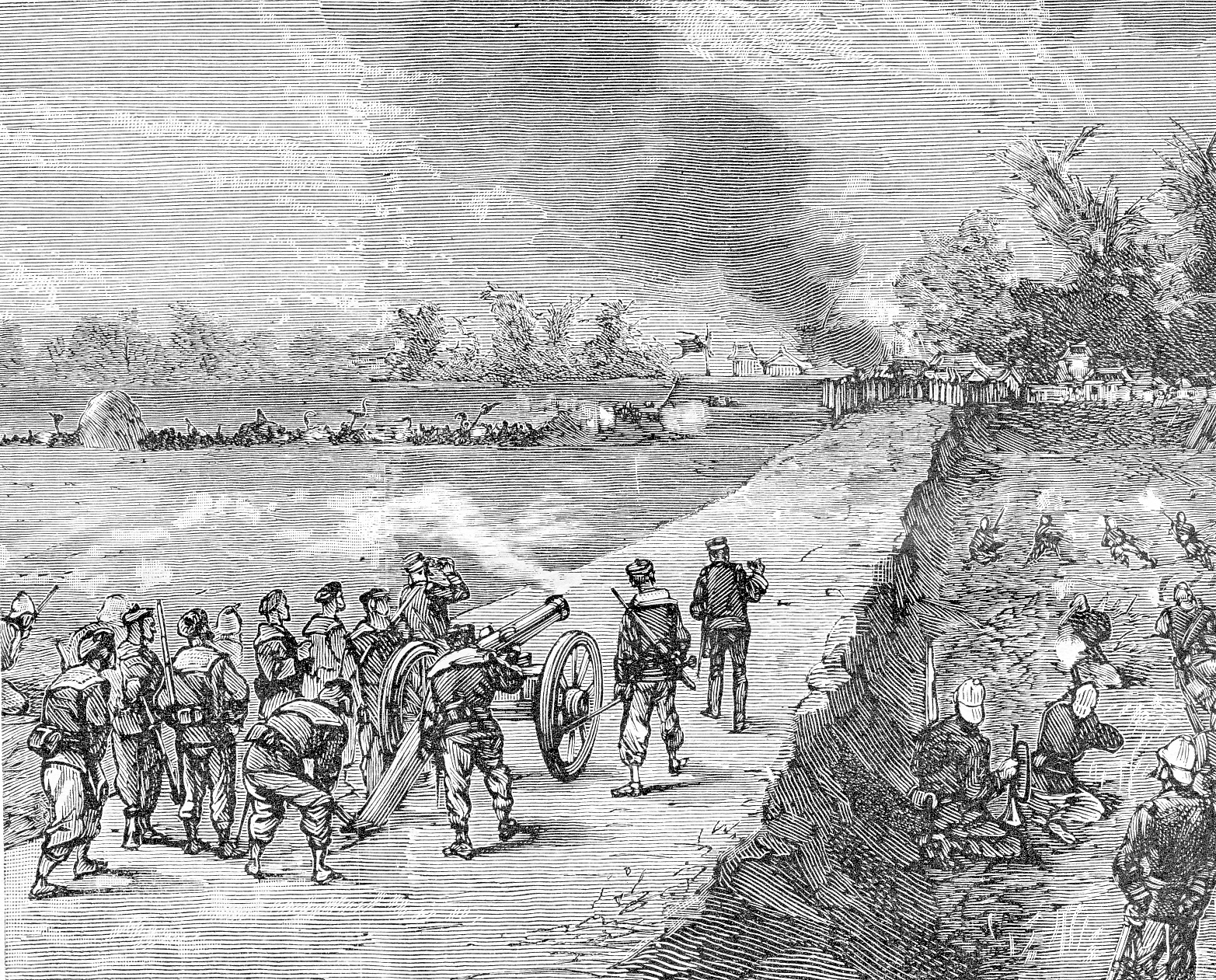
Um canhão naval francês, posicionado em um dique, apoia um ataque de infantaria de fuzileiros navais às posições vietnamitas em Gia Cuc (Gia Quất)
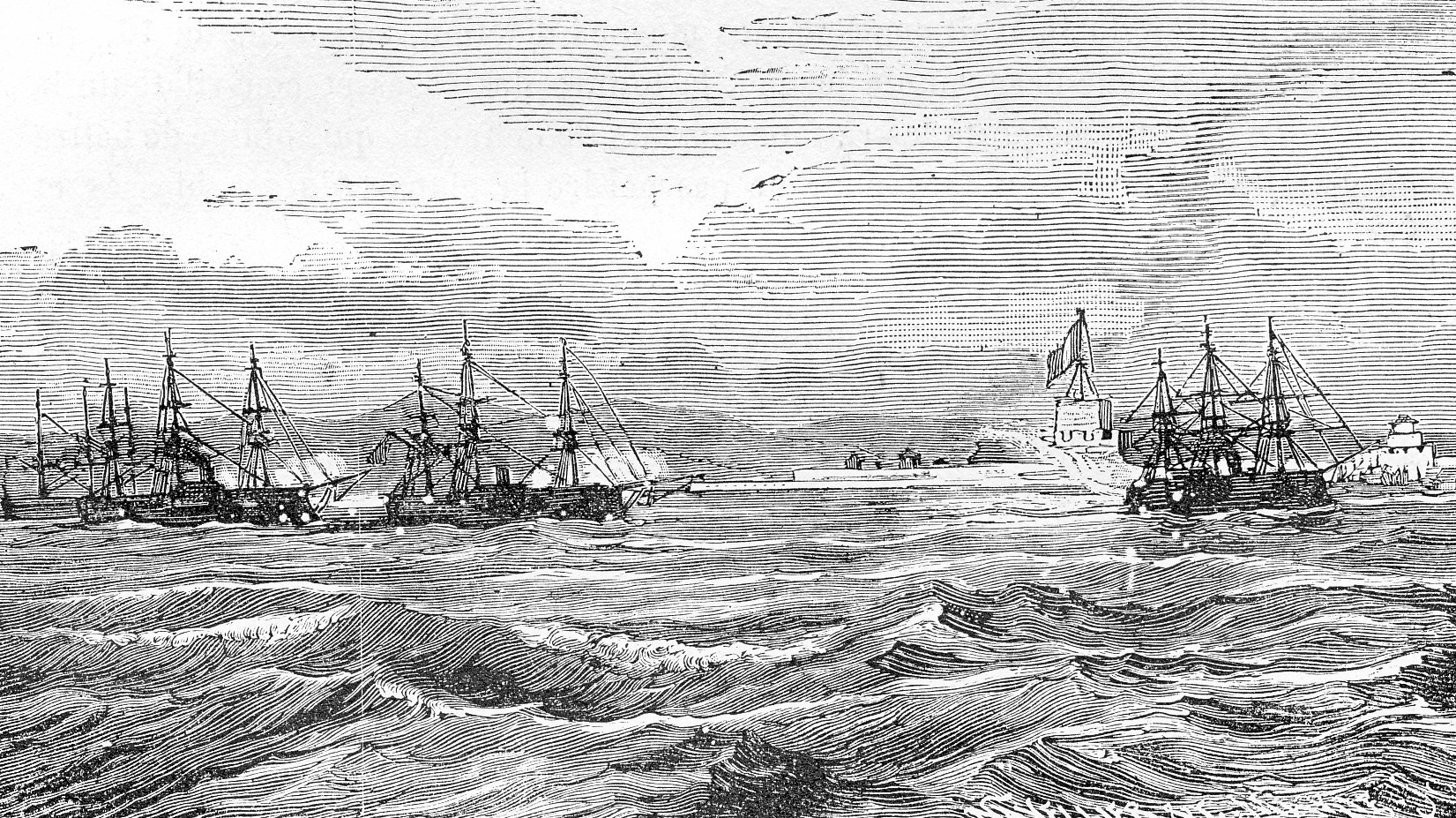
Navios de guerra franceses posicionados perto dos fortes de Thuận An, 18 de agosto de 1883
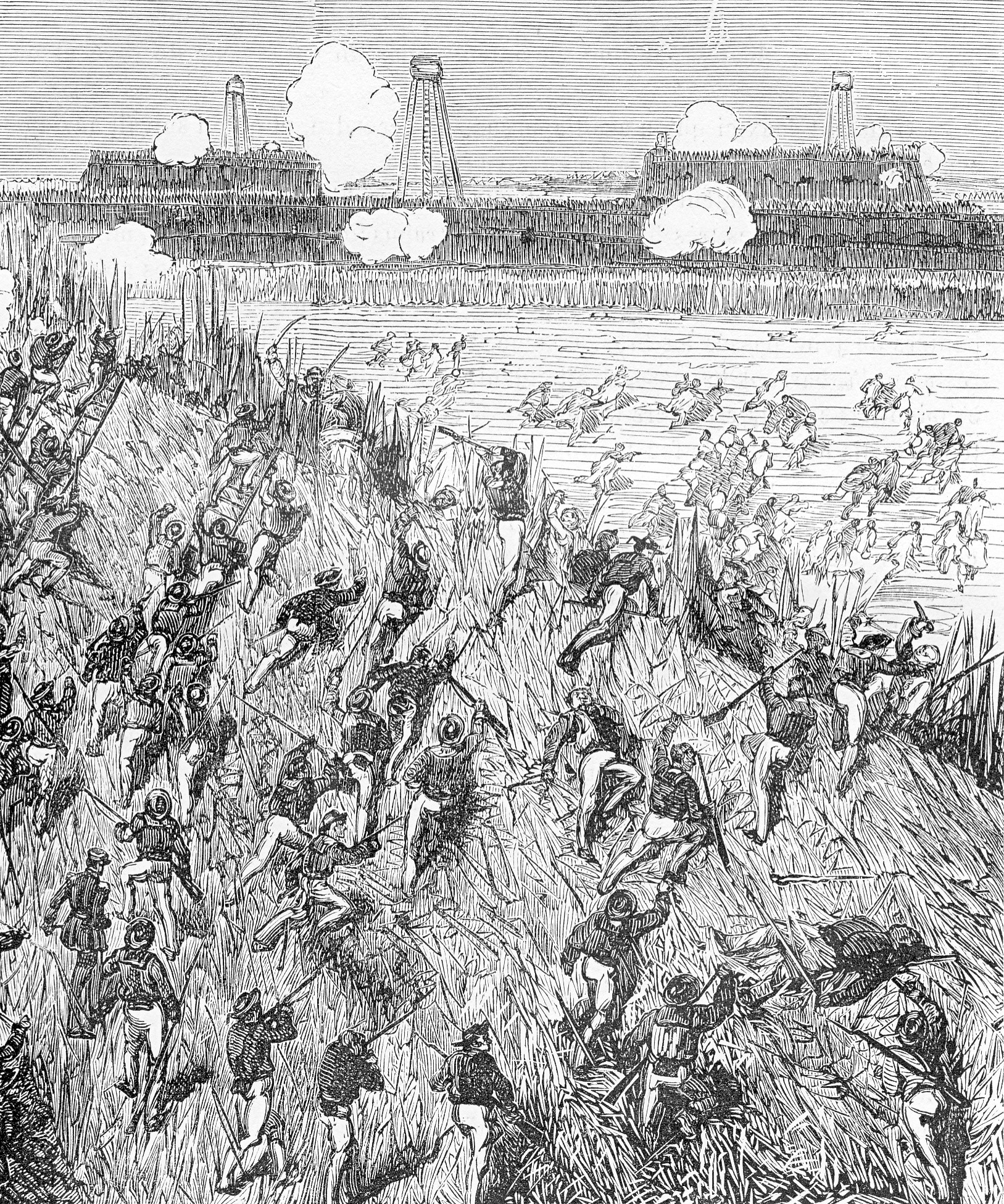
O ataque aos fortes de Thuận An, 20 de agosto de 1883
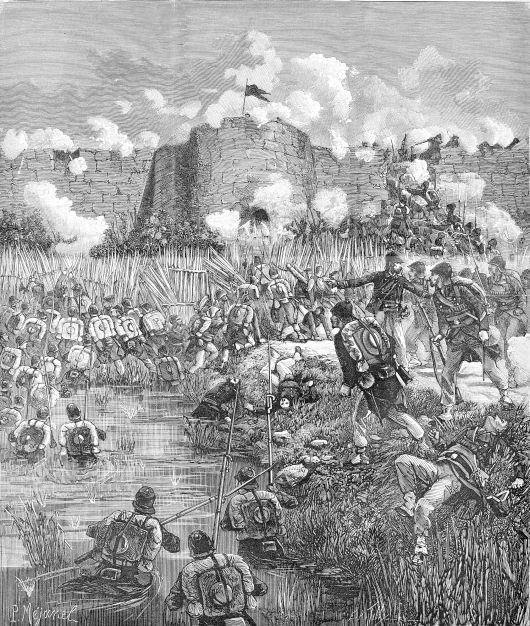
A captura de Sơn Tây, 16 de dezembro de 1883
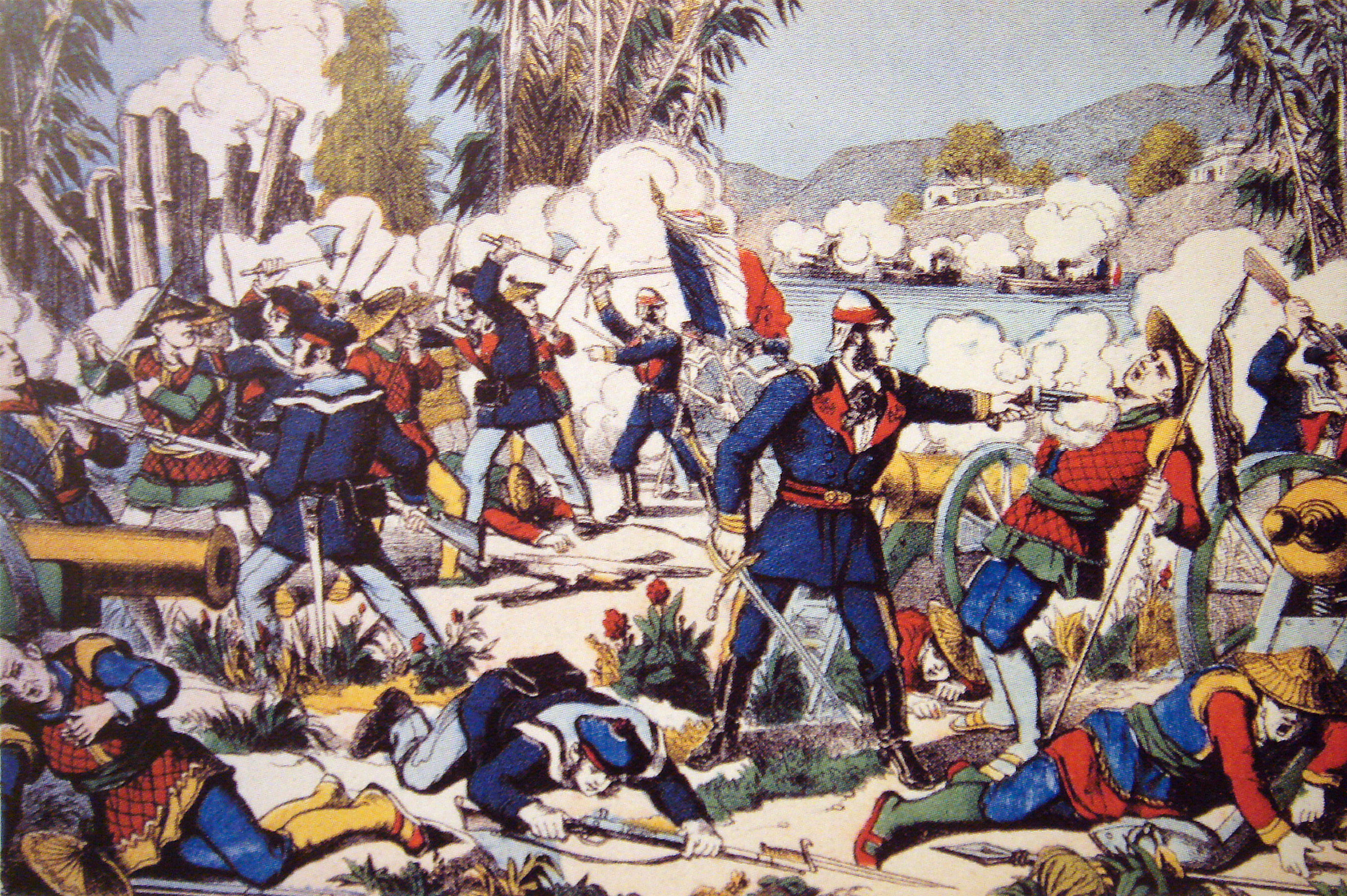
Captura de Nam Định, 19 de julho de 1883.
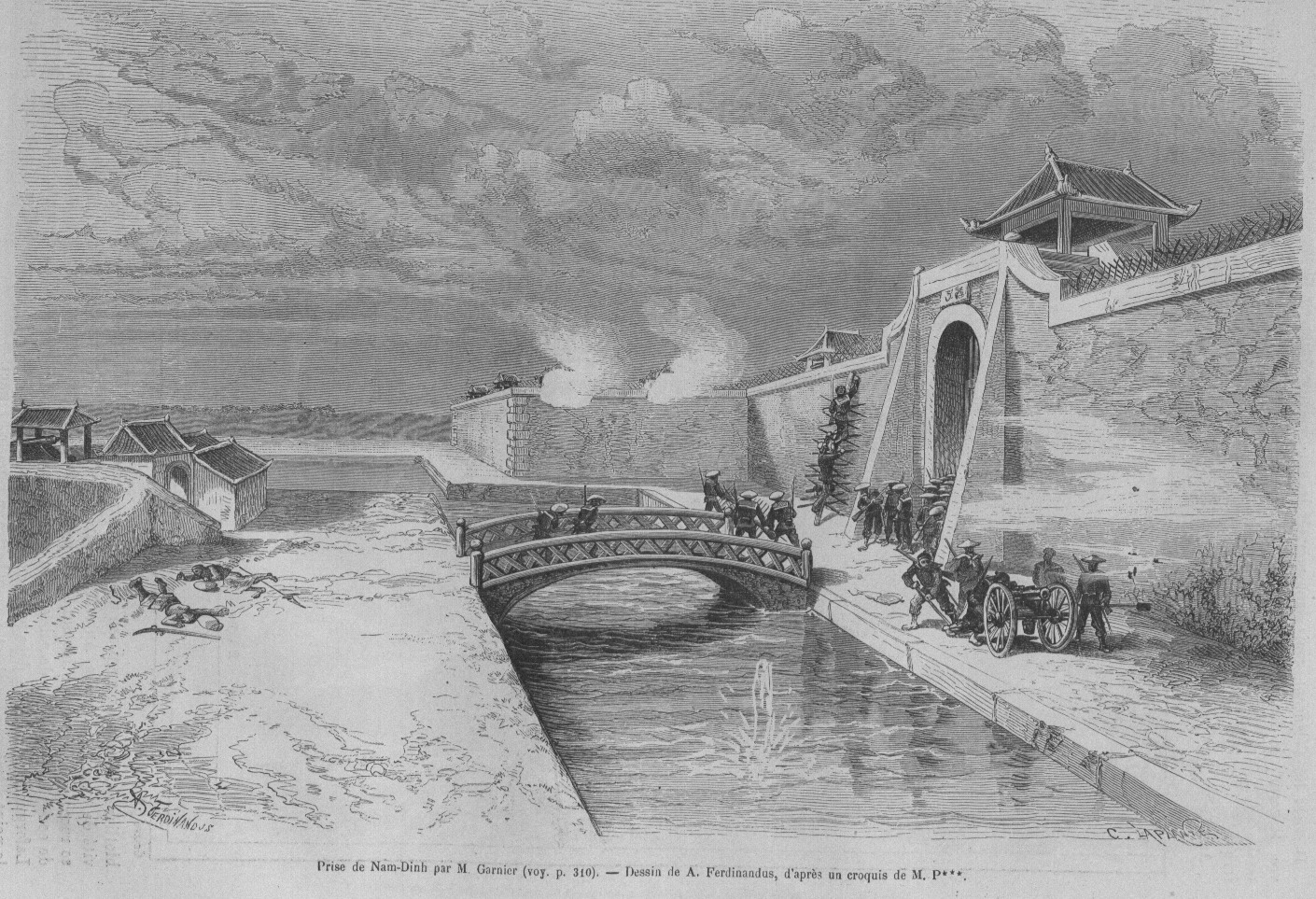
As tropas francesas atacam a fortaleza de Nam Định.
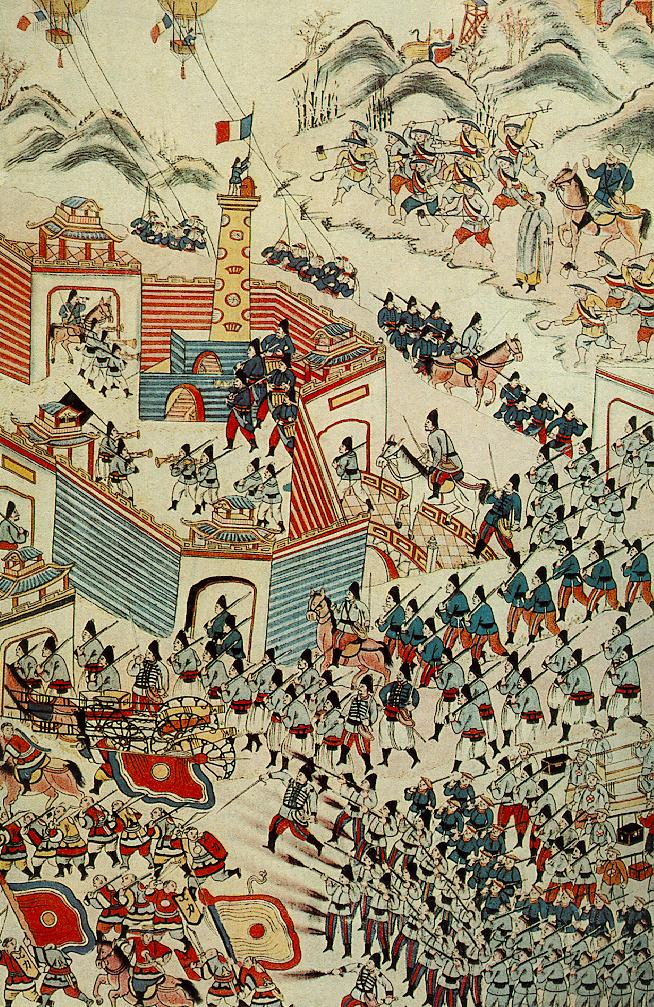
Captura de Hưng Hóa

No final da década de 1860, piratas, bandidos e remanescentes da rebelião Taiping na China fugiram para Tonquim e transformaram o norte do Vietnã em um foco para suas atividades de invasão. O estado vietnamita era demasiado fraco para lutar contra os piratas.  Esses rebeldes chineses acabaram formando seus próprios exércitos mercenários, como os Bandeiras Negras haviam feito, e cooperaram com autoridades vietnamitas locais para interferir nos interesses comerciais franceses. Enquanto a França procurava adquirir Yunnan e Tonquim, quando em 1873, um aventureiro-mercador francês chamado Jean Dupuis foi interceptado pela autoridade local de Hanói, o governo francês da Cochinchina respondeu enviando um novo ataque sem falar com a corte de Hue.  Um exército francês liderado por Francis Garnier chegou a Tonquim em novembro. Como os administradores locais se aliaram aos Bandeiras Negras e desconfiavam do governador de Hanói, Nguyễn Tri Phương, no final de novembro os franceses e os leais a Lê abriram fogo contra a cidadela vietnamita de Hanói. Tự Đức imediatamente enviou delegações para negociar com Garnier, mas o príncipe Hoàng Kế Viêm, governador de Sơn Tây, alistou a milícia chinesa Bandeiras Negras de Liu Yongfu para atacar os franceses.  Garnier foi morto em 21 de dezembro pelos soldados da Bandeira Negra na  vi .  Uma negociação de paz entre o Vietnã e a França foi alcançada em 5 de janeiro de 1874.  A França reconheceu formalmente a total independência do Vietnã da China; a França pagaria as dívidas espanholas do Vietnã; a força francesa devolveu Hanói aos vietnamitas; o exército vietnamita em Hanói teve de se dissolver e ser reduzido a uma simples força policial; a liberdade religiosa e comercial total foi garantida; o Vietnã foi obrigado a reconhecer todas as seis províncias do sul como territórios franceses.  

#### Fim da independência (1874–1885)

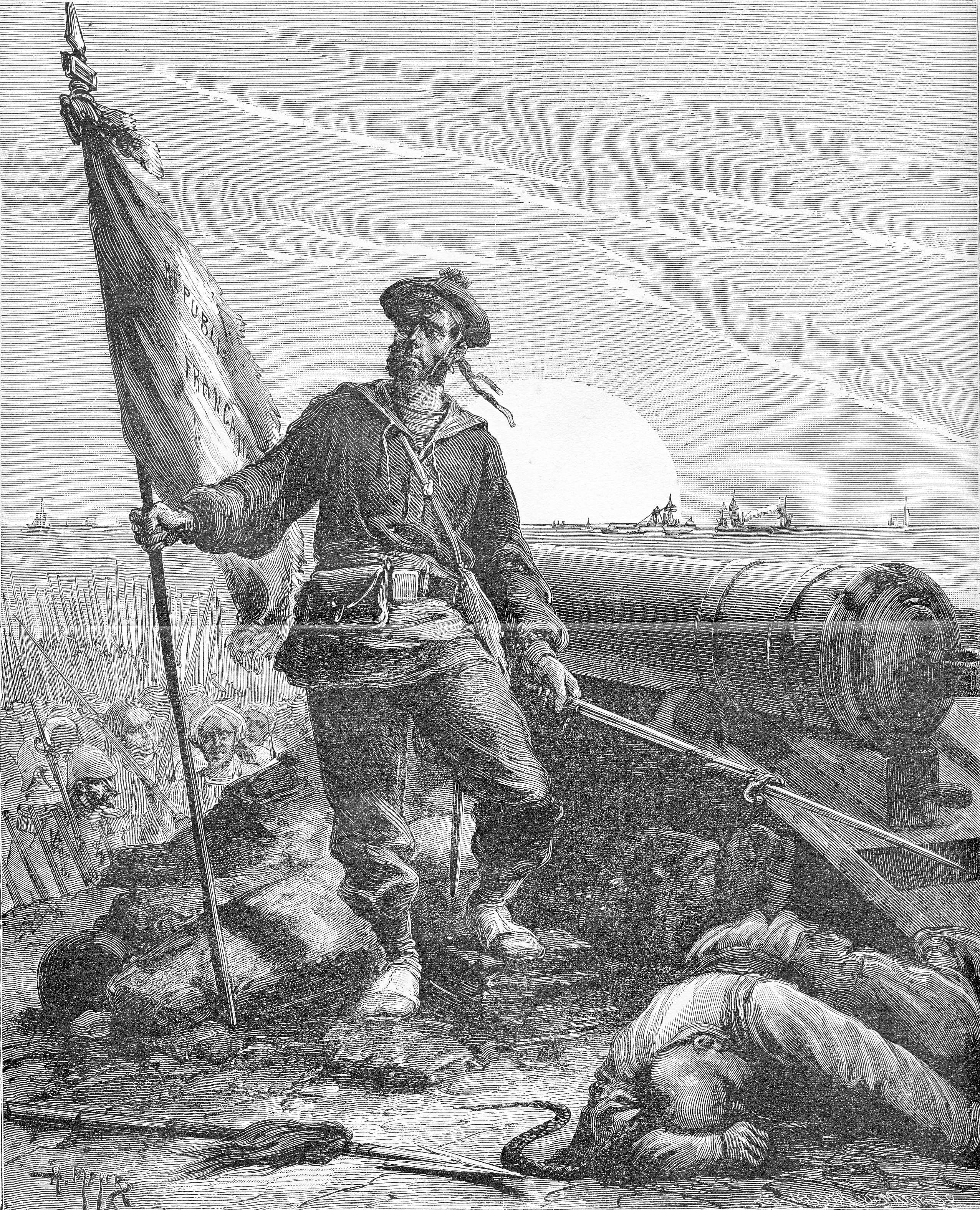
Vitória francesa em Thuận An, agosto de 1883.

Apenas dois anos após o reconhecimento francês, Tự Đức enviou uma embaixada à China Qing em 1876 e reprovocou a relação tributária com os chineses (a última missão foi em 1849). Em 1878, o Vietnã renovou relações com a Tailândia.  Em 1880, Grã-Bretanha, Alemanha e Espanha ainda debatiam o destino do Vietnã, e a Embaixada Chinesa em Paris rejeitou abertamente o acordo franco-vietnamita de 1874. Em Paris, o primeiro-ministro Jules Ferry propôs uma campanha militar direta contra o Vietnã para revisar o tratado de 1874. Como Tự Đức estava muito preocupado em manter os franceses fora de seu Império sem enfrentá-los diretamente, ele solicitou assistência à corte chinesa. Em 1882, 30.000 tropas Qing invadiram as províncias do norte e ocuparam cidades. Os Bandeiras Negras também retornaram juntos, colaborando com autoridades vietnamitas locais e assediando empresas francesas. Em Março, os franceses responderam enviando uma segunda expedição liderada por Henri Rivière para o norte para lidar com estes vários problemas, mas tiveram de evitar toda a atenção internacional, particularmente da China.  Em 25 de abril de 1882, Rivière tomou Hanói sem enfrentar qualquer resistência.   Tự Đức informou ao tribunal chinês que seu estado tributário estava sendo atacado. Em setembro de 1882, 17 divisões chinesas (200.000 homens) cruzaram as fronteiras sino-vietnamitas e ocuparam Lạng Sơn, Cao Bằng, Bac Ninh e Thái Nguyên, sob o pretexto de defesa contra a agressão francesa. 

Almirante Amédée Courbet e Harmand em Huế, agosto de 1883
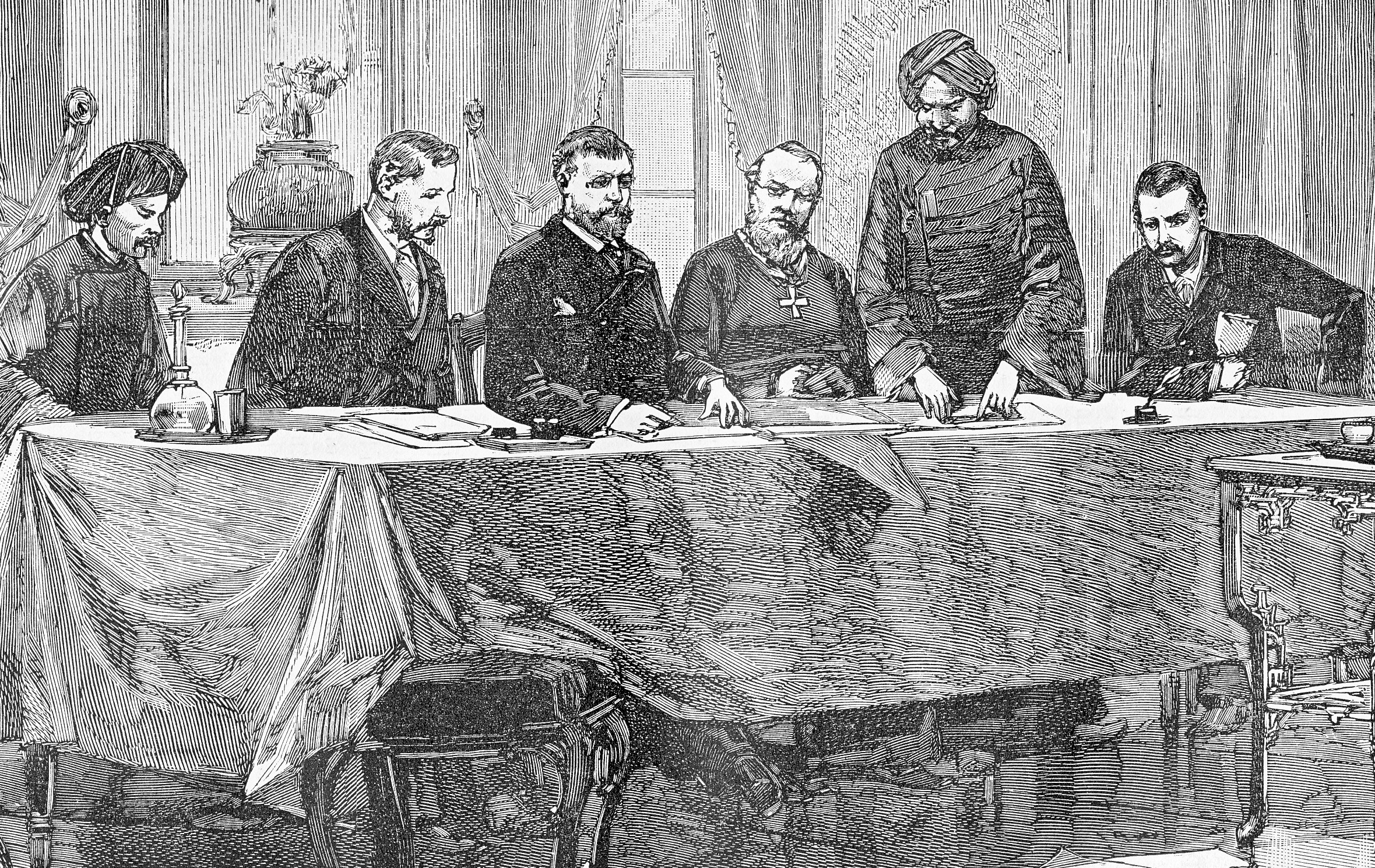
Assinatura do Tratado de Huế, 25 de agosto de 1883
Pintura de propaganda francesa em Hanói, 1942

Apoiados pelo exército chinês e pelo príncipe Hoàng Kế Viêm, Liu Yongfu e os Bandeiras Negras decidiram atacar Rivière. Em 19 de maio de 1883, as Bandeiras Negras emboscaram e decapitaram Rivière na Segunda Batalha de Cầu Giấy.  Quando a notícia da morte de Rivière chegou à França, houve protestos imediatos e exigências por uma resposta. O Parlamento francês votou rapidamente pela conquista do Vietnã. Dezenas de milhares de reforços franceses e chineses chegaram ao Delta do Rio Vermelho. 
Tự Đức morreu em 17 de julho.  Problemas de sucessão paralisaram temporariamente o tribunal. Um de seus sobrinhos, Nguyễn Phúc Ưng Ái, foi coroado imperador Dục Đức, mas foi, no entanto, preso e executado após três dias pelos três poderosos regentes Nguyễn Văn Tường, Tôn Thất Thuyết e Tran Tien Thanh por razões desconhecidas. O irmão de Tự Đức , Nguyễn Phúc Hồng Dật, sucedeu em 30 de julho como imperador Hiệp Hòa.  O alto funcionário da censura do tribunal, Phan Đình Phùng, denunciou os três regentes pela condução irregular da sucessão de Tự Đức. Tôn Thất Thuyết criticou duramente Phan Đình Phùng e o enviou da corte para seu território natal, onde mais tarde liderou um movimento de resistência nacionalista contra os franceses por dez anos. 
Para tirar o Vietnã da guerra, a França decidiu atacar diretamente a cidade de Huế. O exército francês se dividiu em duas partes: a menor, sob o comando do general Bouët, ficou em Hanói e esperou por reforços da França, enquanto a frota francesa liderada por Amédée Courbet e Jules Harmand navegou para Thuận An, o portão marítimo de Hue, em 17 de agosto. Harmand exigiu que os dois regentes Nguyễn Văn Tường e Tôn Thất Thuyết rendessem o Norte do Vietnã, o Centro-Norte do Vietnã (Thanh Hoá, Nghệ An, Hà Tĩnh) e a província de Bình Thuận à posse francesa, e aceitassem um residente francês em Huế que pudesse exigir audiências imperiais. Ele enviou um ultimato aos regentes de que "O nome Vietnã não existirá mais na história" se eles não cumprissem isso.  
Em 18 de agosto, navios de guerra franceses começaram a bombardear posições vietnamitas na cidadela de Thuận An. Dois dias depois, ao amanhecer, Courbet e os fuzileiros navais franceses desembarcaram na costa. Na manhã seguinte, todas as defesas vietnamitas em Huế foram dominadas pelos franceses. O imperador Hiệp Hòa despachou o mandarim Nguyễn Thượng Bắc para negociar. 
Em 25 de setembro, dois oficiais do tribunal, Trần Đình Túc e Nguyễn Trọng Hợp assinaram um tratado de vinte e sete artigos conhecido como Convenção Harmand.  Os franceses receberam Bình Thuận; Đà Nẵng e Qui Nhơn foram abertas ao comércio; a esfera de governo da monarquia vietnamita foi reduzida ao Vietnã Central, enquanto o Vietnã do Norte se tornou um protetorado francês. Em novembro, o imperador Hiệp Hòa e Trần Tiễn Thành foram executados por Nguyễn Văn Tường e Tôn Thất Thuyết por suas aparentes simpatias pró-França. Nguyễn Phúc Ưng Đăng, de 14 anos, foi coroado como Imperador Kiến Phúc. Após alcançar a paz com a China através do Acordo de Tientsin em maio de 1884, em 6 de junho o embaixador francês na China, Jules Patenôtre des Noyers, assinou com Nguyen Van Tuong o Tratado de Protetorado de Patenôtre, que confirmou o domínio francês sobre o Vietnã.   Em 31 de maio de 1885, a França nomeou o primeiro governador de todo o Vietnã.  Em 9 de junho de 1885, o Vietnã deixou de existir após 83 anos como um estado independente.  O líder da facção pró-guerra, Tôn Thất Thuyết e seus apoiadores se revoltaram contra os franceses em julho de 1885, mas foram forçados a recuar para as terras altas do Laos com o jovem imperador Hàm Nghi (Nguyễn Phúc Ưng Lịch). Enquanto isso, os franceses instalaram seu irmão pró-francês Nguyễn Phúc Ưng Kỷ como imperador Đồng Khánh.  Thuyết convocou a nobreza, os legalistas e os nacionalistas para se armarem na resistência contra a ocupação francesa (movimento Cần Vương).  O movimento durou 11 anos (1885-1896) e Thuyết foi forçado a exilar-se na China em 1888. 

### Protetorados franceses de Aname e Tonquim (1883–1945)
O Tratado de Huế de 1883 fez com que o restante do Vietnã se tornasse protetorado francês, dividido nos Protetorados de Aname e Tonquim. Os termos, no entanto, foram considerados excessivamente severos nos círculos diplomáticos franceses e nunca foram ratificados na França. O Tratado de Huế de 1884 forneceu uma versão suavizada do tratado anterior. O Tratado de Tientsin de 1885, que reafirmou o Acordo de Tientsin de 1884 e encerrou a Guerra Sino-Francesa, confirmou o status do Vietnã como protetorado francês e cortou o relacionamento tributário do Vietnã com a dinastia Qing, exigindo que todos os assuntos externos do Vietnã fossem conduzidos pela França.
Depois disso, a dinastia Nguyễn governou apenas nominalmente os dois protetorados franceses. Annam e Tonquim foram combinados com Cochinchina e o vizinho protetorado cambojano em 1887 para formar a União da Indochina Francesa, da qual se tornaram componentes administrativos.
O domínio francês também reforçou ingredientes que os portugueses já haviam adicionado ao ensopado cultural do Vietnã: o catolicismo e um alfabeto baseado no latim. A grafia usada na transliteração vietnamita é de fato baseada no português, porque os franceses se basearam em um dicionário compilado anteriormente por um clérigo português, Francisco de Pina. Devido à sua presença em Macau, os portugueses foram também os que trouxeram o catolicismo ao Vietnã no século XVI, embora tenham sido os franceses que construíram a maioria das igrejas e estabeleceram missões no país.

#### Primeira Guerra Mundial
Enquanto buscava maximizar o uso dos recursos naturais e da mão de obra da Indochina para lutar na Primeira Guerra Mundial, a França reprimiu os movimentos patrióticos de massa do Vietnã. A Indochina (principalmente o Vietnã) teve que fornecer à França 70.000 soldados e 70.000 trabalhadores, que foram recrutados à força de suas aldeias para servir na frente de batalha francesa. O Vietnã também contribuiu com 184 milhões de piastras em empréstimos e 336.000 toneladas de alimentos.
Esses fardos se mostraram pesados, pois a agricultura sofreu desastres naturais entre 1914 e 1917. Na falta de uma organização nacional unificada, o vigoroso movimento nacional vietnamita não conseguiu usar as dificuldades que a França teve como resultado da guerra para organizar revoltas significativas.
Em maio de 1916, o imperador Duy Tân, de dezesseis anos, escapou de seu palácio para participar de uma revolta das tropas vietnamitas. Os franceses foram informados do plano, e seus líderes foram presos e executados. Duy Tân foi deposto e exilado na ilha da Reunião, no Oceano Índico.

#### Segunda Guerra Mundial
O sentimento nacionalista se intensificou no Vietnã (especialmente durante e após a Primeira Guerra Mundial), mas revoltas e esforços hesitantes não conseguiram obter concessões dos franceses. A Revolução Russa impactou muito a história vietnamita do século XX.
Para o Vietnã, a eclosão da Segunda Guerra Mundial em 1 de setembro de 1939 foi tão decisiva quanto a tomada francesa de Đà Nẵng em 1858. As potências do Eixo do Japão invadiram o Vietnã em 22 de setembro de 1940, tentando construir bases militares para atacar as forças aliadas no Sudeste Asiático. Isso levou a um período da Indochina sob ocupação japonesa, com a cooperação dos colaboracionistas franceses de Vichy, que ainda mantinham a administração da colônia. Durante esse período, o Viet Minh, um movimento de resistência comunista, desenvolveu-se sob Ho Chi Minh a partir de 1941, com apoio aliado. Durante a fome de 1944-1945 no norte do Vietnã, mais de um milhão de pessoas morreram de fome.

### Império do Vietnã (1945)
Em março de 1945, após a libertação da França e grandes reveses na guerra, os japoneses, em um último esforço para reunir apoio na Indochina, derrubaram a administração francesa, prenderam seus funcionários públicos e proclamaram a independência do Camboja, Laos e Vietnã, que se tornou o Império do Vietnã com Bảo Đại como seu imperador. O Império do Vietnã era um estado fantoche do Império do Japão. Após a rendição do Japão, Bảo Đại abdicou em 25 de agosto de 1945, depois que o Viet Minh lançou a Revolução de Agosto.
Isso encerrou o reinado de 143 anos da dinastia Nguyễn. Bảo Đại foi posteriormente restaurado ao poder pelos franceses para se tornar imperador do Estado do Vietnã em 1949 até que o país se tornou uma república em 1955, no entanto, este período não é considerado parte da Dinastia Nguyễn.

## Administração nacional

### Governo

#### Imperador

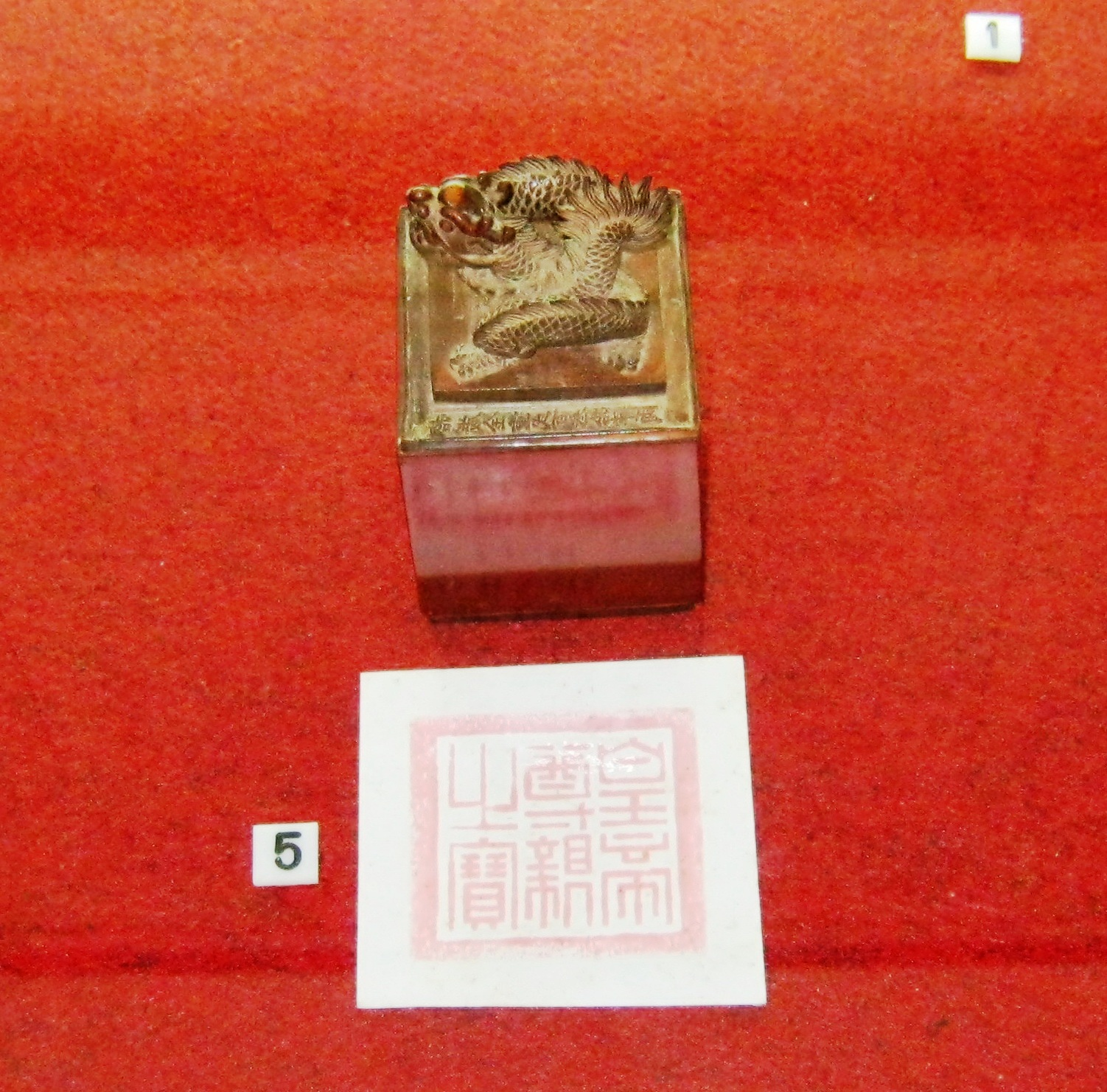
Selo imperial, decorado com um dragão e sua impressão sobre um fundo vermelho.
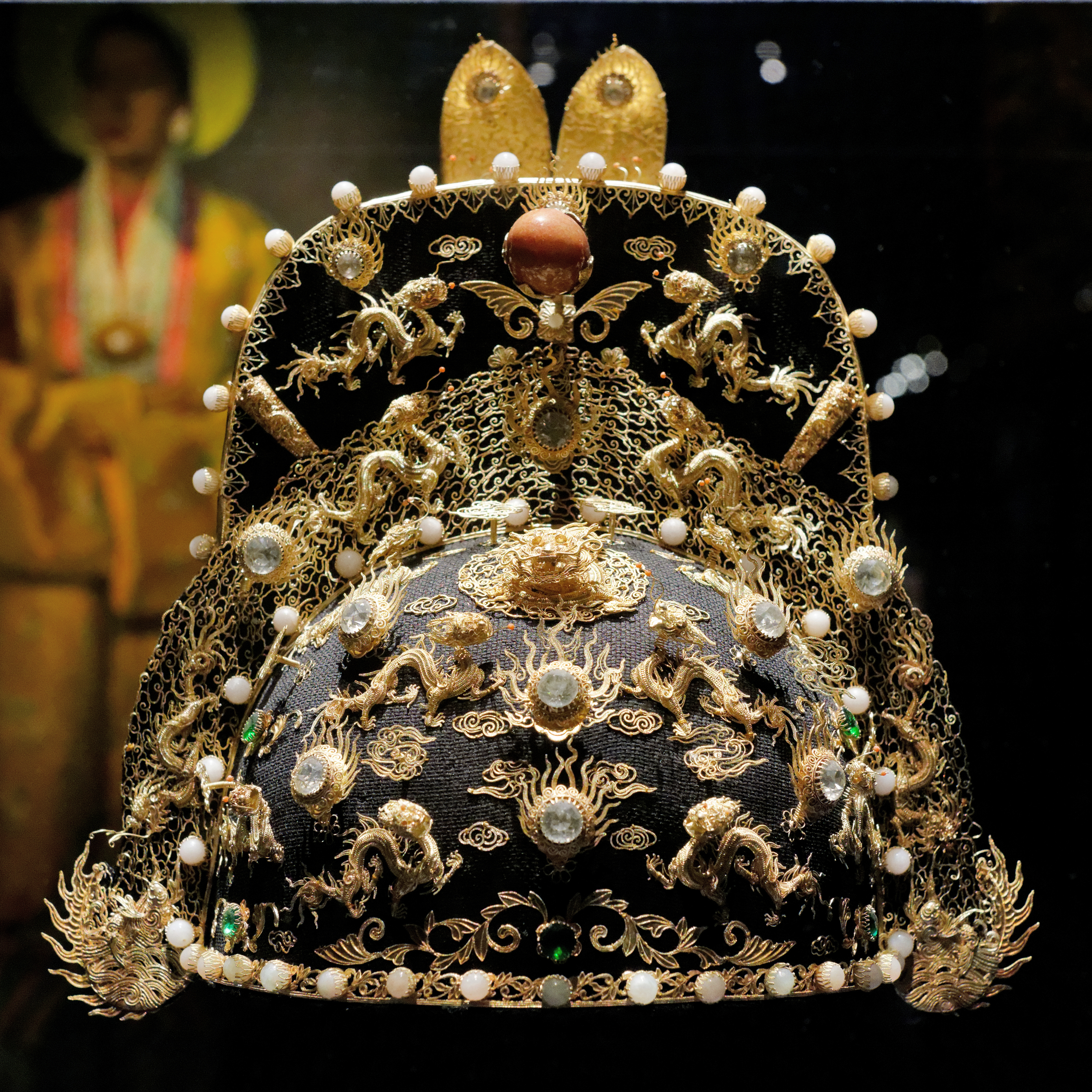
Coroa Imperial de Nove Dragões (Cửu Long thông thiên quan, 九龍通天冠) influenciada pelo chinês Yishan guan (翼善冠).
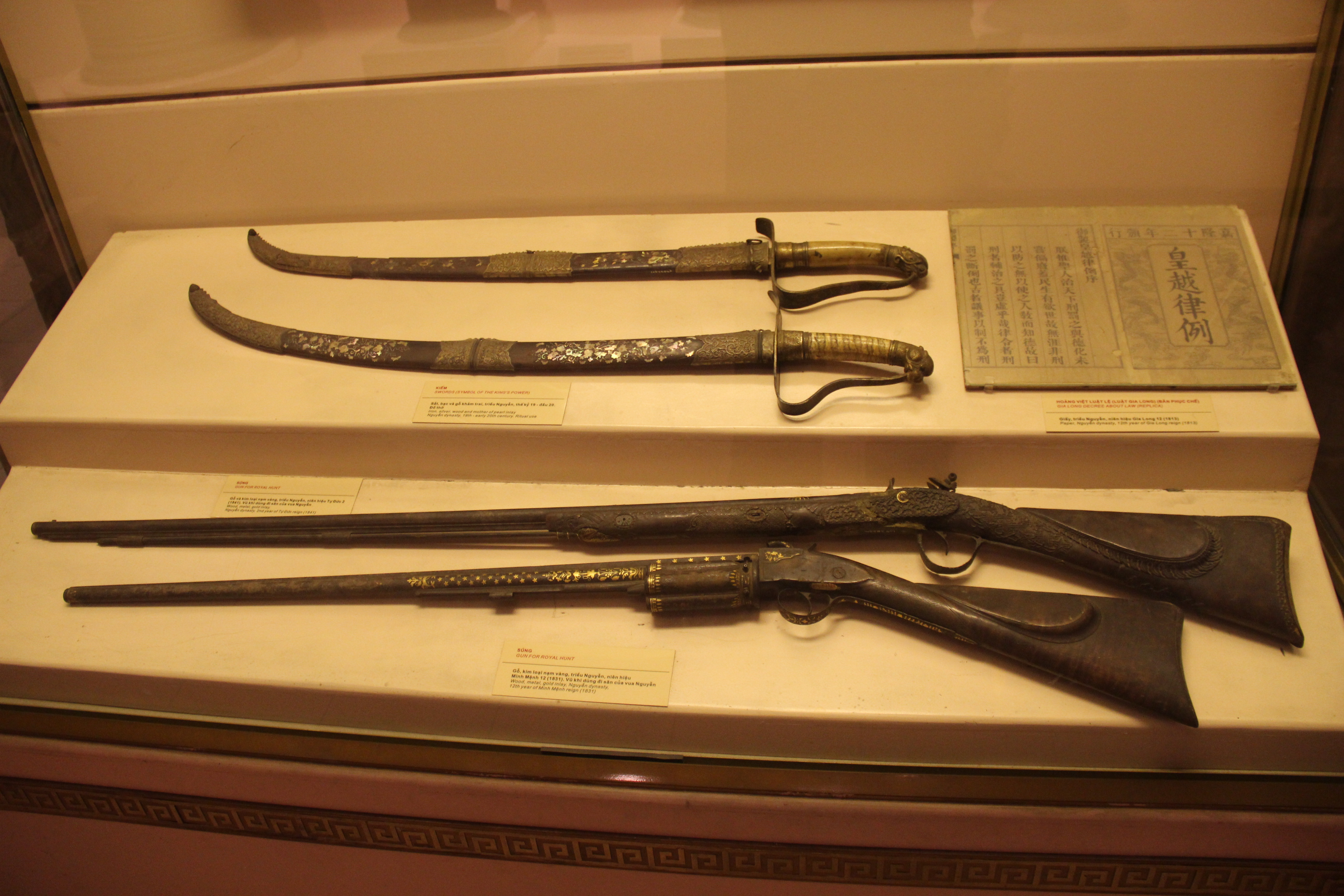
Espada imperial e rifle de caça do imperador Minh Mang.
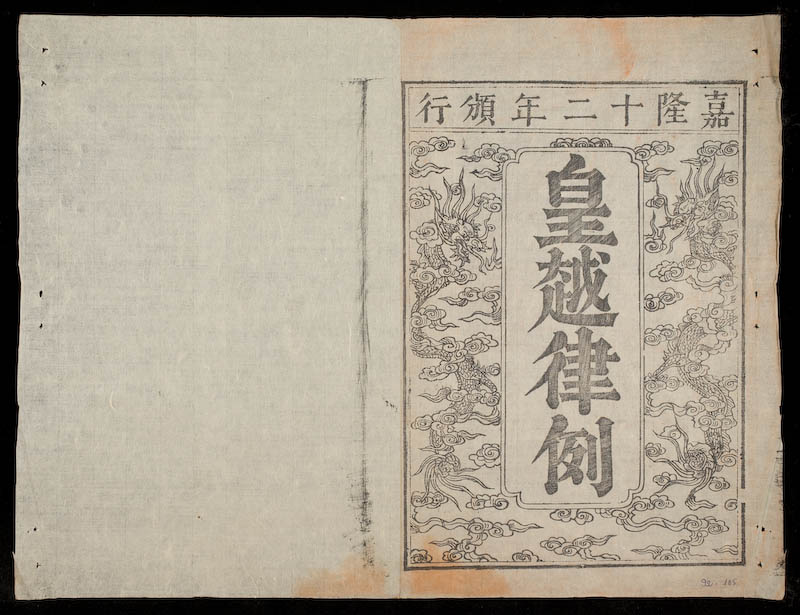
Hoàng Việt luật lệ (皇越律例), Código de lei introduzido por Gia Long.
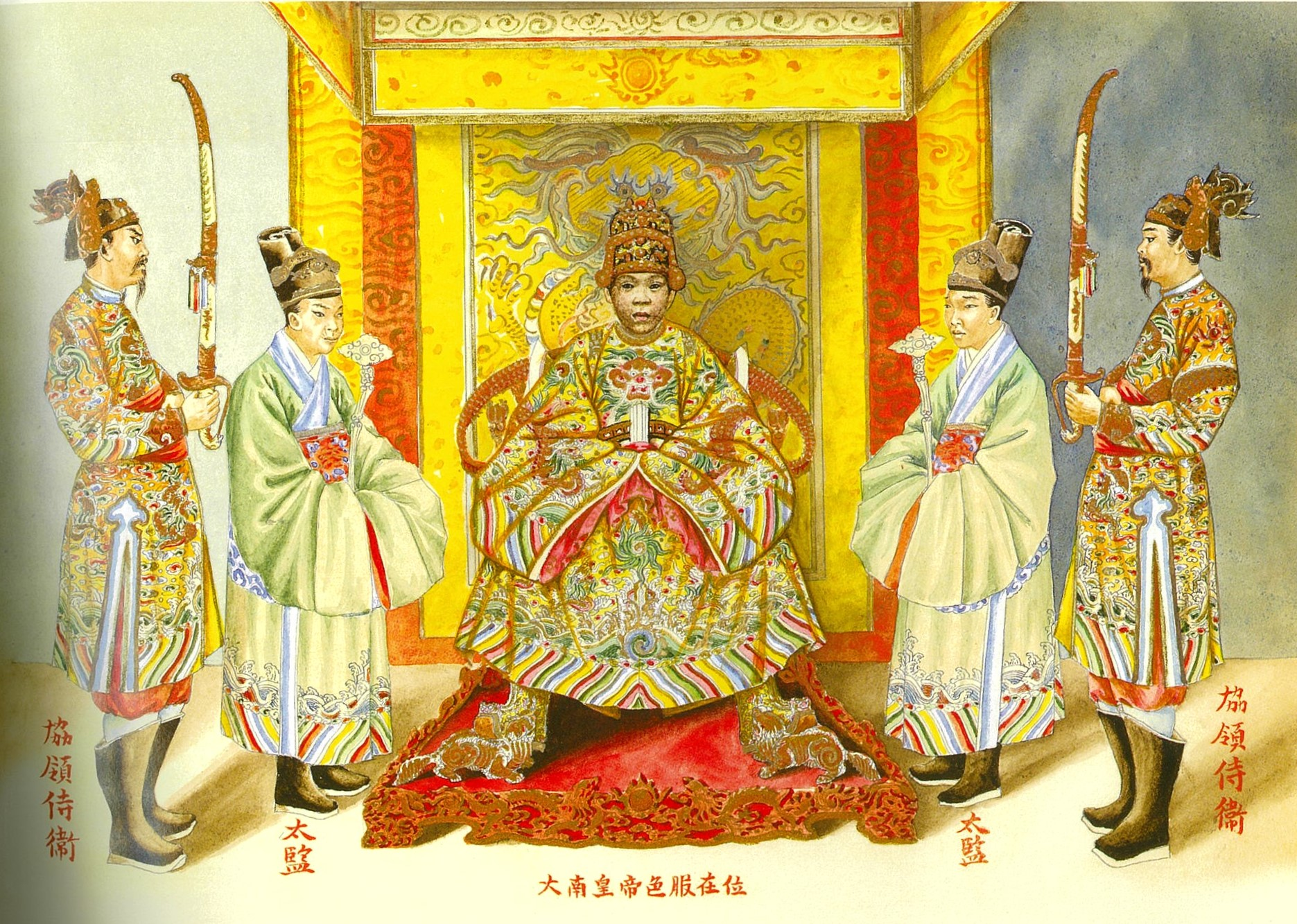
Traje de corte do imperador.

A dinastia Nguyễn manteve o sistema burocrático e hierárquico das dinastias anteriores. O imperador era o chefe de estado que exercia autoridade absoluta. Sob o imperador estava o Ministério do Interior (que trabalhava em documentos, mensagens imperiais e registros) e quatro Grandes Secretariados (em vietnamita: Tứ trụ Đại thần), mais tarde renomeado Ministério do Conselho Secreto.
O imperador da dinastia Nguyễn era um governante absolutista, o que significa que ele era tanto o chefe de estado quanto o chefe de governo.  O Código Gia Long de 1812 declarou o monarca vietnamita como o governante universal de todo o Vietnã; usando o conceito confucionista de Mandato do Céu para fornecer aos monarcas poder absoluto. Seu reinado e imagens populares eram julgados com base em quão próspero era o sustento (民生, dân sinh ) do povo e no conceito confucionista de chính danh (retificação de nomes); de acordo com os Analectos bíblicos confucionistas, tudo tem que permanecer em sua ordem correta.   Gia Long também percebeu a antiga concepção chinesa de Hua-Yi e em 1805 ele confessou seu Império como Trung Quốc (中國, "o Reino do Meio"), o termo vietnamita que frequentemente se refere à China, mas agora foi usado por Gia Long para enfatizar seu status de Filho do Céu e a desvalorização da China.   Nas décadas seguintes, o confucionismo e a teoria do Mandato do Céu gradualmente perderam suas posições entre as autoridades e intelectuais vietnamitas. Quando o quarto imperador, Tự Đức, cedeu o Vietnã do Sul à França e pediu que todas as autoridades do Sul entregassem as armas, muitos ignoraram, desobedeceram ao Filho do Céu e continuaram a lutar contra os invasores. Muitos dissidentes o viam como alguém que se rendeu e estava com medo da França. Rebeliões contra Tự Đức eclodiram todos os anos desde 1860 até sua morte em 1883. 
Uma teoria dupla de soberania existia no Vietnã. Todos os monarcas Nguyễn eram chamados de hoàng đế (黃帝, título sino-vietnamita para "imperador") na corte, enquanto se referiam a si mesmos como a primeira pessoa honorífica trẫm (aquele que dá a ordem). Eles também usaram o conceito de thiên tử (天子, "Filho do Céu", que é emprestado da China) para demonstrar que o governante era descendente e comissionado pelo céu para governar o reino.  No entanto, na maioria dos casos, os governantes Nguyen eram formalmente chamados de vua (𪼀, o título vietnamita para "monarca" ou "governante soberano") pelo povo vietnamita comum.  O conceito de um Filho divino do Céu não foi praticado dogmaticamente, e a divindade do monarca não era absoluta devido à teoria dual. Por exemplo, Xu Jiyu, um geógrafo chinês, relatou que os burocratas da corte vietnamita se sentaram e até se sentiram livres para procurar piolhos no corpo durante as audiências do tribunal. Gia Long disse uma vez ao filho de JB Chaigneau, um dos seus conselheiros, que o uso de Filho do Céu no Vietnã era um "absurdo" e "pelo menos numa companhia mista vietnamita-europeia".  Uma vez que o jovem príncipe herdeiro é escolhido para suceder, a sua obrigação é ser filial com os pais, ser bem-educado em política e em clássicos, e internalizar a moral e a ética de um governante. 
Após a assinatura do Tratado de Huế de 1884, a dinastia Nguyễn tornou-se dois protetorados da França e os franceses instalaram seus próprios administradores. Embora os imperadores da dinastia Nguyễn ainda estivessem nominalmente no controle dos protetorados de Annam e Tonquim, o Residente-Superior de Annam gradualmente ganhou mais influência sobre a corte imperial em Huế. Em 1897, o Residente-Superior recebeu o poder de nomear os imperadores da dinastia Nguyễn e presidiu as reuniões do Viện cơ mật. Essas mudanças incorporaram funcionários franceses diretamente à estrutura administrativa da Corte Imperial Huế e legitimaram ainda mais o domínio francês no ramo legislativo do governo Nguyễn. A partir deste período, todos os éditos imperiais emitidos pelos imperadores de Đại Nam tiveram de ser confirmados pelo Residente-Superior de Annam, dando-lhe poder legislativo e executivo sobre o governo Nguyễn.
No ano de 1898, o governo federal da Indochina Francesa assumiu as funções de gestão financeira e de propriedade da corte imperial da dinastia Nguyễn, o que significa que o imperador da dinastia Nguyễn (na época Thành Thái) se tornou um funcionário assalariado da estrutura colonial da Indochina, reduzindo seu poder a ser apenas um funcionário público do governo do Protetorado. O Residente-Superior de Annam também assumiu a gestão dos mandarins provinciais e foi membro do Conselho Supremo (Conseil supérieur) do Governo-Geral da Indochina Francesa.

#### Serviço público e burocracia

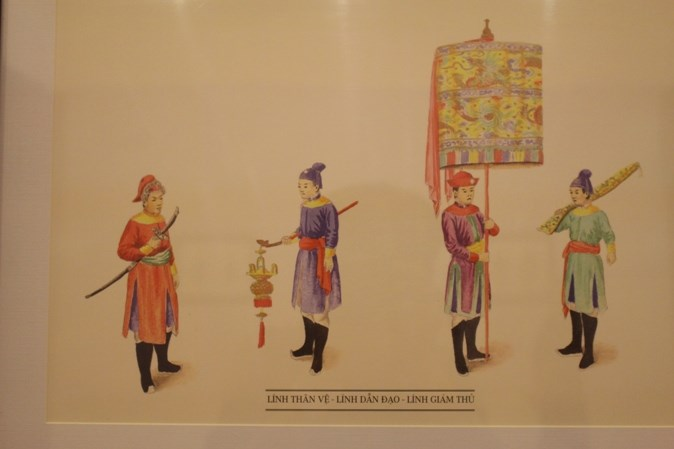
Os guardas imperiais da dinastia Nguyễn.
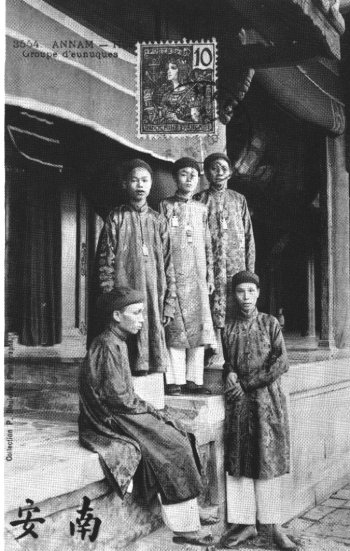
Os eunucos da dinastia Nguyễn.
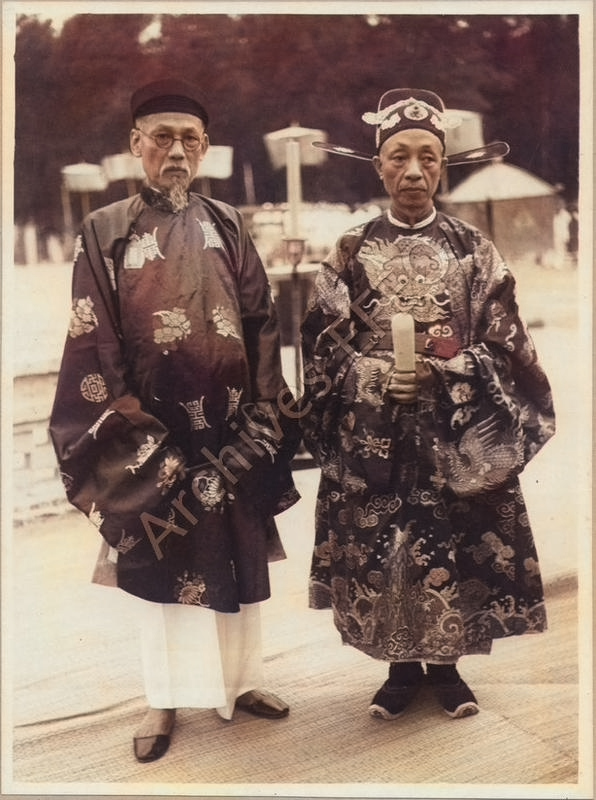
Membro da família imperial (à esquerda) no tradicional Áo tấc e mandarim (à direita) no traje da corte imperial.
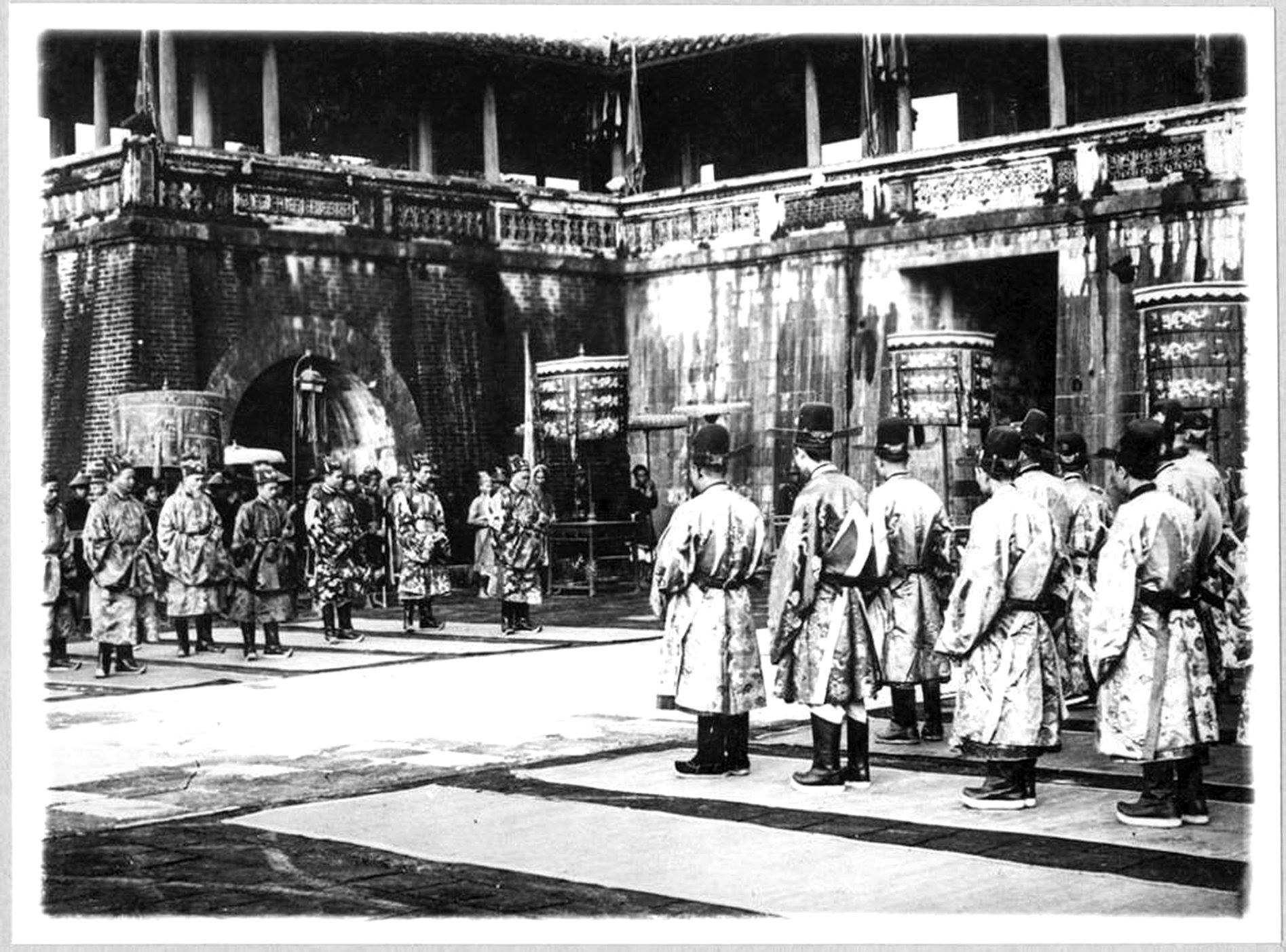
Mandarim conduziu cerimônia em frente ao palácio imperial em 1939.

| Primeira classificação superior (Bậc trên nhất phẩm)    | - Corte Imperial do Clã (Tông Nhân Phủ, Tôn nhân lệnh) - Três Ministros Ducais (Tam công): - Grande Preceptor (Thái sư) - Grande Tutor (Thái phó) - Grande Protetor (Thái bảo) | Mesmo                                                                                                |  |
| Primeira classificação sênior (Chánh nhất phẩm, 正一品) | - Esquerda Direita Corte Imperial do Clã (Tôn nhân phủ, Tả Hữu tôn chính") - Três Ministros Vice-Ducais (Tam Thiếu) - Vice-Preceptor (Thiếu sư) - Vice-tutor (Thiếu phó) - Vice-protetor (Thiếu bảo) | Mesmo                                                                                                |  |
| Primeira classificação júnior (Tòng nhất phẩm, 從一品)  | - Conselho de Estado (Tham chính viện) - Câmara dos Conselheiros (Tham Nghị viện) - Grande Secretariado (Thị trung Đại học sĩ) | Tenente-General de Unidade de Estandarte, General-em-Chefe, Comandante-em-Chefe Provincial           |  |
| Segunda classificação sênior (Chánh nhị phẩm, 正二品)   | - 6 ministérios (Lục bộ): - Ministério do Pessoal (Lại Bộ) - Ministério dos Ritos (Lễ Bộ) - Ministério da Justiça (Hình Bộ) - Ministério das Finanças (Hộ Bộ) - Ministério das Obras Públicas (Công Bộ) - Ministério da Defesa (Binh Bộ) - Censorado Supremo (Đô sát viện, Tả Hữu Đô ngự sử) | Capitão General de Estandarte, Comandantes de Divisão, General de Brigada                            |  |
| Segunda classificação júnior (Tòng nhị phẩm, 從二品)    | - Assessor dos 6 Ministérios (Lục bộ Tả Hữu Tham tri) - Grande coordenador e governador provincial (Tuần phủ) - Vice-Censorado Supremo (Đô sát viện, Tả Hữu Phó đô ngự sử) | Major-General, Coronel                                                                               |  |
| Terceiro posto sênior (Chánh tam phẩm, 正三品)          | - Chefe Sênior dos 6 Ministérios (Chánh thiêm sự) - Comissário de Administração (Cai bạ) - Comissário de Vigilância (Ký lục) - Acadêmico Auxiliar Estadual de Secretariado (Thị trung Trực học sĩ) - Acadêmico Auxiliar do Tribunal (Trực học sĩ các điện) - Acadêmico da corte (Học sĩ các điện) - Governador provincial (Hiệp trấn các trấn)                                                  | Brigadeiros de Artilharia e Mosquetaria, Brigadeiro de Escoteiros, Coronel da Divisão de Estandartes |  |
| Terceira classificação júnior (Tòng tam phẩm, 從三品)   | - Chefe Júnior dos Seis Ministérios (Thiếu thiêm sự) - Comissário Sênior de Administração do Palácio (Cai bạ Chính dinh) - Encarregado de negócios (Tham tán) - Cortesão dos Selos Imperiais (Thượng bảo tự) - Estado-Maior Geral (Tham quân) | Comandante da Brigada de Estandartes                                                                 |  |
| Quarta classificação sênior (Chánh tứ phẩm, 正四品)     | - Comissário Provincial de Educação de Guozijian (Quốc tử giám Đốc học) - Chefe dos Seis Ministérios (Thiếu thiêm sự) - Cortesão Júnior dos Selos Imperiais (Thượng bảo thiếu Khanh) - Grandes Secretários (Đông các học sĩ) - Comissário de Administração do palácio Trường Thọ (Cai bạ cung Trường Thọ) - Conselheiro Provincial do Comando de Defesa Tenente Governador (Tham hiệp các trấn) | Tenente-coronel de Artilharia, Mosquetaria e Capitão de Escoteiros, Major de Polícia                 |  |
| Quarta classificação júnior (Tòng tứ phẩm, 從四品)      | - Vice-Comissário Provincial de Educação de Guozijian (Quốc tử giám phó Đốc học) - Prefeito (Tuyên phủ sứ), | Capitão, Major Assistente em Palácios Principescos                                                   |  |
| Quinto posto sênior (Chánh ngũ phẩm, 正五品)            | Supervisores Adjuntos Internos de Instrução nos Institutos Hanlin, Subprefeitos | Capitão, Tenente ou Primeiro Tenente da Polícia                                                      |  |
| Quinta classificação júnior (Tòng ngũ phẩm, 從五品)     | Instrutores assistentes e bibliotecários nos Institutos Imperial e Hanlin, Diretores assistentes de conselhos e tribunais, censores de circuito | Tenentes da Guarda do Portão, Segundo Capitão                                                        |  |
| Sexta classificação sênior (Chánh lục phẩm, 正六品)     | Secretários e tutores nos Institutos Imperial e Hanlin, Secretários e Registradores nos Escritórios Imperiais, Magistrado de Polícia | Guarda-costas, Tenentes de Artilharia, Mosqueteiros e Batedores, Segundos-Tenentes                   |  |
| Sexta classificação júnior (Tòng lục phẩm, 從六品)      | Secretários Assistentes em Gabinetes Imperiais e Secretários Jurídicos, Subprefeitos Adjuntos Provinciais, Sacerdotes Budistas e Taoístas | Vice-tenente da polícia                                                                              |  |
| Sétima classificação sênior (Chánh thất phẩm, 正七品)   | Nenhum | Escrivão do Portão da Cidade, Subtenentes                                                            |  |
| Sétima classificação júnior (Tòng thất phẩm, 從七品)    | Secretários em Gabinetes de Governadores Assistentes, Controladores de Sal e Estações de Transporte | Assistente-mor nos Palácios dos Nobres                                                               |  |
| Oitavo posto sênior (Chánh bát phẩm, 正八品)            | Nenhum | Alferes                                                                                              |  |
| Oitavo posto júnior (Tòng bát phẩm, 從八品)             | Subdiretor de Estudos, Arquivistas do Gabinete do Controlador de Sal | Sargento de primeira classe                                                                          |  |
| Nono posto sênior (Chánh cửu phẩm, 正九品)              | Nenhum | Sargento de segunda classe                                                                           |  |
| Nona classificação júnior (Tòng cửu phẩm, 從九品)       | Coletor de impostos da prefeitura, Diretor de prisão adjunto, Comissário de polícia adjunto, Inspetor de impostos | Sargento de terceira classe, cabo, soldados de primeira e segunda classe                             |  |

### Impostos

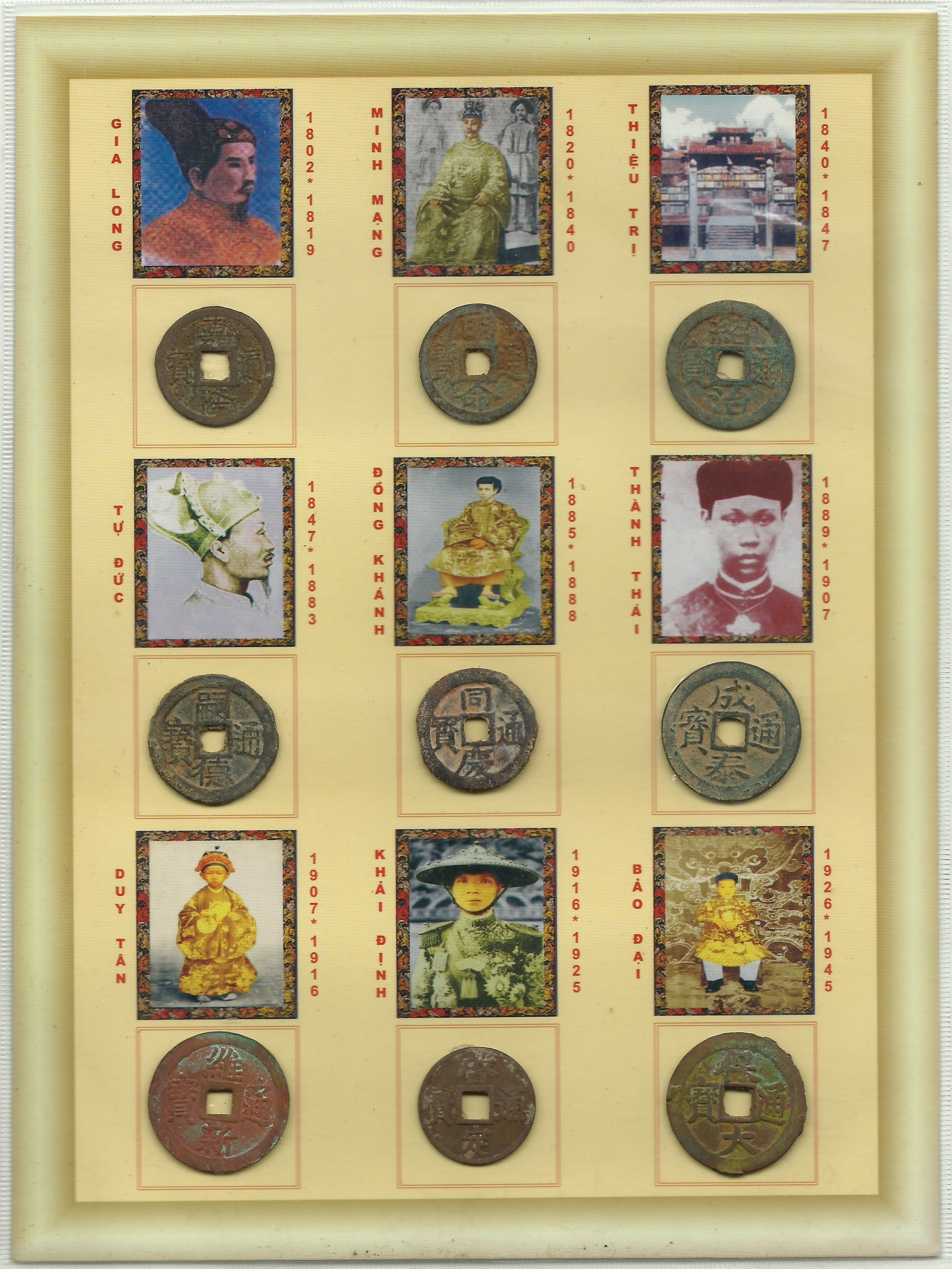
Moedas da dinastia Nguyễn

A subunidade monetária do Vietnã era o quan (貫). Um quan equivalia a 10 moedas, equivalentes a 600 dong. Em 1839, o imperador Minh Mạng determinou que os funcionários recebessem os seguintes impostos (em vietnamita: thuế đầu người): 
- Primeira classificação sênior (Chanh nhất phẩm): 400 quan; arroz: 300kg; imposto per capita: 70 quan
- Primeira classificação júnior (Tòng nhất phẩm): 300 quan; arroz: 250kg; imposto: 60 quan
- Segundo posto sênior (Chanh nhị phẩm): 250 quan; arroz: 200kg; imposto: 50 quan
- Segunda classificação júnior (Tòng nhị phẩm): 180 quan; arroz: 150kg; imposto: 30 quan
- Terceiro posto sênior ( Chanh tam phẩm): 150 quan; arroz: 120kg; imposto: 20 quan
- Terceira classificação júnior (Tòng tam phẩm): 120 quan; arroz: 90 kg; imposto: 16 quan
- Quarto posto sênior (Chánh tứ phẩm): 80 quan; arroz: 60kg; imposto: 14 quan
- Quarta categoria júnior (Tòng tứ phẩm): 60 quan; arroz: 50kg; imposto: 10 quan
- Quinto posto sênior (Chanh ngũ phẩm): 40 quan; arroz: 43 kg; imposto: 9 quan
- Quinta classificação júnior (Tòng ngũ phẩm): 35 quan; arroz: 30kg; imposto: 8 quan
- Sexto posto sênior (Chanh lục phẩm): 30 quan; arroz: 25kg; imposto: 7 quan
- Sexta categoria júnior (Tòng lục phẩm): 30 quan; arroz: 22kg; imposto: 6 quan
- Sétimo posto sênior (Chanh thất phẩm): 25 quan; arroz: 20kg; imposto: 5 quan
- Sétima classificação júnior (Tòng thất phẩm): 22 quan; arroz: 20kg; imposto: 5 quan
- Oitavo posto sênior (Chánh bát phẩm): 20 quan; arroz: 18kg; imposto: 5 quan
- Oitavo posto júnior (Tòng bát phẩm): 20 quan; arroz: 18kg; imposto: 4 quan
- Nona classificação sênior (Chanh cửu phẩm): 18 quan; arroz: 16kg; imposto: 4 quan
- Nona classificação júnior (Tòng cửu phẩm): 18 quan; arroz: 16kg; imposto: 4 quan

Os funcionários do primeiro ao terceiro escalão recebiam impostos duas vezes por ano, enquanto aqueles do quarto ao sétimo escalão recebiam impostos no final das quatro temporadas. Os funcionários do oitavo e nono lugar faziam isso todos os meses do ano.  O Imperador também concedeu uma quantia anual de "dưỡng liêm" para evitar a corrupção entre os administradores regionais. 

### Organização política

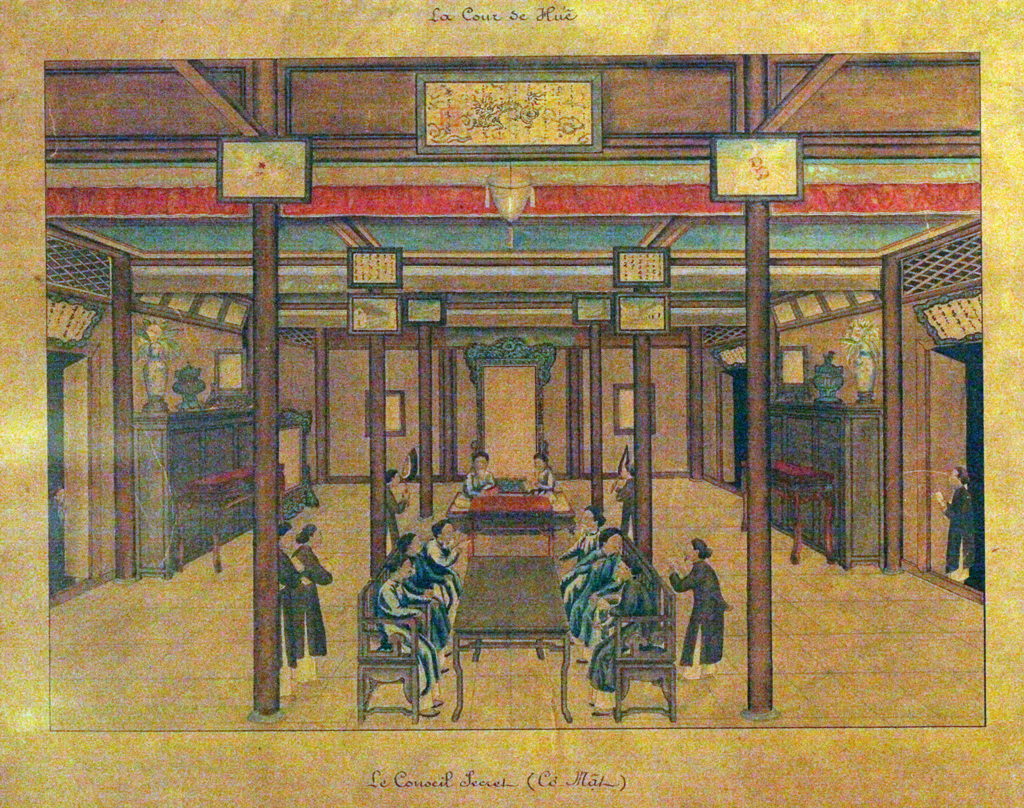
Conselho Privado da Dinastia Nguyễn (Cơ Mật Viện: 機密院).
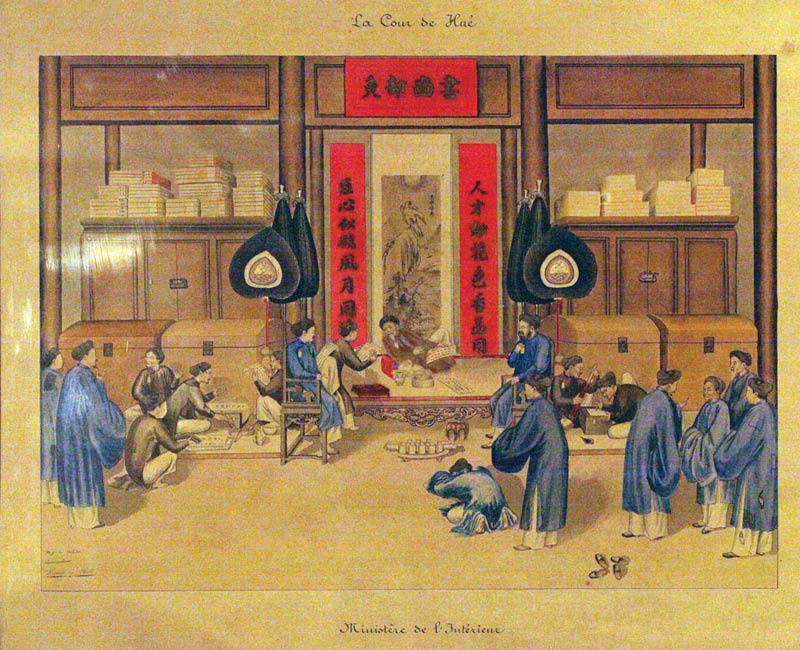
Ministério da Administração da Dinastia Nguyễn (Lại Bộ: 吏部).
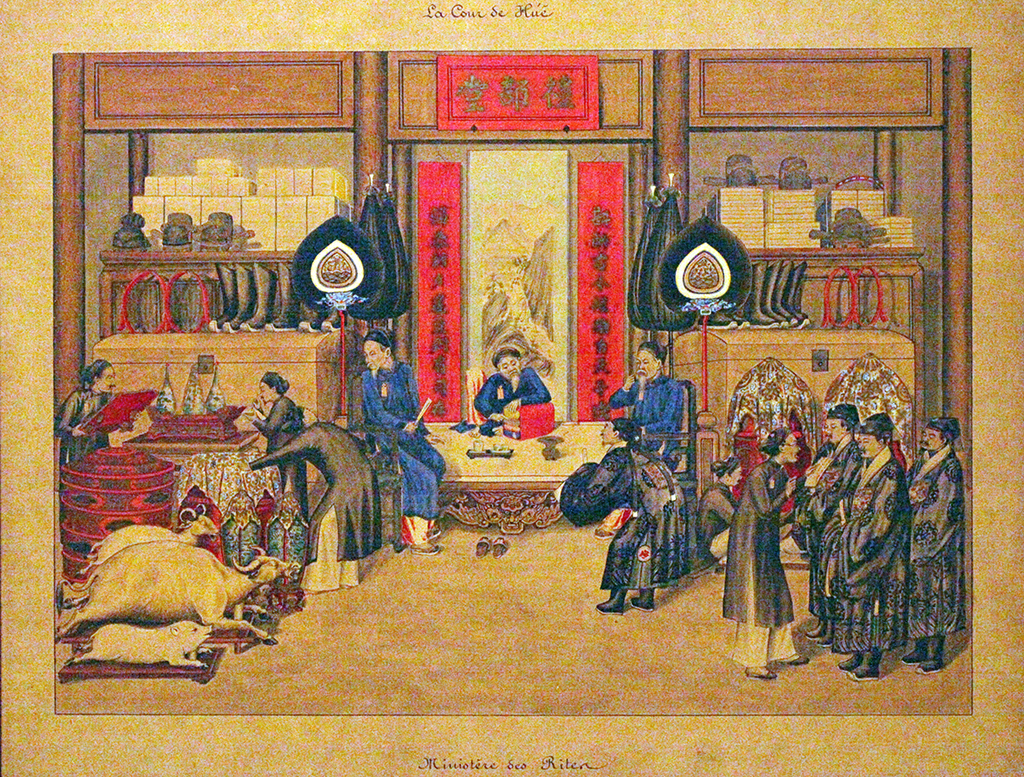
Ministério dos Ritos da Dinastia Nguyễn (Lễ Bộ: 禮部).
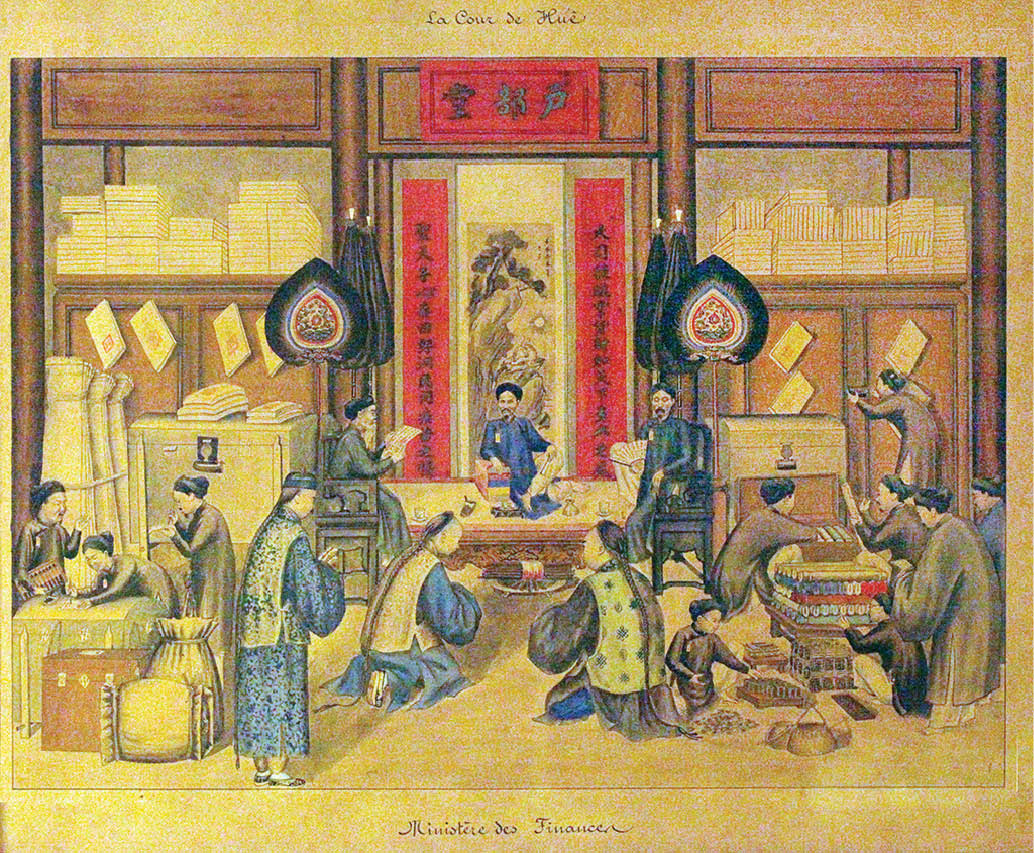
Ministério das Finanças da Dinastia Nguyễn (Hộ Bộ: 戸部).
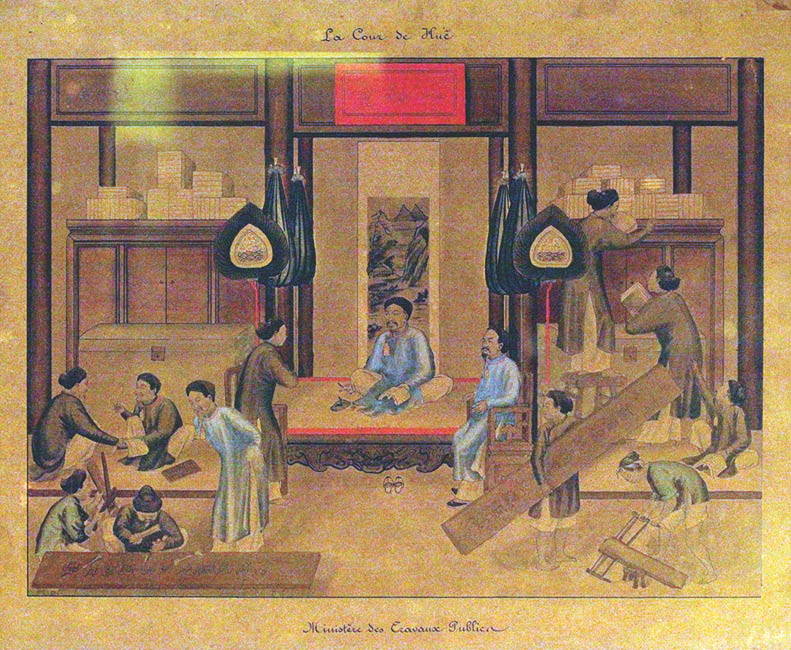
Ministério de Obras Públicas da Dinastia Nguyễn (Công Bộ: 工部).
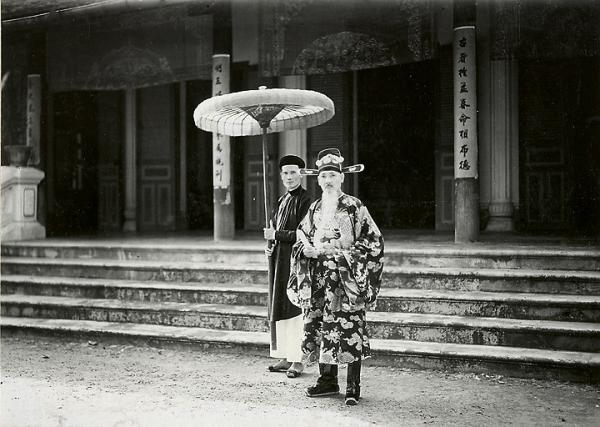
Tôn Thất Đàn, Ministro da Justiça da Dinastia Nguyễn (Hình Bộ: 刑部).
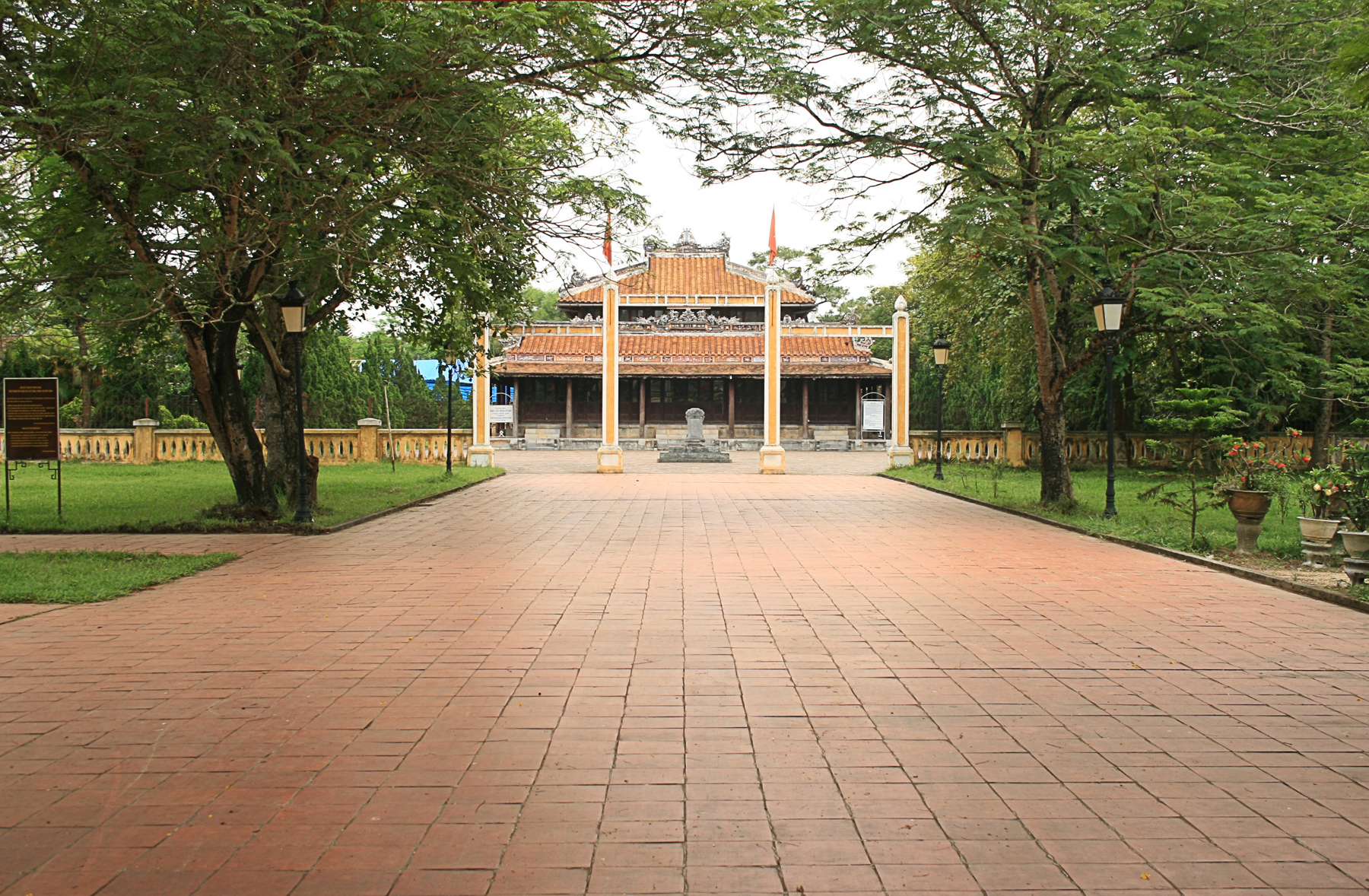
Academia Imperial, Huế sob o Ministério da Educação da Dinastia Nguyễn (Học Bộ: 學部).
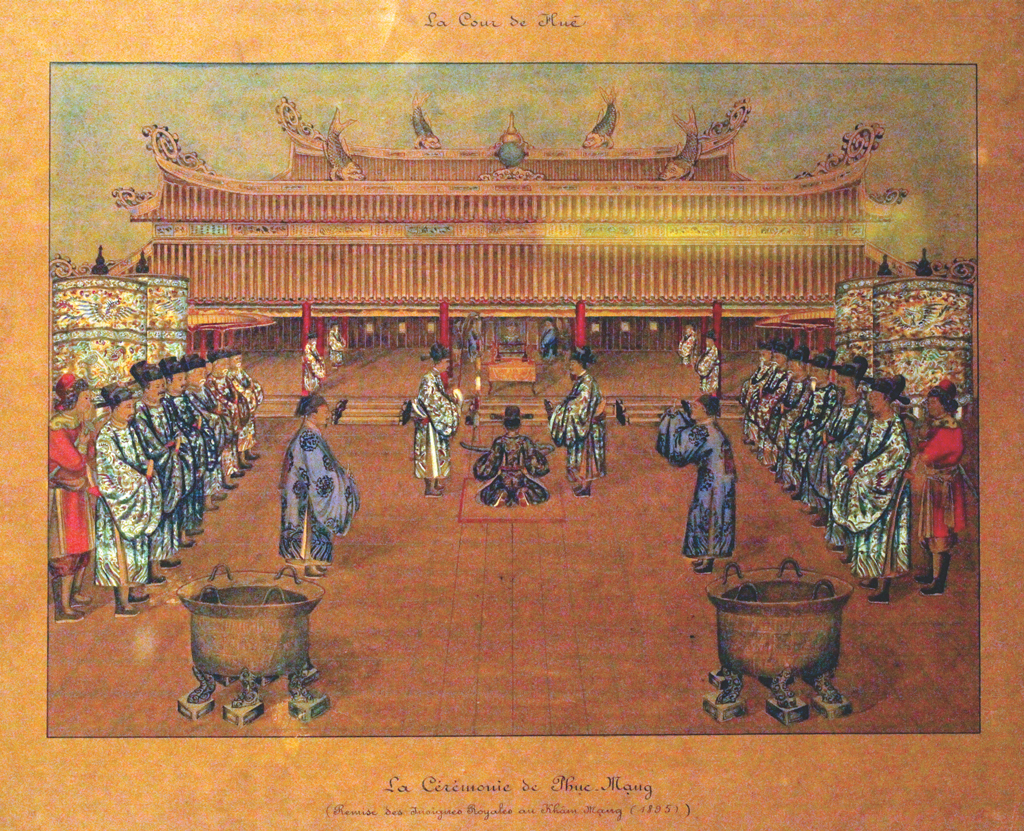
Cerimônia de Phục mạng quando os mandarins recebem o édito do Imperador em 1895.

### Educação colonial

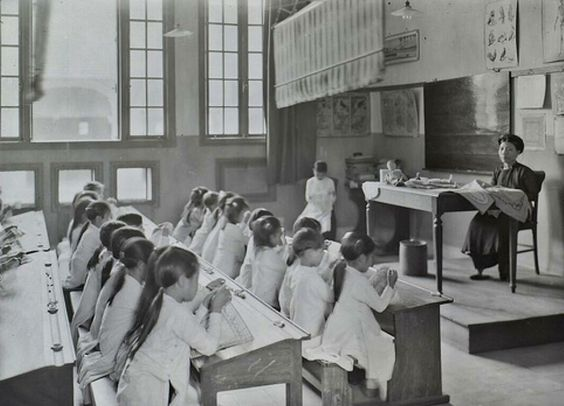
Aula de alfaiataria em uma escola colonial em Hanói, Tonquim
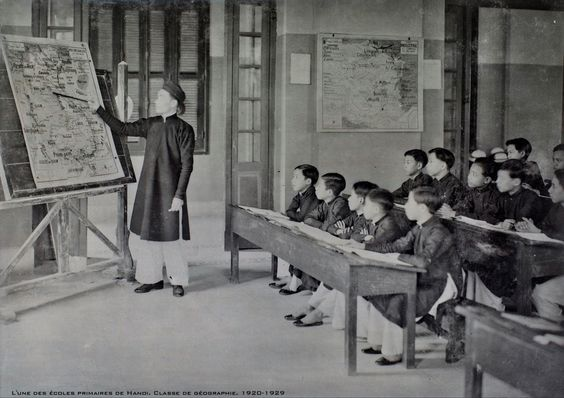
Aula de geografia em uma escola colonial. Hanói, 1920

### Pensão
Quando os mandarins se aposentavam, eles podiam receber de cem a quatrocentos quan do imperador. Quando morriam, a corte imperial fornecia de vinte a duzentos quan para o funeral.

## Divisões administrativas

### Sob Gia Long
Durante o reinado de Gia Long, o reino foi dividido em vinte e três protetorados quase militantes trấn e quatro departamentos militares doanh.  Cada protetorado, além de ter seus próprios governos regionais separados, estava sob patrulha de uma unidade maior e poderosa chamada Suserano da Cidadela, ou Vice-rei. Por exemplo, os protetorados do norte tinham Bắc thành Tổng trấn (vice-rei dos protetorados do norte) em Hanói, e os protetorados do sul tinham Gia Định thành Tổng trấn (vice-rei dos protetorados de Gia Định) residindo em Saigon .  Dois vice-reis famosos durante o reinado de Gia Long foram Nguyễn Văn Thành (Hanói) e Lê Văn Duyệt (Saigon). Em 1802, estes eram:
- 16 protetorados sob governança conjunta dos vice-reis.

1. Sơn Nam Thượng (Hanói)
2. Sơn Nam Hạ (Nam Định)
3. Sơn Tây
4. Kinh Bắc (Bắc Ninh)
5. Hải Dương
6. Tuyên Quang
7. Hưng Hoá
8. Cao Bằng
9. Lạng Sơn
10. Thái Nguyên
11. Quảng Yên
12. Gia Định ou Phiên An
13. Biên Hoà
14. Vĩnh Thanh (mais tarde tornou-se Vĩnh Long e An Giang
15. Định Tường (Tiền Giang)
16. Hà Tiên

- 7 protetorados centrais

1. Thanh Hoá
2. Nghệ An
3. Quảng Nghĩa (Quảng Ngãi)
4. Bình Định
5. Phú Yên
6. Bình Hoà (Khánh Hoà)
7. Bình Thuận

- 4 departamentos ao redor de Huế, governados diretamente por Gia Long.

1. Quảng Đức
2. Quảng Bình
3. Quảng Trị
4. Quảng Nam

### Minh Mạng e posteriores
Em 1831, Minh Mạng reorganizou seu reino convertendo todos esses protetorados em 31 províncias (tỉnh). Cada província tinha uma série de jurisdições menores: a prefeitura (phủ), a subprefeitura (châu, em áreas onde havia uma população significativa de minorias étnicas). Sob a prefeitura e a subprefeitura, havia o distrito (huyện) e o cantão (tổng). Sob o distrito e o cantão, o conjunto de aldeias em torno de um templo religioso comum ou ponto de fator social, a aldeia (làng ou comuna xã) era a unidade administrativa mais baixa, da qual uma pessoa respeitada nominalmente cuidava administrativamente, chamada lý trưởng. 
Duas províncias próximas foram combinadas em um par. Cada dupla tinha um governador-geral (Tổng đốc) e um governador (Tuần phủ).  Frequentemente, havia doze governadores-gerais e onze governadores, embora, em alguns períodos, o Imperador nomeasse um "comissário encarregado das fronteiras patrulhadas" (kinh lược sứ) que supervisionava toda a parte norte e sul do reino.  Em 1803, o Vietnã tinha 57 prefeituras, 41 subprefeituras, 201 distritos, 4.136 cantões e 16.452 aldeias, e então, na década de 1840, seu território foi aumentado para 72 prefeituras, 39 subprefeituras e 283 distritos, o que representa uma média de 30.000 pessoas por distrito.  O Camboja foi absorvido pelo sistema administrativo vietnamita e recebeu o nome de Província de Tây Thành de 1834 a 1845.  Com áreas com grupos minoritários como Tày, Nùng, Mèo (povo Hmong), Mường, Mang e Jarai, o tribunal Huế impôs o sistema de governança tributário e quase burocrático coexistente, ao mesmo tempo que permitiu que essas pessoas tivessem seus próprios governantes locais e autonomia. 
Em 1832, havia:

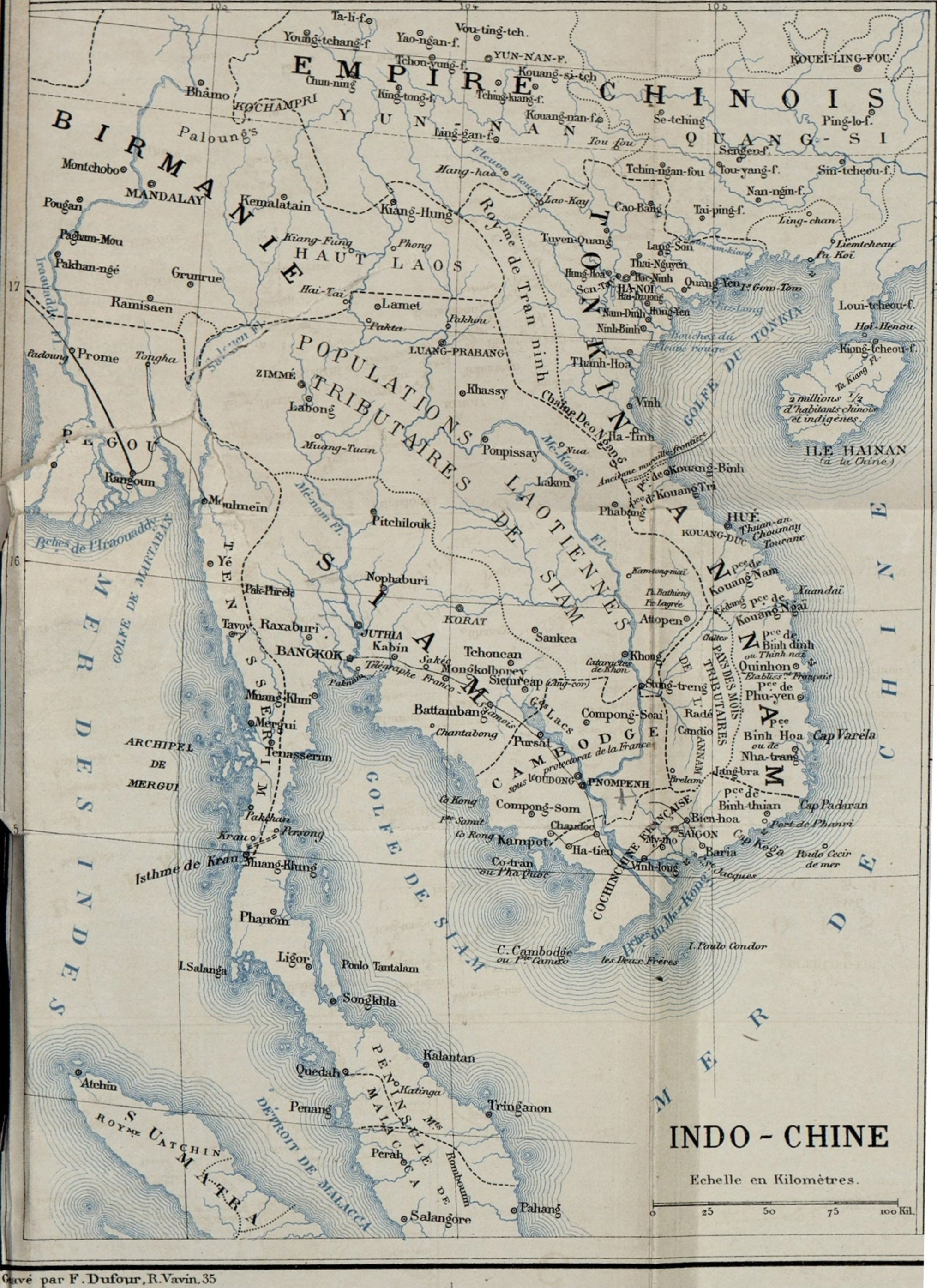
Mapa da Península da Indochina de 1883, mostra três regiões vietnamitas e territórios clientes (Pays des Mois e Royme de Tran-ninh) da Coroa vietnamita

- Três regiões e 31 províncias (abrangendo o atual Vietnã): [194]

1. Bắc Kỳ (Tonquim)
  1. Hanoi
  2. Lạng Sơn
  3. Cao Bằng
  4. Bắc Ninh
  5. Thái Nguyên
  6. Nam Định
  7. Hưng Yên
  8. Sơn Tây
  9. Hưng Hoá
  10. Tuyên Quang
  11. Hải Dương
  12. Quảng Yên
  13. Ninh Bình
2. Trung Kỳ (Aname)
  1. Thanh Hoá
  2. Nghệ An
  3. Hà Tĩnh
  4. Quảng Bình
  5. Quảng Trị
  6. Thừa Thiên
  7. Quảng Nam
  8. Quảng Ngãi
  9. Bình Định
  10. Phú Yên
  11. Khánh Hoà
  12. Bình Thuận
3. Nam Kỳ (Cochinchina)
  1. Biên Hoà
  2. Gia Định
  3. Vĩnh Long
  4. Định Tường
  5. An Giang
  6. Hà Tiên

- Territórios clientes/dependentes: [195]

1. Luang Prabang
2. Vientiane
3. Camboja
4. Chefes Jarai

- Principais cidades:

1. Huế, capital, população (1880): 30.000
2. Hanói, cidade grande, população (1880): 120.000
3. Saigon, cidade grande, população (1880): 100.000

## Economia
A economia do século XIX, sob a dinastia Nguyễn, era predominantemente agrícola. Noventa e cinco por cento da economia nacional dependia da agricultura. A frágil mineração e o artesanato eram os únicos setores industriais do país antes da década de 1870. O comércio e os negócios internacionais eram fortemente restringidos pelo Estado burocrático de mentalidade confucionista. O contato com o mundo exterior e os esforços de modernização eram mantidos sob controle.

## Sociedade

### Cultura e discriminação cultural
A dinastia Nguyễn considerava as culturas "não chinesas" como bárbaras e autodenominava-se Reino Central (Trung Quốc, 中國). Isso inclui os chineses Han da dinastia Qing, que eram vistos como "não chineses". Assim como os Qing fizeram com que os chineses não fossem mais "Han". Os chineses eram chamados de "Thanh nhân" (清人). Isto ocorreu depois de o Vietnã ter enviado um delegado a Pequim, altura em que um desastre diplomático fez com que o Vietnã visse os outros "não-chineses" como bárbaros, tal como os Qing. Durante a dinastia Nguyễn, os próprios vietnamitas ordenaram aos Khmer cambojanos que adotassem a cultura vietnamita, cessando hábitos "bárbaros" como cortar o cabelo e ordenando que o deixassem crescer, além de os obrigar a substituir as saias por calças.  Cerca de 3.000 refugiados chineses da dinastia Ming chegaram ao Vietnã no final da dinastia Ming. Eles se opuseram à dinastia Qing e foram ferozmente leais à dinastia Ming. Mulheres vietnamitas se casaram com esses refugiados chineses han, já que a maioria deles eram soldados e homens solteiros. Eles não usavam o penteado Manchu, ao contrário dos migrantes chineses que chegaram ao Vietnã durante a dinastia Qing.

### Vietnamização de minorias étnicas

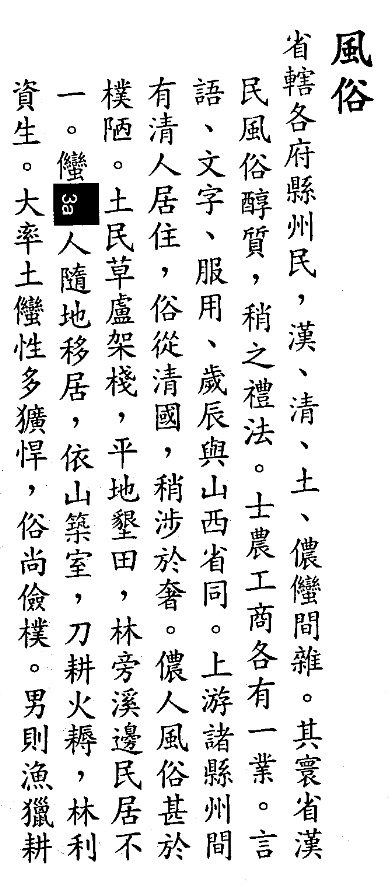
Um texto do período Đồng Khánh sobre a demografia da província de Hưng Hóa referindo-se aos grupos étnicos como "Hán (-vietnamita)" (漢), "Thanh" (清) e "Thổ" (土). Isso indica que, durante o início do período de dominação francesa, os vietnamitas ainda mantinham a "distinção Hoa-Di", enquanto os povos indígenas e os súditos da dinastia Manchu Qing (Thanh) eram vistos como "menos civilizados".

Sob o imperador Minh Mạng, a sinicização das minorias étnicas tornou-se política de estado. Ele reivindicou o legado do confucionismo e da dinastia Han da China para o Vietnã e usou o termo "povo Han" (漢人, Hán nhân) para se referir aos vietnamitas. Segundo o imperador, "Devemos esperar que os seus hábitos bárbaros sejam subconscientemente dissipados e que eles se tornem cada vez mais infectados pelos costumes Han [sino-vietnamitas]". Estas políticas foram dirigidas aos Khmer e às tribos das montanhas. Nguyễn Phúc Chu referiu-se aos vietnamitas como "povo Han" em 1712, distinguindo-os dos Chams. Os senhores Nguyễn estabeleceram colônias depois de 1790. Gia Long disse: "Hán di hữu hạn" (漢夷有限, "Os vietnamitas e os bárbaros devem ter fronteiras claras"), distinguindo os Khmer dos vietnamitas. Minh Mang implementou uma política de aculturação para povos minoritários não vietnamitas. "Thanh nhân" (清人, referindo-se à dinastia Qing) ou "Đường nhân" (唐人, referindo-se à dinastia Tang) eram usados para se referir aos chineses étnicos pelos vietnamitas, que se autodenominavam "Hán dân" (漢民) e "Hán nhân" (漢人, referindo-se à dinastia Han) durante o governo Nguyễn do século XIX. Desde 1827, os descendentes dos refugiados da dinastia Ming eram chamados de Minh nhân (明人) ou Minh Hương (明鄉) pelos governantes Nguyễn, para se distinguirem dos chineses étnicos. Minh nhân foram tratados como vietnamitas desde 1829.:272 Não lhes era permitido ir à China, nem usar a trança Manchu.

### Moda
A dinastia Nguyễn popularizou as roupas influenciadas pela dinastia Qing. As calças foram adotadas pelas mulheres falantes de H'mong Branco, substituindo suas saias tradicionais. As túnicas e calças influenciadas pela dinastia Qing eram usadas pelos vietnamitas. O áo dài foi desenvolvido na década de 1920, quando dobras compactas e justas foram adicionadas ao predecessor do áo dài, o áo ngũ thân. Calças e túnicas de influência chinesa foram encomendadas pelo senhor Nguyễn Phúc Khoát durante o século XVIII, substituindo o tradicional áo tràng vạt vietnamita derivado do jiaoling youren chinês (交領右衽). Embora as calças e túnicas de influência chinesa tenham sido impostas pelo governo Nguyen, as saias foram usadas em aldeias isoladas do norte do Vietnã até a década de 1920. Roupas de estilo chinês foram encomendadas para os militares e burocratas vietnamitas por Nguyễn Phúc Khoát.
Uma polêmica de 1841, "Sobre a distinção de bárbaros", foi baseada no sinal Qing "Hospedagem dos Bárbaros Vietnamitas" (越夷會館) na residência de Fujian do diplomata Nguyen e chinês Hoa Lý Văn Phức. Argumentou que os Qing não subscreveram os textos neoconfucionistas das dinastias Song e Ming que foram aprendidos pelos vietnamitas, que se viam como partilhando uma civilização com os Qing. Este evento desencadeou um desastre diplomático. A consequência foi que as tribos chinesas não-Han das terras altas e outros povos não-vietnamitas que viviam perto (ou no) Vietnã foram chamados de "bárbaros" pela corte imperial vietnamita. O ensaio distingue Yi e Hua, e menciona Zhao Tuo, Wen, Shun e Taibo.  Kelley e Woodside descreveram o confucionismo do Vietnã.
Os imperadores Minh Mạng, Thiệu Trị e Tự Đức se opuseram ao envolvimento francês no Vietnã e tentaram reduzir a crescente comunidade católica do país. A prisão de missionários que entraram ilegalmente no país foi o principal pretexto para os franceses invadirem (e ocuparem) a Indochina. Assim como na China Qing, vários incidentes envolveram outras nações europeias durante o século XIX.

### Religião

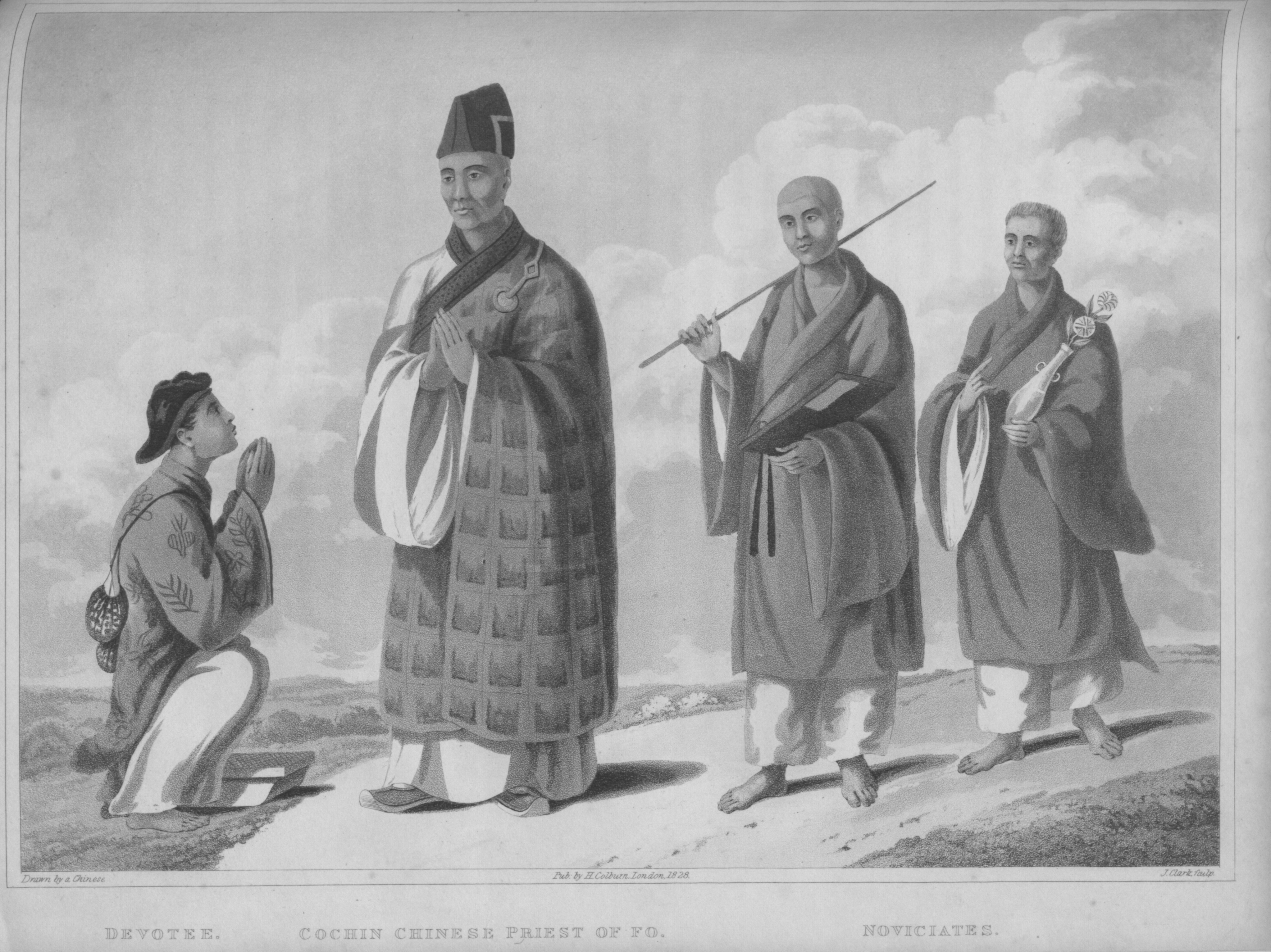
Monges budistas no Vietnã do Sul, 1828

Embora os antigos senhores Nguyễn fossem budistas fiéis, Gia Long não era budista. Ele adotou o neoconfucionismo e restringiu ativamente o budismo. Estudiosos, elites e autoridades atacaram as doutrinas budistas e as criticaram como supersticiosas e inúteis. O terceiro imperador, Thiệu Trị, elevou o confucionismo como a verdadeira religião, embora considerasse o budismo como superstição. 

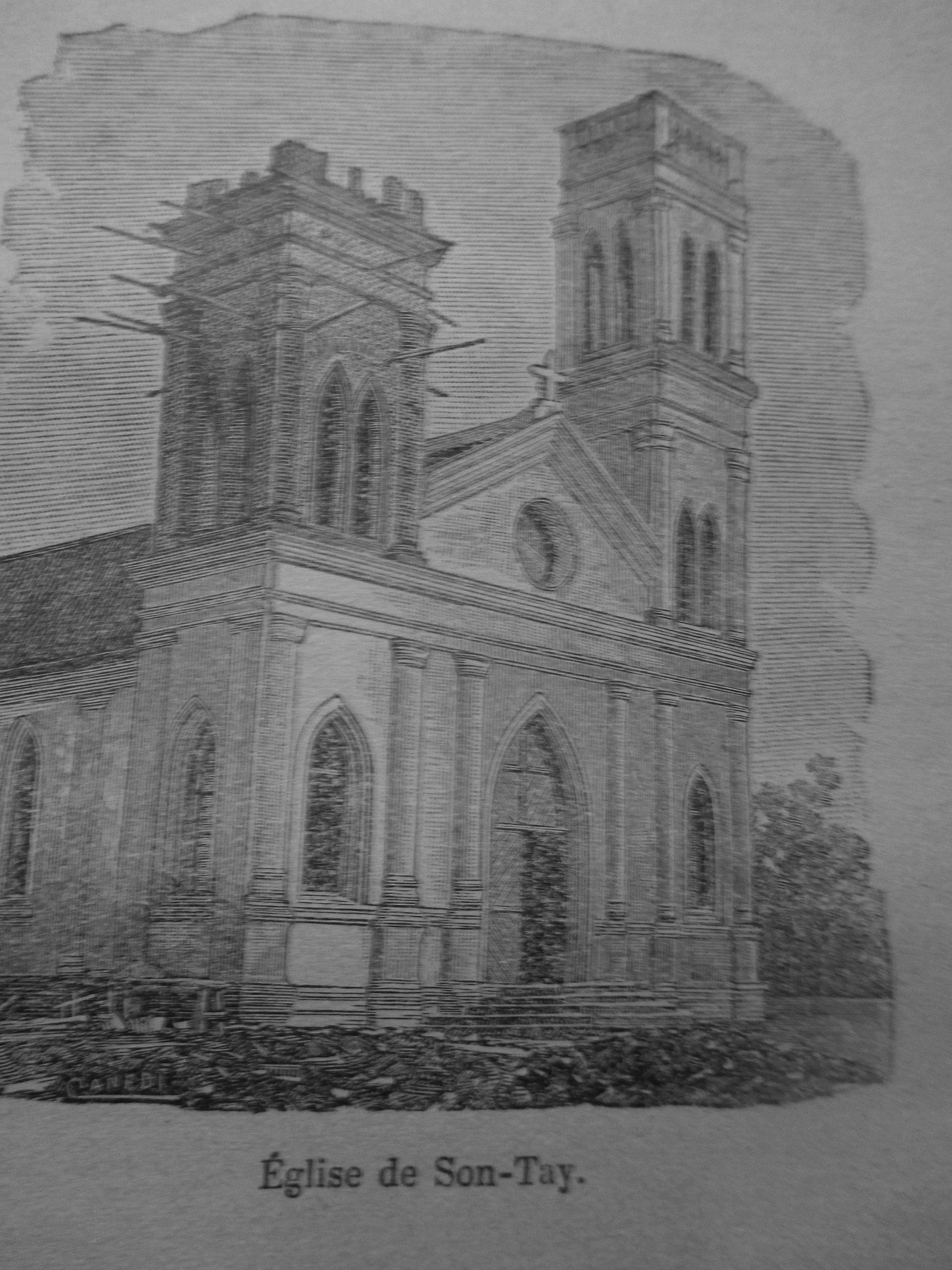
Igreja de Sơn Tây em 1884

A construção de novos pagodes e templos budistas foi proibida. Clérigos e freiras budistas foram forçados a participar de obras públicas para limitar a influência do budismo e promover o confucionismo como a única crença dominante da sociedade. No entanto, a adopção de uma cultura confucionista sinista pela população vietnamita que vivia no meio de uma infra-estrutura do Sudeste Asiático aumentou a distância entre a população e a corte, que se encontrava muito distante.  O budismo ainda era predominante na sociedade e estava presente no palácio imperial. Imperatrizes, rainhas, princesas e concubinas eram budistas devotas, apesar da proibição patriarcal.
O próprio confucionismo era a ideologia da corte Nguyen e também fornecia o núcleo básico da educação clássica e dos exames civis todos os anos. Gia Long seguiu o confucionismo para criar e manter uma sociedade e estruturas sociais conservadoras. Os rituais e ideias confucionistas eram circulações baseadas em antigos ensinamentos confucionistas, como os Analectos e os Anais da Primavera e do Outono, em coleções de escrita vietnamita.  O tribunal importou rigidamente esses livros chineses de comerciantes chineses. Rituais confucionistas como o cầu đảo (oferecer o céu em troca de vento e chuva durante uma seca) que o imperador e os oficiais da corte realizam para desejar que o céu faça chover sobre o seu reino.  Se a oferta fosse aceita, eles tinham que realizar o lễ tạ (ritual de ação de graças) ao céu. Além disso, o imperador acreditava que os espíritos sagrados e as deusas naturais de seu país também podiam fazer chover. Em 1804, Gia Long construiu o Templo Nam Hải Long Vương (Templo do Rei Dragão do Oceano Antártico) em Thuận An, a nordeste de Hue, em sua fidelidade ao deus de Thuận An (Thần Thuận An), o lugar onde a maior parte do ritual cầu đảo era realizada.  Seu sucessor, Minh Mạng, continuou a construir vários templos dedicados ao Vũ Sư (deus que faz a chuva) e altares para Thần Mây (deus das nuvens) e Thần Sấm (deus do trovão). 

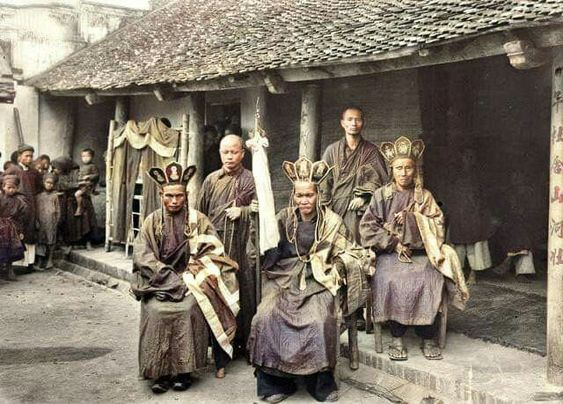
Monges budistas vietnamitas em Hanói

Nguyễn Trường Tộ, um proeminente intelectual católico e reformista, lançou um ataque às estruturas confucionistas em 1867 por considerá-las decadentes. Ele escreveu a Tự Đức: "o mal que foi trazido à China e ao nosso país pelo modo de vida confucionista". Ele criticou a educação confucionista da corte como dogmática e irrealista, promovida por sua reforma educacional. 
Durante os anos de Gia Long, o catolicismo era adorado pacificamente, sem qualquer restrição. Começou com Minh Mạng, que considerava o cristianismo uma religião heterodoxa por rejeitar o culto aos ancestrais, a crença importante da monarquia vietnamita. Depois de ler a Bíblia (Antigo e Novo Testamento), ele considerou a religião cristã irracional e ridícula, e elogiou o Japão Tokugawa por suas políticas notórias contra os cristãos. Minh Mạng também foi influenciado pela propaganda anticristã escrita por autoridades e literatos confucionistas vietnamitas, que descrevia a mistura de homens e mulheres e uma sociedade liberal dentro da Igreja. A maior preocupação dele em relação ao cristianismo e ao catolicismo era escrever textos que provassem que o cristianismo era um meio para os europeus conquistarem países estrangeiros. Ele também elogiou a política anticristã no Japão.  Igrejas foram destruídas e muitos cristãos foram presos. A perseguição se intensificou durante o reinado de seu neto Tự Đức, quando a maior parte dos esforços do estado eram para aniquilar o cristianismo vietnamita. Sem ironia, mesmo durante o auge da campanha anticatólica, muitos estudiosos católicos ainda tinham permissão para ocupar altos cargos na corte imperial.
Após um decreto imperial no final de 1862, o catolicismo foi oficialmente reconhecido e os fiéis obtiveram proteção estatal. Estima-se que no final do século XIX o Vietnã tinha cerca de 600.000 a 700.000 cristãos católicos.

### Demografia

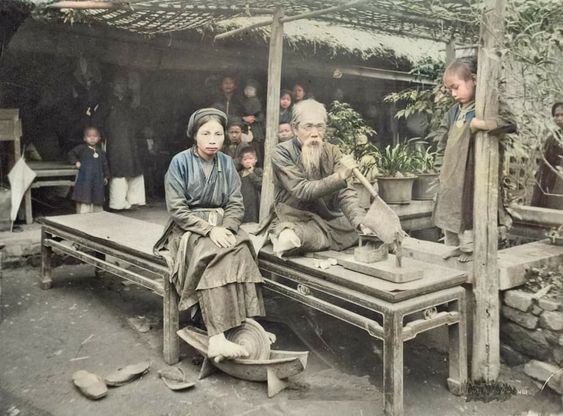
Farmácia tradicional em Tonquim, Vietnã

Antes da conquista francesa, a população vietnamita era muito escassa devido à economia agrícola do país. A população em 1802 era de 6,5 milhões de pessoas e cresceu para apenas 8 milhões em 1840.  A rápida industrialização após a década de 1860 deu início a um enorme crescimento populacional e rápida urbanização no final do século XIX. Muitos camponeses deixaram suas fazendas arrendatárias e se mudaram para as cidades, onde foram contratados por fábricas de propriedade francesa. Em 1880, estimava-se que o número de vietnamitas era de 18 milhões de pessoas,  enquanto as estimativas modernas de Angus Maddison sugerem um número inferior de 12,2 milhões. milhões de pessoas.  O Vietnã sob a dinastia Nguyễn sempre foi um complexo multiétnico. Quase 80% da população do Império eram vietnamitas étnicos (chamados de anamitas na época),  cuja língua pertencia à família Mon-Khmer (Mon-Anamita na época),  e o restante eram Cham, Chineses, Khmer, Mường, Tày (chamados de Thô na época) e outras 50 minorias étnicas, como Mang, Jarai, Yao. 

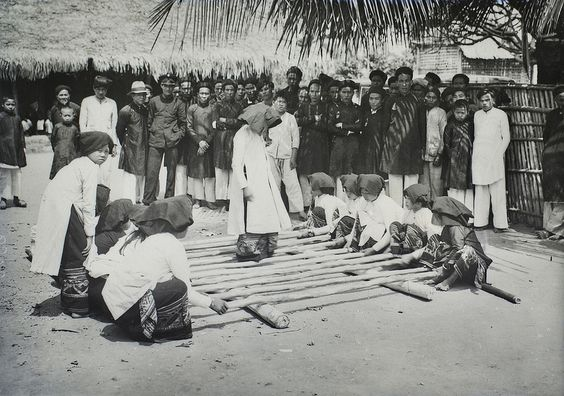
Crianças jogando um jogo tradicional em Quỳ Châu, província de Nghệ An, 1920

Os anamitas estão distribuídos pelas terras baixas do país, de Tonquim a Cochichina. Os Chams vivem no centro do Vietnã e no Delta do Mekong. Os chineses concentraram-se particularmente em áreas urbanizadas como Saigon, Chợ Lớn e Hanói.  Os chineses tendiam a ser divididos em dois grupos chamados Minh Hương (明鄉) e Thanh nhân (清人).  Os Minh Hương eram refugiados chineses que migraram e se estabeleceram no Vietnã no início do século XVII, que se casaram com mulheres vietnamitas, foram substancialmente assimilados às populações vietnamitas e Khmer locais e leais aos Nguyen,  em comparação com os Thanh nhân que chegaram recentemente ao sul do Vietnã, dominaram o comércio de arroz. Durante o reinado de Minh Mạng, uma restrição contra os Thanh nhân foi emitida em 1827, os Thanh nhân não conseguiram acesso à burocracia estatal e tiveram que ser integrados à população vietnamita como os Minh Hương. 
O povo Mường habitava as colinas a oeste do Delta do Rio Vermelho e, embora subordinado à autoridade central, tinha permissão para portar armas, um privilégio não concedido a nenhum outro súdito da corte de Huế. Os Tày e os Mang vivem nas terras altas do norte de Tonquim, ambos submetidos à corte Huế juntamente com impostos e tributos, mas foram autorizados a ter seus chefes hereditários. 

### Fotografia
As primeiras fotografias do Vietnã foram tiradas por Jules Itier em Danang, em 1845.  As primeiras fotos dos vietnamitas foram tiradas por Fedor Jagor em novembro de 1857 em Cingapura.  Devido ao contato proibido com estrangeiros, a fotografia retornou ao Vietnã novamente durante a conquista francesa e teve fotos tiradas por Paul Berranger durante a invasão francesa de Da Nang (setembro de 1858).  Desde a tomada de Saigon pelos franceses em 1859, a cidade e o sul do Vietnã abriram-se aos estrangeiros, e a fotografia entrou no Vietnã exclusivamente vinda da França e da Europa. 

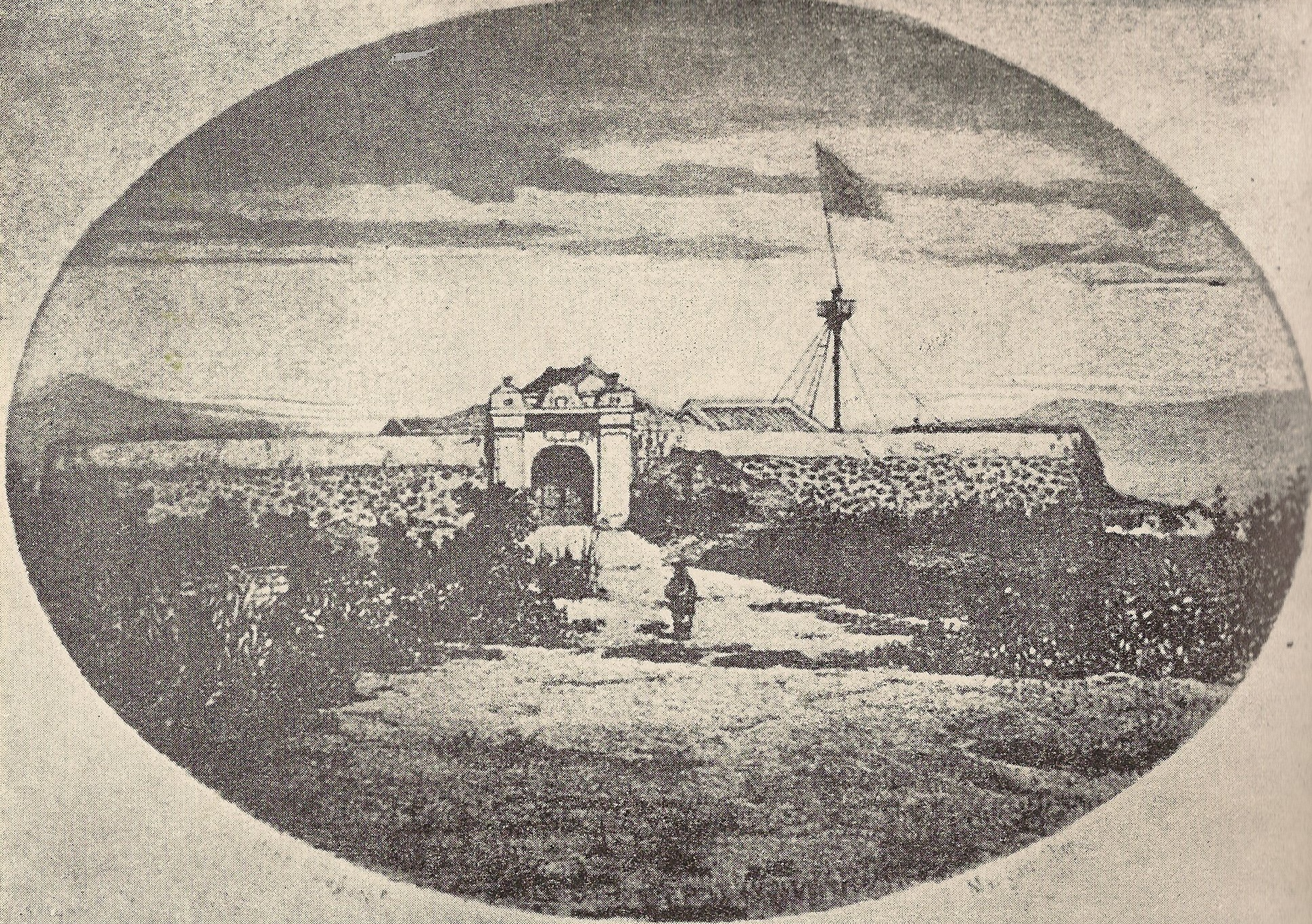
Fotografia antiga da Fortaleza de Danang em 1845
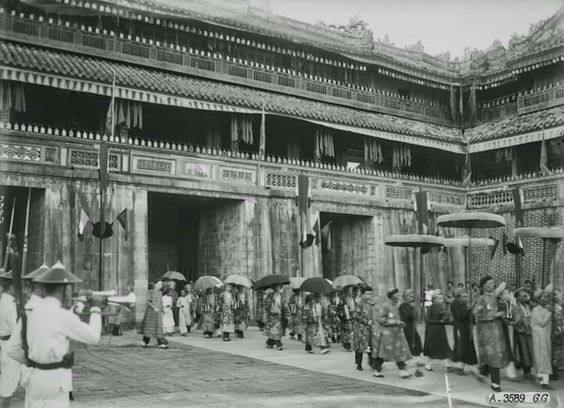
A nobreza deixando a Cidadela Imperial.
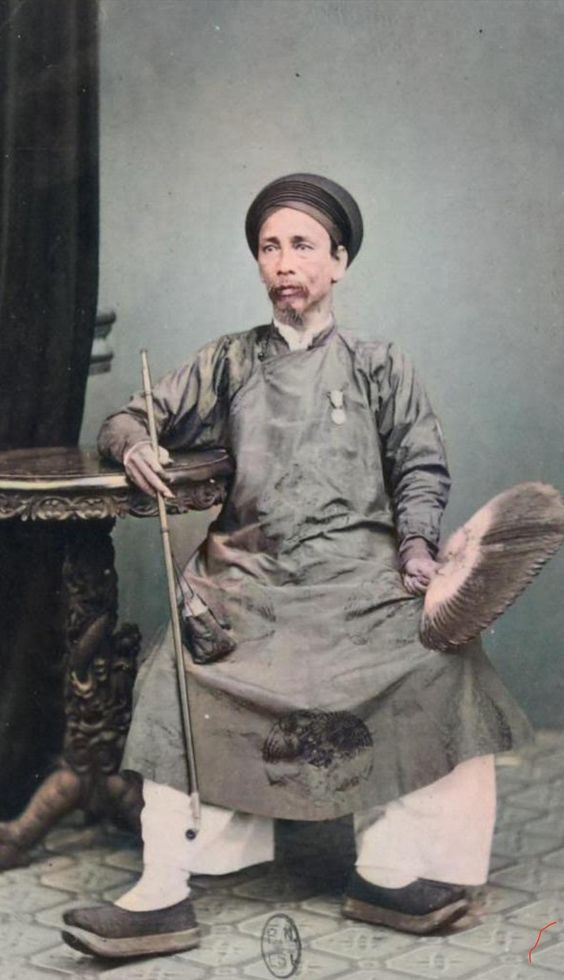
Um nobre vietnamita posou para a fotografia.
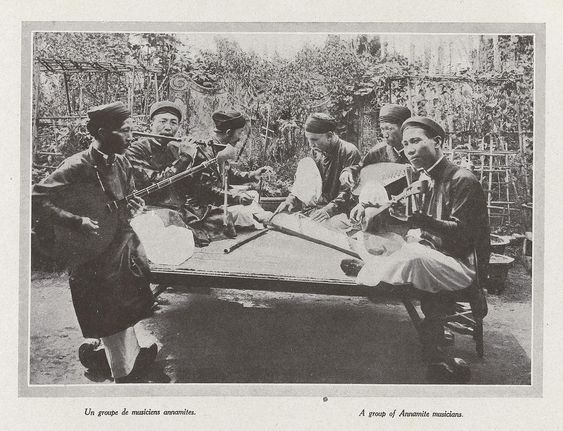
Grupo de músicos em Huế, 1919. Eles estão sentados em um sập.
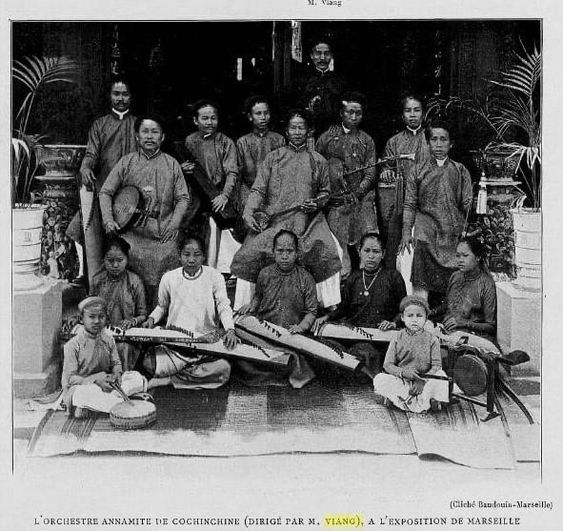
Grupo de musicistas femininas da Cochinchina se apresentará na exposição colonial em Marselha, 1922
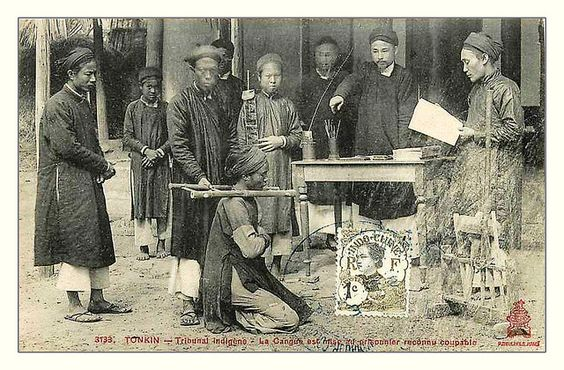
Juiz e infrator no julgamento local.

## Militares
Os militares da dinastia Nguyễn (em vietnamita: Quân thứ; chữ Hán: 軍次) foram as principais forças militares da dinastia Nguyễn de 1802 a agosto de 1945, quando foi desmantelada pela Revolução de Agosto. A força militar Nguyễn foi inicialmente formada por Nguyễn Hoàng como uma divisão militar da dinastia Lê Restaurada em 1558, começando com 3.000 soldados. Durante este período, foram as forças militares do domínio dos senhores Nguyễn e comumente lutaram contra os senhores Trịnh que controlavam o norte do Vietnã. Durante a Rebelião de Tây Sơn, foi expulso da maior parte do condado pela dinastia Tây Sơn. Depois do exilado Nguyễn Phúc Ánh retornar e derrotar os rebeldes Tây Sơn, ele se coroou como o Imperador Gia Long e o exército Nguyễn se tornou o exército nacional do Vietnã.

## Família Imperial
A Casa de Nguyễn Phúc (Nguyen Gia Mieu) foi historicamente fundada no século XIV na vila de Gia Miêu, província de Thanh Hóa, antes de governar o sul do Vietnã de 1558 a 1777 e de 1780 a 1802, tornando-se então a dinastia governante de todo o Vietnã. Tradicionalmente, a família remonta a Nguyễn Bặc (924–79), um duque e general durante a dinastia Đinh de Gia Viễn, Ninh Bình. Príncipes e descendentes masculinos de Gia Long são chamados de Hoàng Thân, enquanto descendentes masculinos de antigos senhores Nguyen são chamados de Tôn Thất. Os netos do imperador eram Hoàng tôn. As filhas do imperador eram chamadas de Hoàng nữ e sempre ganhavam o título de công chúa (princesa).
Sua sucessão ocorre praticamente de acordo com a lei da primogenitura, mas às vezes é conflitante. O primeiro conflito de sucessão surgiu em 1816, quando Gia Long estava planejando ter um herdeiro. Seu primeiro príncipe, Nguyễn Phúc Cảnh, morreu em 1802. Como resultado, surgiram duas facções rivais, uma apoiando Nguyễn Phúc Mỹ Đường, o filho mais velho do príncipe Cảnh, como príncipe herdeiro, enquanto outra apoia o príncipe Đảm (mais tarde Minh Mang).  O segundo conflito foi a sucessão de 1847, quando dois jovens príncipes, Nguyễn Phúc Hồng Bảo e Hồng Nhậm, foram arrastados pelo fracassado Imperador Thiệu Trị como possíveis herdeiros. No início, Thiệu Trị aparentemente escolheu o príncipe Hồng Bảo porque ele era mais velho, mas depois de ouvir o conselho de dois regentes Trương Đăng Quế e Nguyễn Tri Phương, ele revisou o herdeiro no último minuto e escolheu Hồng Nhậm como príncipe herdeiro. 

### Imperadores
A lista a seguir contém os nomes das eras dos imperadores, que têm significado em chinês e vietnamita. Por exemplo, o nome da era do primeiro governante, Gia Long, é a combinação dos antigos nomes de Saigon (Gia Định) e Hanói (Thăng Long) para mostrar a nova unidade do país; o quarto, Tự Đức, significa "Herança de Virtudes"; o nono, Đồng Khánh, significa "Celebração Coletiva".
| Retrato/Foto           | Nome de templo | Nome póstumo | Nome pessoal          | Linhagem                              | Reinado        | Nome régio            | Tumba                       | Eventos |
| ---------------------- | -------------- | --- | --------------------- | ------------------------------------- | -------------- | --------------------- | --------------------------- | --- |
| Portrait of Gia Long   | Thế Tổ         | Khai Thiên Hoằng Đạo Lập Kỷ Thùy Thống Thần Văn Thánh Vũ Tuấn Đức Long Công Chí Nhân Đại Hiếu Cao Hoàng Đế       | Nguyễn Phúc Ánh       | Senhores Nguyễn                       | 1802–20 (1)    | Gia Long              | Thiên Thọ lăng              | Derrotou a Dinastia Tây Sơn e unificou o Vietnã. |
| Portrait of Minh Mang  | Thánh Tổ       | Thể Thiên Xương Vận Chí Hiếu Thuần Đức Văn Vũ Minh Đoán Sáng Thuật Đại Thành Hậu Trạch Phong Công Nhân Hoàng Đế  | Nguyễn Phúc Đảm       | Filho                                 | 1820–41 (2)    | Minh Mệnh (Minh Mạng) | Hiếu Lăng                   | Anexou o Camboja após a Guerra Siamês-Vietnamita (1831-1834). Anexou Muang Phuan após a rebelião Lao. Suprimiu a revolta de Lê Văn Khôi. Anexou o restante do reino de Panduranga após a revolta de Ja Thak Wa, renomeou o país para Đại Nam (Grande Sul) e suprimiu o cristianismo. |
|                        | Hiến Tổ        | Thiệu Thiên Long Vận Chí Thiện Thuần Hiếu Khoan Minh Duệ Đoán Văn Trị Vũ Công Thánh Triết Chượng Chương Hoàng Đế | Nguyễn Phúc Miên Tông | Filho                                 | 1841–47 (3)    | Thiệu Trị             | Xương Lăng                  | Implementou políticas de isolacionismo, retirando tropas do Camboja. |
| Portrait of Tự Đức     | Dực Tông       | Thể Thiên Hanh Vận Chí Thành Đạt Hiếu Thể Kiện Đôn Nhân Khiêm Cung Minh Lược Duệ Văn Anh Hoàng Đế                | Nguyễn Phúc Hồng Nhậm | Filho                                 | 1847–83 (4)    | Tự Đức                | Khiêm Lăng                  | Suprimiu a rebelião de Đoàn Hữu Trưng. Enfrentou invasões francesas. Cedeu a Cochinchina à França após a campanha da Cochinchina. Lutou contra as invasões francesas de 1873 e 1882-1883.                                                                                            |
| Dục Đức's tomb         | Cung Tông      | Huệ Hoàng Đế | Nguyễn Phúc Ưng Chân  | Sobrinho (filho adotivo de Tự Đức)    | 1883 (5)       | Dục Đức               | An Lăng                     | Imperador de três dias (20 a 23 de julho de 1883), deposto e envenenado por Tôn Thất Thuyết. |
| Portrait of Hiệp Hòa   | –              | Văn Lãng Quận Vương                                                                                              | Nguyễn Phúc Hồng Dật  | Tio (filho de Thiệu Trị)              | 1883 (6)       | Hiệp Hòa              |                             | Imperador de quatro meses (30 de julho – 29 de novembro de 1883), envenenado por ordem de Tôn Thất Thuyết. |
| Portrait of Kiến Phúc  | Giản Tông      | Thiệu Đức Chí Hiếu Uyên Duệ Nghị Hoàng Đế                                                                        | Nguyễn Phúc Ưng Đăng  | Sobrinho (filho do irmão de Hiệp Hòa) | 1883–84 (7)    | Kiến Phúc             | Bồi Lăng (com Khiêm Lăng)   | Imperador de oito meses (2 de dezembro de 1883 – 31 de julho de 1884). Assinatura do Tratado de Huế (1884). |
| Portrait of Hàm Nghi   | –              | — | Nguyễn Phúc Ưng Lịch  | Irmão mais novo                       | 1884–85 (8)    | Hàm Nghi              | Cemitério de Thonac, França | Resistindo ao domínio francês sob o movimento Cần Vương. Destronado após um ano, continuou sua rebelião até ser capturado em 1888 e exilado na Argélia Francesa até sua morte em 1943.                                                                                               |
| Portrait of Đồng Khánh | Cảnh Tông      | Hoằng Liệt Thống Thiết Mẫn Huệ Thuần Hoàng Đế                                                                    | Nguyễn Phúc Ưng Kỷ    | Irmão mais velho                      | 1885–89 (9)    | Đồng Khánh            | Tư Lăng                     | Suprimir o movimento Cần Vương de Hàm Nghi. |
| Portrait of Thành Thái | –              | Hoài Trạch Công                                                                                                  | Nguyễn Phúc Bửu Lân   | Primo (filho de Dục Đức)              | 1889–1907 (10) | Thành Thái            | An Lăng                     | Exilado na Ilha de Reunião devido a atividades antifrancesas. |
| Portrait of Duy Tân    | –              | — | Nguyễn Phúc Vĩnh San  | Filho                                 | 1907–16 (11)   | Duy Tân               | An Lăng                     | Rebelou-se contra os franceses e exilou-se na Ilha de Reunião em 1916. |
| Portrait of Khải Định  | Hoằng Tông     | Tự Đại Gia Vận Thánh Minh Thần Trí Nhân Hiếu Thành Kính Di Mô Thừa Liệt Tuyên Hoàng Đế                           | Nguyễn Phúc Bửu Đảo   | Primo (filho de Đồng Khánh)           | 1916–25 (12)   | Khải Định             | Ứng Lăng                    | Colaborou com os franceses e foi uma figura política dos governantes coloniais franceses. Impopular entre o povo vietnamita. |
| Portrait of Bảo Đại    | —              | — | Nguyễn Phúc Vĩnh Thụy | Filho                                 | 1926–45 (13)   | Bảo Đại               | Cimetière de Passy, França  | Chefe do Império do Vietnã sob ocupação japonesa durante a Segunda Guerra Mundial; abdicou e transferiu o poder para o Viet Minh em 1945, pondo fim à monarquia vietnamita. Empossado como chefe de Estado do Vietnã, foi deposto por Ngo Dinh Diem após o referendo de 1955.        |

Após a morte do Imperador Tự Đức (e de acordo com seu testamento), Dục Đức ascendeu ao trono em 19 de julho de 1883. Ele foi destronado e preso três dias depois, após ser acusado de apagar um parágrafo do testamento de Tự Đức. Sem tempo para anunciar seu título dinástico, seu nome de época foi dado em homenagem ao seu palácio residencial.

### Linhagem
|                    |                    |  |                         |                         |  |                        |                        |  |                      |                      |  |                       |                       |
|                    |                    |  |                         |                         |  | 1 Gia Long 1802–1819   |                        |  |                      |                      |  |                       |                       |
|                    |                    |  |                         |                         |  |                        |                        |  |                      |                      |  |                       |                       |
|                    |                    |  |                         |                         |  | 2 Minh Mệnh 1820–1840  |                        |  |                      |                      |  |                       |                       |
|                    |                    |  |                         |                         |  |                        |                        |  |                      |                      |  |                       |                       |
|                    |                    |  |                         |                         |  | 3 Thiệu Trị 1841–1847  |                        |  |                      |                      |  |                       |                       |
|                    |                    |  |                         |                         |  |                        |                        |  |                      |                      |  |                       |                       |
|                    |                    |  |                         |                         |  |                        |                        |  |                      |                      |  |                       |                       |
| 4 Tự Đức 1847–1883 | 4 Tự Đức 1847–1883 |  | Thoại Thái Vương        | Thoại Thái Vương        |  |                        |                        |  | Kiên Thái Vương      | Kiên Thái Vương      |  | 6 Hiệp Hoà 1883       | 6 Hiệp Hoà 1883       |
|                    |                    |  |                         |                         |  |                        |                        |  |                      |                      |  |                       |                       |
|                    |                    |  |                         |                         |  |                        |                        |  |                      |                      |  |                       |                       |
|                    |                    |  | 5 Dục Đức 1883          | 5 Dục Đức 1883          |  | 9 Đồng Khánh 1885–1889 | 9 Đồng Khánh 1885–1889 |  | 8 Hàm Nghi 1884–1885 | 8 Hàm Nghi 1884–1885 |  | 7 Kiến Phúc 1883–1884 | 7 Kiến Phúc 1883–1884 |
|                    |                    |  |                         |                         |  |                        |                        |  |                      |                      |  |                       |                       |
|                    |                    |  | 10 Thành Thái 1889–1907 | 10 Thành Thái 1889–1907 |  | 12 Khải Định 1916–1925 | 12 Khải Định 1916–1925 |  |                      |                      |  |                       |                       |
|                    |                    |  |                         |                         |  |                        |                        |  |                      |                      |  |                       |                       |
|                    |                    |  | 11 Duy Tân 1907–1916    | 11 Duy Tân 1907–1916    |  | 13 Bảo Đại 1926–1945   | 13 Bảo Đại 1926–1945   |  |                      |                      |  |                       |                       |
|                    |                    |  |                         |                         |  |                        |                        |  |                      |                      |  |                       |                       |
|                    |                    |  |                         |                         |  |                        |                        |  |                      |                      |  |                       |                       |

Nota: Os anos são os anos de reinado.

### Árvore genealógica
Árvore genealógica simplificada da dinastia Nguyễn Phúc:
- – Senhores da Cochinchina (Década de 1550–1777)
- – Imperadores da monarquia independente vietnamita (1802–1883)
- – Imperadores de Aname e Tonquim franceses/Imperador do Império do Vietnã (1885–1945)

| Predefinição:Tree chart/start |  |  |  |  |  |                      |                      |                      |                      |                      |                      |  |  |  |  |  |  |                       |                       |                         |                         |                         |                         |                         |                         |  |  |                                       |                                       |                                       |                                       |                                       |                                       |                   |                   |                          |                          |                          |                          |                          |                          |                     |                     |                           |                           |                           |                           |                                         |                                         |                                         |                                         |                                         |                                         |  |  |  |  |                                                   |                                                   |                                                   |                                                   |                                                   |                                                   |  |  |  |  |  |  |                              |                              |                              |                              |                              |                              |  |  |  |  |  |  |  |  |  |  |  |  |  |  |  |  |  |  |  |  |  |  |  |  |  |  |  |  |  |  |  |  |  |  |
|                               |  |  |  |  |  |                      |                      |                      |                      |                      |                      |  |  |  |  |  |  |                       |                       |                         |                         |                         |                         |                         |                         |  |  |                                       |                                       |                                       |                                       |                                       |                                       |                   |                   |                          |                          |                          |                          |                          |                          |                     |                     |                           |                           |                           |                           |                                         |                                         |                                         |                                         |                                         |                                         |  |  |  |  |                                                   |                                                   |                                                   |                                                   |                                                   |                                                   |  |  |  |  |  |  |                              |                              |                              |                              |                              |                              |  |  |  |  |  |  |  |  |  |  |  |  |  |  |  |  |  |  |  |  |  |  |  |  |  |  |  |  |  |  |  |  |  |  |
|                               |  |  |  |  |  |                      |                      |                      |                      |                      |                      |  |  |  |  |  |  |                       |                       | Nguyễn Công Duẩn        |                         |                         |                         |                         |                         |  |  |                                       |                                       |                                       |                                       |                                       |                                       |                   |                   |                          |                          |                          |                          |                          |                          |                     |                     |                           |                           |                           |                           |                                         |                                         |                                         |                                         |                                         |                                         |  |  |  |  |                                                   |                                                   |                                                   |                                                   |                                                   |                                                   |  |  |  |  |  |  |                              |                              |                              |                              |                              |                              |  |  |  |  |  |  |  |  |  |  |  |  |  |  |  |  |  |  |  |  |  |  |  |  |  |  |  |  |  |  |  |  |  |  |
|                               |  |  |  |  |  |                      |                      |                      |                      |                      |                      |  |  |  |  |  |  |                       |                       |                         |                         |                         |                         |                         |                         |  |  |                                       |                                       |                                       |                                       |                                       |                                       |                   |                   |                          |                          |                          |                          |                          |                          |                     |                     |                           |                           |                           |                           |                                         |                                         |                                         |                                         |                                         |                                         |  |  |  |  |                                                   |                                                   |                                                   |                                                   |                                                   |                                                   |  |  |  |  |  |  |                              |                              |                              |                              |                              |                              |  |  |  |  |  |  |  |  |  |  |  |  |  |  |  |  |  |  |  |  |  |  |  |  |  |  |  |  |  |  |  |  |  |  |
|                               |  |  |  |  |  |                      |                      |                      |                      |                      |                      |  |  |  |  |  |  |                       |                       | Nguyễn Văn Lỗ           |                         |                         |                         |                         |                         |  |  |                                       |                                       |                                       |                                       |                                       |                                       |                   |                   |                          |                          |                          |                          |                          |                          |                     |                     |                           |                           |                           |                           |                                         |                                         |                                         |                                         |                                         |                                         |  |  |  |  |                                                   |                                                   |                                                   |                                                   |                                                   |                                                   |  |  |  |  |  |  |                              |                              |                              |                              |                              |                              |  |  |  |  |  |  |  |  |  |  |  |  |  |  |  |  |  |  |  |  |  |  |  |  |  |  |  |  |  |  |  |  |  |  |
|                               |  |  |  |  |  |                      |                      |                      |                      |                      |                      |  |  |  |  |  |  |                       |                       |                         |                         |                         |                         |                         |                         |  |  |                                       |                                       |                                       |                                       |                                       |                                       |                   |                   |                          |                          |                          |                          |                          |                          |                     |                     |                           |                           |                           |                           |                                         |                                         |                                         |                                         |                                         |                                         |  |  |  |  |                                                   |                                                   |                                                   |                                                   |                                                   |                                                   |  |  |  |  |  |  |                              |                              |                              |                              |                              |                              |  |  |  |  |  |  |  |  |  |  |  |  |  |  |  |  |  |  |  |  |  |  |  |  |  |  |  |  |  |  |  |  |  |  |
|                               |  |  |  |  |  |                      |                      |                      |                      |                      |                      |  |  |  |  |  |  |                       |                       | Nguyễn Văn Lang         |                         |                         |                         |                         |                         |  |  |                                       |                                       |                                       |                                       |                                       |                                       |                   |                   |                          |                          |                          |                          |                          |                          |                     |                     |                           |                           |                           |                           |                                         |                                         |                                         |                                         |                                         |                                         |  |  |  |  |                                                   |                                                   |                                                   |                                                   |                                                   |                                                   |  |  |  |  |  |  |                              |                              |                              |                              |                              |                              |  |  |  |  |  |  |  |  |  |  |  |  |  |  |  |  |  |  |  |  |  |  |  |  |  |  |  |  |  |  |  |  |  |  |
|                               |  |  |  |  |  |                      |                      |                      |                      |                      |                      |  |  |  |  |  |  |                       |                       |                         |                         |                         |                         |                         |                         |  |  |                                       |                                       |                                       |                                       |                                       |                                       |                   |                   |                          |                          |                          |                          |                          |                          |                     |                     |                           |                           |                           |                           |                                         |                                         |                                         |                                         |                                         |                                         |  |  |  |  |                                                   |                                                   |                                                   |                                                   |                                                   |                                                   |  |  |  |  |  |  |                              |                              |                              |                              |                              |                              |  |  |  |  |  |  |  |  |  |  |  |  |  |  |  |  |  |  |  |  |  |  |  |  |  |  |  |  |  |  |  |  |  |  |
|                               |  |  |  |  |  |                      |                      |                      |                      |                      |                      |  |  |  |  |  |  |                       |                       | Nguyễn Hoằng Dụ         |                         |                         |                         |                         |                         |  |  |                                       |                                       |                                       |                                       |                                       |                                       |                   |                   |                          |                          |                          |                          |                          |                          |                     |                     |                           |                           |                           |                           |                                         |                                         |                                         |                                         |                                         |                                         |  |  |  |  |                                                   |                                                   |                                                   |                                                   |                                                   |                                                   |  |  |  |  |  |  |                              |                              |                              |                              |                              |                              |  |  |  |  |  |  |  |  |  |  |  |  |  |  |  |  |  |  |  |  |  |  |  |  |  |  |  |  |  |  |  |  |  |  |
|                               |  |  |  |  |  |                      |                      |                      |                      |                      |                      |  |  |  |  |  |  |                       |                       |                         |                         |                         |                         |                         |                         |  |  |                                       |                                       |                                       |                                       |                                       |                                       |                   |                   |                          |                          |                          |                          |                          |                          |                     |                     |                           |                           |                           |                           |                                         |                                         |                                         |                                         |                                         |                                         |  |  |  |  |                                                   |                                                   |                                                   |                                                   |                                                   |                                                   |  |  |  |  |  |  |                              |                              |                              |                              |                              |                              |  |  |  |  |  |  |  |  |  |  |  |  |  |  |  |  |  |  |  |  |  |  |  |  |  |  |  |  |  |  |  |  |  |  |
|                               |  |  |  |  |  |                      |                      |                      |                      |                      |                      |  |  |  |  |  |  |                       |                       | Nguyễn Kim              |                         |                         |                         |                         |                         |  |  |                                       |                                       |                                       |                                       |                                       |                                       |                   |                   |                          |                          |                          |                          |                          |                          |                     |                     |                           |                           |                           |                           |                                         |                                         |                                         |                                         |                                         |                                         |  |  |  |  |                                                   |                                                   |                                                   |                                                   |                                                   |                                                   |  |  |  |  |  |  |                              |                              |                              |                              |                              |                              |  |  |  |  |  |  |  |  |  |  |  |  |  |  |  |  |  |  |  |  |  |  |  |  |  |  |  |  |  |  |  |  |  |  |
|                               |  |  |  |  |  |                      |                      |                      |                      |                      |                      |  |  |  |  |  |  |                       |                       |                         |                         |                         |                         |                         |                         |  |  |                                       |                                       |                                       |                                       |                                       |                                       |                   |                   |                          |                          |                          |                          |                          |                          |                     |                     |                           |                           |                           |                           |                                         |                                         |                                         |                                         |                                         |                                         |  |  |  |  |                                                   |                                                   |                                                   |                                                   |                                                   |                                                   |  |  |  |  |  |  |                              |                              |                              |                              |                              |                              |  |  |  |  |  |  |  |  |  |  |  |  |  |  |  |  |  |  |  |  |  |  |  |  |  |  |  |  |  |  |  |  |  |  |
|                               |  |  |  |  |  |                      |                      |                      |                      |                      |                      |  |  |  |  |  |  |                       |                       |                         |                         |                         |                         |                         |                         |  |  |                                       |                                       |                                       |                                       |                                       |                                       |                   |                   |                          |                          |                          |                          |                          |                          |                     |                     |                           |                           |                           |                           |                                         |                                         |                                         |                                         |                                         |                                         |  |  |  |  |                                                   |                                                   |                                                   |                                                   |                                                   |                                                   |  |  |  |  |  |  |                              |                              |                              |                              |                              |                              |  |  |  |  |  |  |  |  |  |  |  |  |  |  |  |  |  |  |  |  |  |  |  |  |  |  |  |  |  |  |  |  |  |  |
|                               |  |  |  |  |  |                      |                      |                      |                      |                      |                      |  |  |  |  |  |  |                       |                       | Nguyễn Hoàng            | Nguyễn Hoàng            | Nguyễn Hoàng            | Nguyễn Hoàng            | Nguyễn Hoàng            | Nguyễn Hoàng            |  |  |                                       |                                       | Nguyễn Uông                           | Nguyễn Uông                           | Nguyễn Uông                           | Nguyễn Uông                           | Nguyễn Uông       | Nguyễn Uông       |                          |                          |                          |                          | Nguyễn Thị Ngọc Bảo      | Nguyễn Thị Ngọc Bảo      | Nguyễn Thị Ngọc Bảo | Nguyễn Thị Ngọc Bảo | Nguyễn Thị Ngọc Bảo       | Nguyễn Thị Ngọc Bảo       |                           |                           |                                         |                                         |                                         |                                         |                                         |                                         |  |  |  |  |                                                   |                                                   |                                                   |                                                   |                                                   |                                                   |  |  |  |  |  |  |                              |                              |                              |                              |                              |                              |  |  |  |  |  |  |  |  |  |  |  |  |  |  |  |  |  |  |  |  |  |  |  |  |  |  |  |  |  |  |  |  |  |  |
|                               |  |  |  |  |  |                      |                      |                      |                      |                      |                      |  |  |  |  |  |  |                       |                       | Nguyễn Hoàng            | Nguyễn Hoàng            | Nguyễn Hoàng            | Nguyễn Hoàng            | Nguyễn Hoàng            | Nguyễn Hoàng            |  |  |                                       |                                       | Nguyễn Uông                           | Nguyễn Uông                           | Nguyễn Uông                           | Nguyễn Uông                           | Nguyễn Uông       | Nguyễn Uông       |                          |                          |                          |                          | Nguyễn Thị Ngọc Bảo      | Nguyễn Thị Ngọc Bảo      | Nguyễn Thị Ngọc Bảo | Nguyễn Thị Ngọc Bảo | Nguyễn Thị Ngọc Bảo       | Nguyễn Thị Ngọc Bảo       |                           |                           |                                         |                                         |                                         |                                         |                                         |                                         |  |  |  |  |                                                   |                                                   |                                                   |                                                   |                                                   |                                                   |  |  |  |  |  |  |                              |                              |                              |                              |                              |                              |  |  |  |  |  |  |  |  |  |  |  |  |  |  |  |  |  |  |  |  |  |  |  |  |  |  |  |  |  |  |  |  |  |  |
|                               |  |  |  |  |  |                      |                      |                      |                      |                      |                      |  |  |  |  |  |  |                       |                       | Nguyễn Phúc Nguyên      |                         |                         |                         |                         |                         |  |  |                                       |                                       |                                       |                                       |                                       |                                       |                   |                   |                          |                          |                          |                          |                          |                          |                     |                     |                           |                           |                           |                           |                                         |                                         |                                         |                                         |                                         |                                         |  |  |  |  |                                                   |                                                   |                                                   |                                                   |                                                   |                                                   |  |  |  |  |  |  |                              |                              |                              |                              |                              |                              |  |  |  |  |  |  |  |  |  |  |  |  |  |  |  |  |  |  |  |  |  |  |  |  |  |  |  |  |  |  |  |  |  |  |
|                               |  |  |  |  |  |                      |                      |                      |                      |                      |                      |  |  |  |  |  |  |                       |                       |                         |                         |                         |                         |                         |                         |  |  |                                       |                                       |                                       |                                       |                                       |                                       |                   |                   |                          |                          |                          |                          |                          |                          |                     |                     |                           |                           |                           |                           |                                         |                                         |                                         |                                         |                                         |                                         |  |  |  |  |                                                   |                                                   |                                                   |                                                   |                                                   |                                                   |  |  |  |  |  |  |                              |                              |                              |                              |                              |                              |  |  |  |  |  |  |  |  |  |  |  |  |  |  |  |  |  |  |  |  |  |  |  |  |  |  |  |  |  |  |  |  |  |  |
|                               |  |  |  |  |  |                      |                      |                      |                      |                      |                      |  |  |  |  |  |  |                       |                       | Nguyễn Phúc Lan         |                         |                         |                         |                         |                         |  |  |                                       |                                       |                                       |                                       |                                       |                                       |                   |                   |                          |                          |                          |                          |                          |                          |                     |                     |                           |                           |                           |                           |                                         |                                         |                                         |                                         |                                         |                                         |  |  |  |  |                                                   |                                                   |                                                   |                                                   |                                                   |                                                   |  |  |  |  |  |  |                              |                              |                              |                              |                              |                              |  |  |  |  |  |  |  |  |  |  |  |  |  |  |  |  |  |  |  |  |  |  |  |  |  |  |  |  |  |  |  |  |  |  |
|                               |  |  |  |  |  |                      |                      |                      |                      |                      |                      |  |  |  |  |  |  |                       |                       |                         |                         |                         |                         |                         |                         |  |  |                                       |                                       |                                       |                                       |                                       |                                       |                   |                   |                          |                          |                          |                          |                          |                          |                     |                     |                           |                           |                           |                           |                                         |                                         |                                         |                                         |                                         |                                         |  |  |  |  |                                                   |                                                   |                                                   |                                                   |                                                   |                                                   |  |  |  |  |  |  |                              |                              |                              |                              |                              |                              |  |  |  |  |  |  |  |  |  |  |  |  |  |  |  |  |  |  |  |  |  |  |  |  |  |  |  |  |  |  |  |  |  |  |
|                               |  |  |  |  |  |                      |                      |                      |                      |                      |                      |  |  |  |  |  |  |                       |                       | Nguyễn Phúc Tần         |                         |                         |                         |                         |                         |  |  |                                       |                                       |                                       |                                       |                                       |                                       |                   |                   |                          |                          |                          |                          |                          |                          |                     |                     |                           |                           |                           |                           |                                         |                                         |                                         |                                         |                                         |                                         |  |  |  |  |                                                   |                                                   |                                                   |                                                   |                                                   |                                                   |  |  |  |  |  |  |                              |                              |                              |                              |                              |                              |  |  |  |  |  |  |  |  |  |  |  |  |  |  |  |  |  |  |  |  |  |  |  |  |  |  |  |  |  |  |  |  |  |  |
|                               |  |  |  |  |  |                      |                      |                      |                      |                      |                      |  |  |  |  |  |  |                       |                       |                         |                         |                         |                         |                         |                         |  |  |                                       |                                       |                                       |                                       |                                       |                                       |                   |                   |                          |                          |                          |                          |                          |                          |                     |                     |                           |                           |                           |                           |                                         |                                         |                                         |                                         |                                         |                                         |  |  |  |  |                                                   |                                                   |                                                   |                                                   |                                                   |                                                   |  |  |  |  |  |  |                              |                              |                              |                              |                              |                              |  |  |  |  |  |  |  |  |  |  |  |  |  |  |  |  |  |  |  |  |  |  |  |  |  |  |  |  |  |  |  |  |  |  |
|                               |  |  |  |  |  |                      |                      |                      |                      |                      |                      |  |  |  |  |  |  |                       |                       | Nguyễn Phúc Thái        |                         |                         |                         |                         |                         |  |  |                                       |                                       |                                       |                                       |                                       |                                       |                   |                   |                          |                          |                          |                          |                          |                          |                     |                     |                           |                           |                           |                           |                                         |                                         |                                         |                                         |                                         |                                         |  |  |  |  |                                                   |                                                   |                                                   |                                                   |                                                   |                                                   |  |  |  |  |  |  |                              |                              |                              |                              |                              |                              |  |  |  |  |  |  |  |  |  |  |  |  |  |  |  |  |  |  |  |  |  |  |  |  |  |  |  |  |  |  |  |  |  |  |
|                               |  |  |  |  |  |                      |                      |                      |                      |                      |                      |  |  |  |  |  |  |                       |                       |                         |                         |                         |                         |                         |                         |  |  |                                       |                                       |                                       |                                       |                                       |                                       |                   |                   |                          |                          |                          |                          |                          |                          |                     |                     |                           |                           |                           |                           |                                         |                                         |                                         |                                         |                                         |                                         |  |  |  |  |                                                   |                                                   |                                                   |                                                   |                                                   |                                                   |  |  |  |  |  |  |                              |                              |                              |                              |                              |                              |  |  |  |  |  |  |  |  |  |  |  |  |  |  |  |  |  |  |  |  |  |  |  |  |  |  |  |  |  |  |  |  |  |  |
|                               |  |  |  |  |  |                      |                      |                      |                      |                      |                      |  |  |  |  |  |  |                       |                       | Nguyễn Phúc Chu         |                         |                         |                         |                         |                         |  |  |                                       |                                       |                                       |                                       |                                       |                                       |                   |                   |                          |                          |                          |                          |                          |                          |                     |                     |                           |                           |                           |                           |                                         |                                         |                                         |                                         |                                         |                                         |  |  |  |  |                                                   |                                                   |                                                   |                                                   |                                                   |                                                   |  |  |  |  |  |  |                              |                              |                              |                              |                              |                              |  |  |  |  |  |  |  |  |  |  |  |  |  |  |  |  |  |  |  |  |  |  |  |  |  |  |  |  |  |  |  |  |  |  |
|                               |  |  |  |  |  |                      |                      |                      |                      |                      |                      |  |  |  |  |  |  |                       |                       |                         |                         |                         |                         |                         |                         |  |  |                                       |                                       |                                       |                                       |                                       |                                       |                   |                   |                          |                          |                          |                          |                          |                          |                     |                     |                           |                           |                           |                           |                                         |                                         |                                         |                                         |                                         |                                         |  |  |  |  |                                                   |                                                   |                                                   |                                                   |                                                   |                                                   |  |  |  |  |  |  |                              |                              |                              |                              |                              |                              |  |  |  |  |  |  |  |  |  |  |  |  |  |  |  |  |  |  |  |  |  |  |  |  |  |  |  |  |  |  |  |  |  |  |
|                               |  |  |  |  |  |                      |                      |                      |                      |                      |                      |  |  |  |  |  |  |                       |                       | Nguyễn Phúc Trú         |                         |                         |                         |                         |                         |  |  |                                       |                                       |                                       |                                       |                                       |                                       |                   |                   |                          |                          |                          |                          |                          |                          |                     |                     |                           |                           |                           |                           |                                         |                                         |                                         |                                         |                                         |                                         |  |  |  |  |                                                   |                                                   |                                                   |                                                   |                                                   |                                                   |  |  |  |  |  |  |                              |                              |                              |                              |                              |                              |  |  |  |  |  |  |  |  |  |  |  |  |  |  |  |  |  |  |  |  |  |  |  |  |  |  |  |  |  |  |  |  |  |  |
|                               |  |  |  |  |  |                      |                      |                      |                      |                      |                      |  |  |  |  |  |  |                       |                       |                         |                         |                         |                         |                         |                         |  |  |                                       |                                       |                                       |                                       |                                       |                                       |                   |                   |                          |                          |                          |                          |                          |                          |                     |                     |                           |                           |                           |                           |                                         |                                         |                                         |                                         |                                         |                                         |  |  |  |  |                                                   |                                                   |                                                   |                                                   |                                                   |                                                   |  |  |  |  |  |  |                              |                              |                              |                              |                              |                              |  |  |  |  |  |  |  |  |  |  |  |  |  |  |  |  |  |  |  |  |  |  |  |  |  |  |  |  |  |  |  |  |  |  |
|                               |  |  |  |  |  |                      |                      |                      |                      |                      |                      |  |  |  |  |  |  |                       |                       | Nguyễn Phúc Khoát       |                         |                         |                         |                         |                         |  |  |                                       |                                       |                                       |                                       |                                       |                                       |                   |                   |                          |                          |                          |                          |                          |                          |                     |                     |                           |                           |                           |                           |                                         |                                         |                                         |                                         |                                         |                                         |  |  |  |  |                                                   |                                                   |                                                   |                                                   |                                                   |                                                   |  |  |  |  |  |  |                              |                              |                              |                              |                              |                              |  |  |  |  |  |  |  |  |  |  |  |  |  |  |  |  |  |  |  |  |  |  |  |  |  |  |  |  |  |  |  |  |  |  |
|                               |  |  |  |  |  |                      |                      |                      |                      |                      |                      |  |  |  |  |  |  |                       |                       |                         |                         |                         |                         |                         |                         |  |  |                                       |                                       |                                       |                                       |                                       |                                       |                   |                   |                          |                          |                          |                          |                          |                          |                     |                     |                           |                           |                           |                           |                                         |                                         |                                         |                                         |                                         |                                         |  |  |  |  |                                                   |                                                   |                                                   |                                                   |                                                   |                                                   |  |  |  |  |  |  |                              |                              |                              |                              |                              |                              |  |  |  |  |  |  |  |  |  |  |  |  |  |  |  |  |  |  |  |  |  |  |  |  |  |  |  |  |  |  |  |  |  |  |
|                               |  |  |  |  |  |                      |                      |                      |                      |                      |                      |  |  |  |  |  |  |                       |                       |                         |                         |                         |                         |                         |                         |  |  |                                       |                                       |                                       |                                       |                                       |                                       |                   |                   |                          |                          |                          |                          |                          |                          |                     |                     |                           |                           |                           |                           |                                         |                                         |                                         |                                         |                                         |                                         |  |  |  |  |                                                   |                                                   |                                                   |                                                   |                                                   |                                                   |  |  |  |  |  |  |                              |                              |                              |                              |                              |                              |  |  |  |  |  |  |  |  |  |  |  |  |  |  |  |  |  |  |  |  |  |  |  |  |  |  |  |  |  |  |  |  |  |  |
|                               |  |  |  |  |  |                      |                      |                      |                      |                      |                      |  |  |  |  |  |  |                       |                       | Nguyễn Phúc Luân        | Nguyễn Phúc Luân        | Nguyễn Phúc Luân        | Nguyễn Phúc Luân        | Nguyễn Phúc Luân        | Nguyễn Phúc Luân        |  |  |                                       |                                       | Nguyễn Phúc Hiệu                      | Nguyễn Phúc Hiệu                      | Nguyễn Phúc Hiệu                      | Nguyễn Phúc Hiệu                      | Nguyễn Phúc Hiệu  | Nguyễn Phúc Hiệu  |                          |                          |                          |                          | Nguyễn Phúc Thuần        | Nguyễn Phúc Thuần        | Nguyễn Phúc Thuần   | Nguyễn Phúc Thuần   | Nguyễn Phúc Thuần         | Nguyễn Phúc Thuần         |                           |                           |                                         |                                         |                                         |                                         |                                         |                                         |  |  |  |  |                                                   |                                                   |                                                   |                                                   |                                                   |                                                   |  |  |  |  |  |  |                              |                              |                              |                              |                              |                              |  |  |  |  |  |  |  |  |  |  |  |  |  |  |  |  |  |  |  |  |  |  |  |  |  |  |  |  |  |  |  |  |  |  |
|                               |  |  |  |  |  |                      |                      |                      |                      |                      |                      |  |  |  |  |  |  |                       |                       | Nguyễn Phúc Luân        | Nguyễn Phúc Luân        | Nguyễn Phúc Luân        | Nguyễn Phúc Luân        | Nguyễn Phúc Luân        | Nguyễn Phúc Luân        |  |  |                                       |                                       | Nguyễn Phúc Hiệu                      | Nguyễn Phúc Hiệu                      | Nguyễn Phúc Hiệu                      | Nguyễn Phúc Hiệu                      | Nguyễn Phúc Hiệu  | Nguyễn Phúc Hiệu  |                          |                          |                          |                          | Nguyễn Phúc Thuần        | Nguyễn Phúc Thuần        | Nguyễn Phúc Thuần   | Nguyễn Phúc Thuần   | Nguyễn Phúc Thuần         | Nguyễn Phúc Thuần         |                           |                           |                                         |                                         |                                         |                                         |                                         |                                         |  |  |  |  |                                                   |                                                   |                                                   |                                                   |                                                   |                                                   |  |  |  |  |  |  |                              |                              |                              |                              |                              |                              |  |  |  |  |  |  |  |  |  |  |  |  |  |  |  |  |  |  |  |  |  |  |  |  |  |  |  |  |  |  |  |  |  |  |
|                               |  |  |  |  |  |                      |                      |                      |                      |                      |                      |  |  |  |  |  |  |                       |                       | Gia Long (1) r. 1802–20 | Gia Long (1) r. 1802–20 | Gia Long (1) r. 1802–20 | Gia Long (1) r. 1802–20 | Gia Long (1) r. 1802–20 | Gia Long (1) r. 1802–20 |  |  |                                       |                                       | Nguyễn Phúc Dương                     | Nguyễn Phúc Dương                     | Nguyễn Phúc Dương                     | Nguyễn Phúc Dương                     | Nguyễn Phúc Dương | Nguyễn Phúc Dương |                          |                          |                          |                          |                          |                          |                     |                     |                           |                           |                           |                           |                                         |                                         |                                         |                                         |                                         |                                         |  |  |  |  |                                                   |                                                   |                                                   |                                                   |                                                   |                                                   |  |  |  |  |  |  |                              |                              |                              |                              |                              |                              |  |  |  |  |  |  |  |  |  |  |  |  |  |  |  |  |  |  |  |  |  |  |  |  |  |  |  |  |  |  |  |  |  |  |
|                               |  |  |  |  |  |                      |                      |                      |                      |                      |                      |  |  |  |  |  |  |                       |                       | Gia Long (1) r. 1802–20 | Gia Long (1) r. 1802–20 | Gia Long (1) r. 1802–20 | Gia Long (1) r. 1802–20 | Gia Long (1) r. 1802–20 | Gia Long (1) r. 1802–20 |  |  |                                       |                                       | Nguyễn Phúc Dương                     | Nguyễn Phúc Dương                     | Nguyễn Phúc Dương                     | Nguyễn Phúc Dương                     | Nguyễn Phúc Dương | Nguyễn Phúc Dương |                          |                          |                          |                          |                          |                          |                     |                     |                           |                           |                           |                           |                                         |                                         |                                         |                                         |                                         |                                         |  |  |  |  |                                                   |                                                   |                                                   |                                                   |                                                   |                                                   |  |  |  |  |  |  |                              |                              |                              |                              |                              |                              |  |  |  |  |  |  |  |  |  |  |  |  |  |  |  |  |  |  |  |  |  |  |  |  |  |  |  |  |  |  |  |  |  |  |
|                               |  |  |  |  |  |                      |                      |                      |                      |                      |                      |  |  |  |  |  |  |                       |                       |                         |                         |                         |                         |                         |                         |  |  |                                       |                                       |                                       |                                       |                                       |                                       |                   |                   |                          |                          |                          |                          |                          |                          |                     |                     |                           |                           |                           |                           |                                         |                                         |                                         |                                         |                                         |                                         |  |  |  |  |                                                   |                                                   |                                                   |                                                   |                                                   |                                                   |  |  |  |  |  |  |                              |                              |                              |                              |                              |                              |  |  |  |  |  |  |  |  |  |  |  |  |  |  |  |  |  |  |  |  |  |  |  |  |  |  |  |  |  |  |  |  |  |  |
|                               |  |  |  |  |  | Nguyễn Phúc Cảnh     | Nguyễn Phúc Cảnh     | Nguyễn Phúc Cảnh     | Nguyễn Phúc Cảnh     | Nguyễn Phúc Cảnh     | Nguyễn Phúc Cảnh     |  |  |  |  |  |  |                       |                       |                         |                         |                         |                         |                         |                         |  |  |                                       |                                       |                                       |                                       |                                       |                                       |                   |                   | Minh Mạng (2) r. 1820–41 | Minh Mạng (2) r. 1820–41 | Minh Mạng (2) r. 1820–41 | Minh Mạng (2) r. 1820–41 | Minh Mạng (2) r. 1820–41 | Minh Mạng (2) r. 1820–41 |                     |                     |                           |                           |                           |                           |                                         |                                         |                                         |                                         |                                         |                                         |  |  |  |  |                                                   |                                                   |                                                   |                                                   |                                                   |                                                   |  |  |  |  |  |  |                              |                              |                              |                              |                              |                              |  |  |  |  |  |  |  |  |  |  |  |  |  |  |  |  |  |  |  |  |  |  |  |  |  |  |  |  |  |  |  |  |  |  |
|                               |  |  |  |  |  | Nguyễn Phúc Cảnh     | Nguyễn Phúc Cảnh     | Nguyễn Phúc Cảnh     | Nguyễn Phúc Cảnh     | Nguyễn Phúc Cảnh     | Nguyễn Phúc Cảnh     |  |  |  |  |  |  |                       |                       |                         |                         |                         |                         |                         |                         |  |  |                                       |                                       |                                       |                                       |                                       |                                       |                   |                   | Minh Mạng (2) r. 1820–41 | Minh Mạng (2) r. 1820–41 | Minh Mạng (2) r. 1820–41 | Minh Mạng (2) r. 1820–41 | Minh Mạng (2) r. 1820–41 | Minh Mạng (2) r. 1820–41 |                     |                     |                           |                           |                           |                           |                                         |                                         |                                         |                                         |                                         |                                         |  |  |  |  |                                                   |                                                   |                                                   |                                                   |                                                   |                                                   |  |  |  |  |  |  |                              |                              |                              |                              |                              |                              |  |  |  |  |  |  |  |  |  |  |  |  |  |  |  |  |  |  |  |  |  |  |  |  |  |  |  |  |  |  |  |  |  |  |
|                               |  |  |  |  |  |                      |                      |                      |                      |                      |                      |  |  |  |  |  |  |                       |                       |                         |                         |                         |                         |                         |                         |  |  |                                       |                                       |                                       |                                       |                                       |                                       |                   |                   |                          |                          |                          |                          |                          |                          |                     |                     |                           |                           |                           |                           |                                         |                                         |                                         |                                         |                                         |                                         |  |  |  |  |                                                   |                                                   |                                                   |                                                   |                                                   |                                                   |  |  |  |  |  |  |                              |                              |                              |                              |                              |                              |  |  |  |  |  |  |  |  |  |  |  |  |  |  |  |  |  |  |  |  |  |  |  |  |  |  |  |  |  |  |  |  |  |  |
|                               |  |  |  |  |  | Nguyễn Phúc Mỹ Đường | Nguyễn Phúc Mỹ Đường | Nguyễn Phúc Mỹ Đường | Nguyễn Phúc Mỹ Đường | Nguyễn Phúc Mỹ Đường | Nguyễn Phúc Mỹ Đường |  |  |  |  |  |  | Nguyễn Phúc Miên Thẩm | Nguyễn Phúc Miên Thẩm | Nguyễn Phúc Miên Thẩm   | Nguyễn Phúc Miên Thẩm   | Nguyễn Phúc Miên Thẩm   | Nguyễn Phúc Miên Thẩm   |                         |                         |  |  | Nguyễn Phúc Miên Định                 | Nguyễn Phúc Miên Định                 | Nguyễn Phúc Miên Định                 | Nguyễn Phúc Miên Định                 | Nguyễn Phúc Miên Định                 | Nguyễn Phúc Miên Định                 |                   |                   | Thiệu Trị (3) r. 1841–47 | Thiệu Trị (3) r. 1841–47 | Thiệu Trị (3) r. 1841–47 | Thiệu Trị (3) r. 1841–47 | Thiệu Trị (3) r. 1841–47 | Thiệu Trị (3) r. 1841–47 |                     |                     |                           |                           | Nguyễn Phúc Miên Bửu      | Nguyễn Phúc Miên Bửu      | Nguyễn Phúc Miên Bửu                    | Nguyễn Phúc Miên Bửu                    | Nguyễn Phúc Miên Bửu                    | Nguyễn Phúc Miên Bửu                    |                                         |                                         |  |  |  |  |                                                   |                                                   |                                                   |                                                   |                                                   |                                                   |  |  |  |  |  |  |                              |                              |                              |                              |                              |                              |  |  |  |  |  |  |  |  |  |  |  |  |  |  |  |  |  |  |  |  |  |  |  |  |  |  |  |  |  |  |  |  |  |  |
|                               |  |  |  |  |  | Nguyễn Phúc Mỹ Đường | Nguyễn Phúc Mỹ Đường | Nguyễn Phúc Mỹ Đường | Nguyễn Phúc Mỹ Đường | Nguyễn Phúc Mỹ Đường | Nguyễn Phúc Mỹ Đường |  |  |  |  |  |  | Nguyễn Phúc Miên Thẩm | Nguyễn Phúc Miên Thẩm | Nguyễn Phúc Miên Thẩm   | Nguyễn Phúc Miên Thẩm   | Nguyễn Phúc Miên Thẩm   | Nguyễn Phúc Miên Thẩm   |                         |                         |  |  | Nguyễn Phúc Miên Định                 | Nguyễn Phúc Miên Định                 | Nguyễn Phúc Miên Định                 | Nguyễn Phúc Miên Định                 | Nguyễn Phúc Miên Định                 | Nguyễn Phúc Miên Định                 |                   |                   | Thiệu Trị (3) r. 1841–47 | Thiệu Trị (3) r. 1841–47 | Thiệu Trị (3) r. 1841–47 | Thiệu Trị (3) r. 1841–47 | Thiệu Trị (3) r. 1841–47 | Thiệu Trị (3) r. 1841–47 |                     |                     |                           |                           | Nguyễn Phúc Miên Bửu      | Nguyễn Phúc Miên Bửu      | Nguyễn Phúc Miên Bửu                    | Nguyễn Phúc Miên Bửu                    | Nguyễn Phúc Miên Bửu                    | Nguyễn Phúc Miên Bửu                    |                                         |                                         |  |  |  |  |                                                   |                                                   |                                                   |                                                   |                                                   |                                                   |  |  |  |  |  |  |                              |                              |                              |                              |                              |                              |  |  |  |  |  |  |  |  |  |  |  |  |  |  |  |  |  |  |  |  |  |  |  |  |  |  |  |  |  |  |  |  |  |  |
|                               |  |  |  |  |  |                      |                      |                      |                      |                      |                      |  |  |  |  |  |  |                       |                       |                         |                         |                         |                         |                         |                         |  |  |                                       |                                       |                                       |                                       |                                       |                                       |                   |                   |                          |                          |                          |                          |                          |                          |                     |                     |                           |                           |                           |                           |                                         |                                         |                                         |                                         |                                         |                                         |  |  |  |  |                                                   |                                                   |                                                   |                                                   |                                                   |                                                   |  |  |  |  |  |  |                              |                              |                              |                              |                              |                              |  |  |  |  |  |  |  |  |  |  |  |  |  |  |  |  |  |  |  |  |  |  |  |  |  |  |  |  |  |  |  |  |  |  |
|                               |  |  |  |  |  | Nguyễn Phúc Tăng Du  | Nguyễn Phúc Tăng Du  | Nguyễn Phúc Tăng Du  | Nguyễn Phúc Tăng Du  | Nguyễn Phúc Tăng Du  | Nguyễn Phúc Tăng Du  |  |  |  |  |  |  | Nguyễn Phúc Hồng Bảo  | Nguyễn Phúc Hồng Bảo  | Nguyễn Phúc Hồng Bảo    | Nguyễn Phúc Hồng Bảo    | Nguyễn Phúc Hồng Bảo    | Nguyễn Phúc Hồng Bảo    |                         |                         |  |  | Nguyễn Phúc Hồng Y                    | Nguyễn Phúc Hồng Y                    | Nguyễn Phúc Hồng Y                    | Nguyễn Phúc Hồng Y                    | Nguyễn Phúc Hồng Y                    | Nguyễn Phúc Hồng Y                    |                   |                   | Tự Đức (4) r. 1848–83    | Tự Đức (4) r. 1848–83    | Tự Đức (4) r. 1848–83    | Tự Đức (4) r. 1848–83    | Tự Đức (4) r. 1848–83    | Tự Đức (4) r. 1848–83    |                     |                     |                           |                           |                           |                           | Hiệp Hòa (6) r. Agosto–Dezembro de 1883 | Hiệp Hòa (6) r. Agosto–Dezembro de 1883 | Hiệp Hòa (6) r. Agosto–Dezembro de 1883 | Hiệp Hòa (6) r. Agosto–Dezembro de 1883 | Hiệp Hòa (6) r. Agosto–Dezembro de 1883 | Hiệp Hòa (6) r. Agosto–Dezembro de 1883 |  |  |  |  | Nguyễn Phúc Hồng Cai                              | Nguyễn Phúc Hồng Cai                              | Nguyễn Phúc Hồng Cai                              | Nguyễn Phúc Hồng Cai                              | Nguyễn Phúc Hồng Cai                              | Nguyễn Phúc Hồng Cai                              |  |  |  |  |  |  |                              |                              |                              |                              |                              |                              |  |  |  |  |  |  |  |  |  |  |  |  |  |  |  |  |  |  |  |  |  |  |  |  |  |  |  |  |  |  |  |  |  |  |
|                               |  |  |  |  |  | Nguyễn Phúc Tăng Du  | Nguyễn Phúc Tăng Du  | Nguyễn Phúc Tăng Du  | Nguyễn Phúc Tăng Du  | Nguyễn Phúc Tăng Du  | Nguyễn Phúc Tăng Du  |  |  |  |  |  |  | Nguyễn Phúc Hồng Bảo  | Nguyễn Phúc Hồng Bảo  | Nguyễn Phúc Hồng Bảo    | Nguyễn Phúc Hồng Bảo    | Nguyễn Phúc Hồng Bảo    | Nguyễn Phúc Hồng Bảo    |                         |                         |  |  | Nguyễn Phúc Hồng Y                    | Nguyễn Phúc Hồng Y                    | Nguyễn Phúc Hồng Y                    | Nguyễn Phúc Hồng Y                    | Nguyễn Phúc Hồng Y                    | Nguyễn Phúc Hồng Y                    |                   |                   | Tự Đức (4) r. 1848–83    | Tự Đức (4) r. 1848–83    | Tự Đức (4) r. 1848–83    | Tự Đức (4) r. 1848–83    | Tự Đức (4) r. 1848–83    | Tự Đức (4) r. 1848–83    |                     |                     |                           |                           |                           |                           | Hiệp Hòa (6) r. Agosto–Dezembro de 1883 | Hiệp Hòa (6) r. Agosto–Dezembro de 1883 | Hiệp Hòa (6) r. Agosto–Dezembro de 1883 | Hiệp Hòa (6) r. Agosto–Dezembro de 1883 | Hiệp Hòa (6) r. Agosto–Dezembro de 1883 | Hiệp Hòa (6) r. Agosto–Dezembro de 1883 |  |  |  |  | Nguyễn Phúc Hồng Cai                              | Nguyễn Phúc Hồng Cai                              | Nguyễn Phúc Hồng Cai                              | Nguyễn Phúc Hồng Cai                              | Nguyễn Phúc Hồng Cai                              | Nguyễn Phúc Hồng Cai                              |  |  |  |  |  |  |                              |                              |                              |                              |                              |                              |  |  |  |  |  |  |  |  |  |  |  |  |  |  |  |  |  |  |  |  |  |  |  |  |  |  |  |  |  |  |  |  |  |  |
|                               |  |  |  |  |  |                      |                      |                      |                      |                      |                      |  |  |  |  |  |  |                       |                       |                         |                         |                         |                         |                         |                         |  |  |                                       |                                       |                                       |                                       |                                       |                                       |                   |                   |                          |                          |                          |                          |                          |                          |                     |                     |                           |                           |                           |                           |                                         |                                         |                                         |                                         |                                         |                                         |  |  |  |  |                                                   |                                                   |                                                   |                                                   |                                                   |                                                   |  |  |  |  |  |  |                              |                              |                              |                              |                              |                              |  |  |  |  |  |  |  |  |  |  |  |  |  |  |  |  |  |  |  |  |  |  |  |  |  |  |  |  |  |  |  |  |  |  |
|                               |  |  |  |  |  | Cường Để             | Cường Để             | Cường Để             | Cường Để             | Cường Để             | Cường Để             |  |  |  |  |  |  |                       |                       |                         |                         |                         |                         |                         |                         |  |  | Dục Đức (5) r. 20–23 de julho de 1883 | Dục Đức (5) r. 20–23 de julho de 1883 | Dục Đức (5) r. 20–23 de julho de 1883 | Dục Đức (5) r. 20–23 de julho de 1883 | Dục Đức (5) r. 20–23 de julho de 1883 | Dục Đức (5) r. 20–23 de julho de 1883 |                   |                   |                          |                          |                          |                          |                          |                          |                     |                     | Đồng Khánh (9) r. 1885–89 | Đồng Khánh (9) r. 1885–89 | Đồng Khánh (9) r. 1885–89 | Đồng Khánh (9) r. 1885–89 | Đồng Khánh (9) r. 1885–89               | Đồng Khánh (9) r. 1885–89               |                                         |                                         |                                         |                                         |  |  |  |  | Kiến Phúc (7) r. Dezembro de 1883 – Julho de 1884 | Kiến Phúc (7) r. Dezembro de 1883 – Julho de 1884 | Kiến Phúc (7) r. Dezembro de 1883 – Julho de 1884 | Kiến Phúc (7) r. Dezembro de 1883 – Julho de 1884 | Kiến Phúc (7) r. Dezembro de 1883 – Julho de 1884 | Kiến Phúc (7) r. Dezembro de 1883 – Julho de 1884 |  |  |  |  |  |  | Hàm Nghi (8) r. July 1884–85 | Hàm Nghi (8) r. July 1884–85 | Hàm Nghi (8) r. July 1884–85 | Hàm Nghi (8) r. July 1884–85 | Hàm Nghi (8) r. July 1884–85 | Hàm Nghi (8) r. July 1884–85 |  |  |  |  |  |  |  |  |  |  |  |  |  |  |  |  |  |  |  |  |  |  |  |  |  |  |  |  |  |  |  |  |  |  |
|                               |  |  |  |  |  | Cường Để             | Cường Để             | Cường Để             | Cường Để             | Cường Để             | Cường Để             |  |  |  |  |  |  |                       |                       |                         |                         |                         |                         |                         |                         |  |  | Dục Đức (5) r. 20–23 de julho de 1883 | Dục Đức (5) r. 20–23 de julho de 1883 | Dục Đức (5) r. 20–23 de julho de 1883 | Dục Đức (5) r. 20–23 de julho de 1883 | Dục Đức (5) r. 20–23 de julho de 1883 | Dục Đức (5) r. 20–23 de julho de 1883 |                   |                   |                          |                          |                          |                          |                          |                          |                     |                     | Đồng Khánh (9) r. 1885–89 | Đồng Khánh (9) r. 1885–89 | Đồng Khánh (9) r. 1885–89 | Đồng Khánh (9) r. 1885–89 | Đồng Khánh (9) r. 1885–89               | Đồng Khánh (9) r. 1885–89               |                                         |                                         |                                         |                                         |  |  |  |  | Kiến Phúc (7) r. Dezembro de 1883 – Julho de 1884 | Kiến Phúc (7) r. Dezembro de 1883 – Julho de 1884 | Kiến Phúc (7) r. Dezembro de 1883 – Julho de 1884 | Kiến Phúc (7) r. Dezembro de 1883 – Julho de 1884 | Kiến Phúc (7) r. Dezembro de 1883 – Julho de 1884 | Kiến Phúc (7) r. Dezembro de 1883 – Julho de 1884 |  |  |  |  |  |  | Hàm Nghi (8) r. July 1884–85 | Hàm Nghi (8) r. July 1884–85 | Hàm Nghi (8) r. July 1884–85 | Hàm Nghi (8) r. July 1884–85 | Hàm Nghi (8) r. July 1884–85 | Hàm Nghi (8) r. July 1884–85 |  |  |  |  |  |  |  |  |  |  |  |  |  |  |  |  |  |  |  |  |  |  |  |  |  |  |  |  |  |  |  |  |  |  |
|                               |  |  |  |  |  |                      |                      |                      |                      |                      |                      |  |  |  |  |  |  |                       |                       |                         |                         |                         |                         |                         |                         |  |  | Thành Thái(10) r. 1889–1907           | Thành Thái(10) r. 1889–1907           | Thành Thái(10) r. 1889–1907           | Thành Thái(10) r. 1889–1907           | Thành Thái(10) r. 1889–1907           | Thành Thái(10) r. 1889–1907           |                   |                   |                          |                          |                          |                          |                          |                          |                     |                     | Khải Định (12) r. 1916–25 | Khải Định (12) r. 1916–25 | Khải Định (12) r. 1916–25 | Khải Định (12) r. 1916–25 | Khải Định (12) r. 1916–25               | Khải Định (12) r. 1916–25               |                                         |                                         |                                         |                                         |  |  |  |  |                                                   |                                                   |                                                   |                                                   |                                                   |                                                   |  |  |  |  |  |  |                              |                              |                              |                              |                              |                              |  |  |  |  |  |  |  |  |  |  |  |  |  |  |  |  |  |  |  |  |  |  |  |  |  |  |  |  |  |  |  |  |  |  |
|                               |  |  |  |  |  |                      |                      |                      |                      |                      |                      |  |  |  |  |  |  |                       |                       |                         |                         |                         |                         |                         |                         |  |  | Thành Thái(10) r. 1889–1907           | Thành Thái(10) r. 1889–1907           | Thành Thái(10) r. 1889–1907           | Thành Thái(10) r. 1889–1907           | Thành Thái(10) r. 1889–1907           | Thành Thái(10) r. 1889–1907           |                   |                   |                          |                          |                          |                          |                          |                          |                     |                     | Khải Định (12) r. 1916–25 | Khải Định (12) r. 1916–25 | Khải Định (12) r. 1916–25 | Khải Định (12) r. 1916–25 | Khải Định (12) r. 1916–25               | Khải Định (12) r. 1916–25               |                                         |                                         |                                         |                                         |  |  |  |  |                                                   |                                                   |                                                   |                                                   |                                                   |                                                   |  |  |  |  |  |  |                              |                              |                              |                              |                              |                              |  |  |  |  |  |  |  |  |  |  |  |  |  |  |  |  |  |  |  |  |  |  |  |  |  |  |  |  |  |  |  |  |  |  |
|                               |  |  |  |  |  |                      |                      |                      |                      |                      |                      |  |  |  |  |  |  |                       |                       |                         |                         |                         |                         |                         |                         |  |  | Duy Tân (11) r. 1907–16               | Duy Tân (11) r. 1907–16               | Duy Tân (11) r. 1907–16               | Duy Tân (11) r. 1907–16               | Duy Tân (11) r. 1907–16               | Duy Tân (11) r. 1907–16               |                   |                   |                          |                          |                          |                          |                          |                          |                     |                     | Bảo Đại (13) r. 1925–45   | Bảo Đại (13) r. 1925–45   | Bảo Đại (13) r. 1925–45   | Bảo Đại (13) r. 1925–45   | Bảo Đại (13) r. 1925–45                 | Bảo Đại (13) r. 1925–45                 |                                         |                                         |                                         |                                         |  |  |  |  |                                                   |                                                   |                                                   |                                                   |                                                   |                                                   |  |  |  |  |  |  |                              |                              |                              |                              |                              |                              |  |  |  |  |  |  |  |  |  |  |  |  |  |  |  |  |  |  |  |  |  |  |  |  |  |  |  |  |  |  |  |  |  |  |
|                               |  |  |  |  |  |                      |                      |                      |                      |                      |                      |  |  |  |  |  |  |                       |                       |                         |                         |                         |                         |                         |                         |  |  | Duy Tân (11) r. 1907–16               | Duy Tân (11) r. 1907–16               | Duy Tân (11) r. 1907–16               | Duy Tân (11) r. 1907–16               | Duy Tân (11) r. 1907–16               | Duy Tân (11) r. 1907–16               |                   |                   |                          |                          |                          |                          |                          |                          |                     |                     | Bảo Đại (13) r. 1925–45   | Bảo Đại (13) r. 1925–45   | Bảo Đại (13) r. 1925–45   | Bảo Đại (13) r. 1925–45   | Bảo Đại (13) r. 1925–45                 | Bảo Đại (13) r. 1925–45                 |                                         |                                         |                                         |                                         |  |  |  |  |                                                   |                                                   |                                                   |                                                   |                                                   |                                                   |  |  |  |  |  |  |                              |                              |                              |                              |                              |                              |  |  |  |  |  |  |  |  |  |  |  |  |  |  |  |  |  |  |  |  |  |  |  |  |  |  |  |  |  |  |  |  |  |  |
|                               |  |  |  |  |  |                      |                      |                      |                      |                      |                      |  |  |  |  |  |  |                       |                       |                         |                         |                         |                         |                         |                         |  |  |                                       |                                       |                                       |                                       |                                       |                                       |                   |                   |                          |                          |                          |                          |                          |                          |                     |                     |                           |                           |                           |                           |                                         |                                         |                                         |                                         |                                         |                                         |  |  |  |  |                                                   |                                                   |                                                   |                                                   |                                                   |                                                   |  |  |  |  |  |  |                              |                              |                              |                              |                              |                              |  |  |  |  |  |  |  |  |  |  |  |  |  |  |  |  |  |  |  |  |  |  |  |  |  |  |  |  |  |  |  |  |  |  |
|                               |  |  |  |  |  |                      |                      |                      |                      |                      |                      |  |  |  |  |  |  |                       |                       |                         |                         |                         |                         |                         |                         |  |  | Bảo Ngọc (Georges Vĩnh San) (n. 1933) | Bảo Ngọc (Georges Vĩnh San) (n. 1933) | Bảo Ngọc (Georges Vĩnh San) (n. 1933) | Bảo Ngọc (Georges Vĩnh San) (n. 1933) | Bảo Ngọc (Georges Vĩnh San) (n. 1933) | Bảo Ngọc (Georges Vĩnh San) (n. 1933) |                   |                   | Bảo Long (1934–2007)     | Bảo Long (1934–2007)     | Bảo Long (1934–2007)     | Bảo Long (1934–2007)     | Bảo Long (1934–2007)     | Bảo Long (1934–2007)     |                     |                     |                           |                           | Bảo Thăng (1944–2017)     | Bảo Thăng (1944–2017)     | Bảo Thăng (1944–2017)                   | Bảo Thăng (1944–2017)                   | Bảo Thăng (1944–2017)                   | Bảo Thăng (1944–2017)                   |                                         |                                         |  |  |  |  |                                                   |                                                   |                                                   |                                                   |                                                   |                                                   |  |  |  |  |  |  |                              |                              |                              |                              |                              |                              |  |  |  |  |  |  |  |  |  |  |  |  |  |  |  |  |  |  |  |  |  |  |  |  |  |  |  |  |  |  |  |  |  |  |

### Linha de sucessão
- Thiệu Trị (1801–1847)
  -  Tự Đức (1829–1883)
  - Kiên Thái Vương (1845–1876)
    -  Đồng Khánh (1864–1889)
      -  Khải Định (1885–1925)
        -  Bảo Đại (1913–1997)
          - Príncipe Herdeiro Bảo Long (1936–2007)
          - Príncipe Bảo Thăng (1943–2017)

    -  Kiến Phúc (1869–1884)
    -  Hàm Nghi (1871–1944)
      - Príncipe Minh Đức [vi] (1910–1990)

## Símbolos

### Bandeiras
A bandeira nacional da dinastia Nguyễn ou a bandeira imperial apareceu pela primeira vez durante o reinado do imperador Gia Long. Era uma bandeira amarela com uma ou três listras vermelhas horizontais, às vezes em 1822, era totalmente amarela ou branca.  A bandeira pessoal do imperador era um dragão dourado cuspindo fogo, cercado por nuvens, uma lua prateada e um crescente preto sobre fundo amarelo. 

### Selos
Os selos da dinastia Nguyễn são ricos e diversos em tipos e tinham regras e leis rígidas que regulamentavam sua manipulação, gestão e uso. A prática comum de usar selos foi claramente registrada no livro "Khâm định Đại Nam hội điển sự lệ" sobre como usar selos, como colocá-los e em quais tipos de documentos, que foi compilado pelo Gabinete da dinastia Nguyễn no ano Minh Mạng 3 (1822). Os vários tipos de selos da dinastia Nguyễn tinham nomes diferentes com base em sua função, a saber, Bảo (寶), Tỷ (璽), Ấn (印), Chương (章), Ấn chương (印章), Kim bảo tỷ (金寶璽), Quan phòng (關防), Đồ ký (圖記), Kiềm ký (鈐記), Tín ký (信記), Ấn Ký (印記), Trưởng ký (長記) e Ký (記).
Os selos na dinastia Nguyễn eram supervisionados por um par de agências chamadas de Escritório de Gestão de Selos do Ministério - Oficiais de Serviço (印司 - 直處, Ấn ty - Trực xứ ), este é um termo que se refere a duas agências que foram estabelecidas dentro de cada um dos Seis Ministérios, essas agências tinham a tarefa de manter o controle dos selos, arquivos e capítulos de seu ministério. De serviço no Gabinete de Gestão de Selos Ministeriais estavam os correspondentes de cada ministério individual que recebiam e distribuíam documentos e registos de uma agência governamental. Essas duas agências geralmente tinham algumas dezenas de funcionários que importavam documentos de seus ministérios. Normalmente, o nome do ministério é diretamente associado ao nome da agência de selos, por exemplo, "Escritório de Gestão de Selos do Ministério de Assuntos Civis - Oficiais do Ministério de Assuntos Civis em Serviço" (吏印司吏直處, Lại Ấn ty Lại Trực xứ ).
Como os selos do período da dinastia Nguyễn têm um formato bastante uniforme (com ou sem alça), a descrição uniforme desses selos em vietnamita é: 
- Thân ấn – O bloco geométrico, ou corpo, do selo.[265]
- Núm ấn – A alça para pressionar o selo para baixo nos textos. Caso o selo tenha o formato de uma pirâmide, não há botão.[265]
- Mặt ấn – Onde o conteúdo principal do selo (símbolo ou palavra) é gravado, esta área geralmente fica na posição voltada para baixo. A superfície do selo é frequentemente utilizada para gravar letras ou desenhos.[265]
- Lưng ấn – A face do selo, onde outras informações sobre o selo são gravadas, geralmente na posição supina. No caso do selo piramidal de cabeça chata (ấn triện hình tháp đầu bằng), a cabeça chata é a parte de trás.[265]
- Hình ấn – Uma palavra usada para indicar a impressão do selo em um texto.[265]

Os selos também eram dados às pessoas depois de receberem um título de nobreza. Por exemplo, depois que Léon Louis Sogny recebeu o título de "Barão de An Bình" (安平男) no ano Bảo Đại 14 (保大拾肆年, 1939), ele também recebeu um selo dourado e um Kim Bài (金牌) com seu título de nobreza. O selo tinha a inscrição do selo An Bình Nam chi ấn (安平男之印).
Em seus 143 anos de existência, o governo da dinastia Nguyễn criou mais de 100 selos imperiais. Esses selos imperiais eram feitos de jade, bronze, prata, ouro, marfim e meteorito.

### Sol, lua, nuvens auspiciosas e o símbolo Yin-Yang

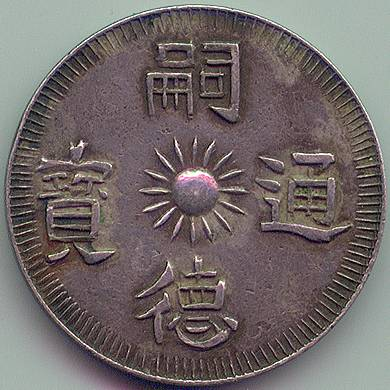
Uma moeda de prata Tự Đức Thông Bảo (嗣德通寶) representando um símbolo do sol imperial.

Tal como a China Imperial e a Coreia Real, os vietnamitas usavam o sol como o "Símbolo do Império" e as nuvens auspiciosas e o Taijitu como "Símbolos do Estado". Os sistemas heráldicos das dinastias Lê e Nguyễn posteriores eram semelhantes aos encontrados na China durante as dinastias Ming e Qing. O símbolo do sol como um disco flamejante no Vietnã remonta ao século XI e durante o período da dinastia Nguyễn este símbolo era frequentemente representado com raios pontiagudos. A lua simbolizava o estado, o sol o império, as estrelas os soberanos e as nuvens o céu.
A "Conquista do Império" e a "Conquista do Estado" eram idênticas às suas contrapartes imperiais chinesas, a "Conquista do Império" apareceu pela primeira vez no Vietnã durante o século XI e foi idêntica durante os períodos Lê e Nguyễn posteriores, consistindo em dois dragões em volta de um sol flamejante, enquanto a "Conquista do Estado" é conhecida por ter sido usada já no período da dinastia Trần e esta versão inicial de Trần consiste em dois dragões em volta de uma flor de lótus (um símbolo do budismo). Durante o período da dinastia Nguyễn, a "Conquista do Estado" normalmente consistia em dois dragões circundando uma lua ou dois dragões circundando um Taijitu; este símbolo era comumente encontrado nos bonés de mandarins de alto escalão. Os dois dragões que rodeiam a lua implicam que o imperador, ou "soberano" (representado pelos dragões) era também o chefe de estado (representado pela lua ou por um símbolo Yin-Yang). Durante o período de dominação francesa (法屬, Pháp thuộc), esses símbolos poderiam ser interpretados como a Assembleia Nacional Francesa (ou seja: o povo francês) era o soberano do Império (os dragões), o Imperador Nguyễn agora sendo apenas o chefe de estado (símbolo da lua ou Yin-Yang). As luas também apareciam nos escudos dos soldados comuns da dinastia Nguyễn que representavam o estado, enquanto os soldados da guarda imperial às vezes tinham escudos representando um sol vermelho, mostrando que eram uma função do império.

### Dragões
As estatuas de dragões apareceram em muitos símbolos do estado durante o período da dinastia Nguyễn, incluindo éditos imperiais, moedas, edifícios e emblemas da Guarda Imperial. Durante o período Minh Mạng (1820–1841), os dragões nas moedas de prata Tiền eram frequentemente representados voltados para a direita (à direita), enquanto durante o período Thiệu Trị (1841–1847) e posteriormente, essas moedas representavam dragões guardant (voltados para a frente). Os dragões eram considerados um dos quatro animais sagrados, juntamente com o Phượng hoàng (Fênix), o Kỳ lân (Unicórnio) e o Linh quy (Tartaruga sagrada). Durante o período da dinastia Nguyễn, a representação de dragões na arte vietnamita atingiu seu auge e a qualidade e a variedade dos dragões da dinastia Nguyễn eram muito maiores do que as das dinastias anteriores.
No terceiro mês do ano Bính Tý, ou Gia Long 15 (1816), o Imperador Gia Long instruiu a corte a criar roupas, chapéus e selos especiais para si e para o príncipe herdeiro para denotar a independência da China. Todas essas insígnias retratavam dragões de cinco garras (蠪𠄼𤔻, rồng 5 mông); no simbolismo chinês (incluindo o simbolismo vietnamita), os dragões de cinco garras são símbolos de um imperador, enquanto os dragões de quatro garras são vistos como símbolos de reis. Para denotar o alto status do Imperador, todas as vestes, chapéus e selos monárquicos foram adornados com dragões de cinco garras e ordenou a criação de novos selos com dragões de cinco garras como seus botões de selo para mostrar a legitimidade imperial. Enquanto isso, os guarda-roupas e outros símbolos de vassalos e príncipes eram adornados com dragões de quatro garras, simbolizando seu status como "reis".
Os dois brasões nacionais do protetorado francês de Aname também consistiriam em dragões dourados, sendo um deles uma espada por fess carregada com um pergaminho inscrito com dois caracteres chineses tradicionais Đại Nam (大南) e apoiado por um único dragão vietnamita e o outro sendo um dragão dourado de cinco garras posicionado afronté.

### Galeria de símbolos

Bandeira do Período Nguyễn, Vietnã. [260]
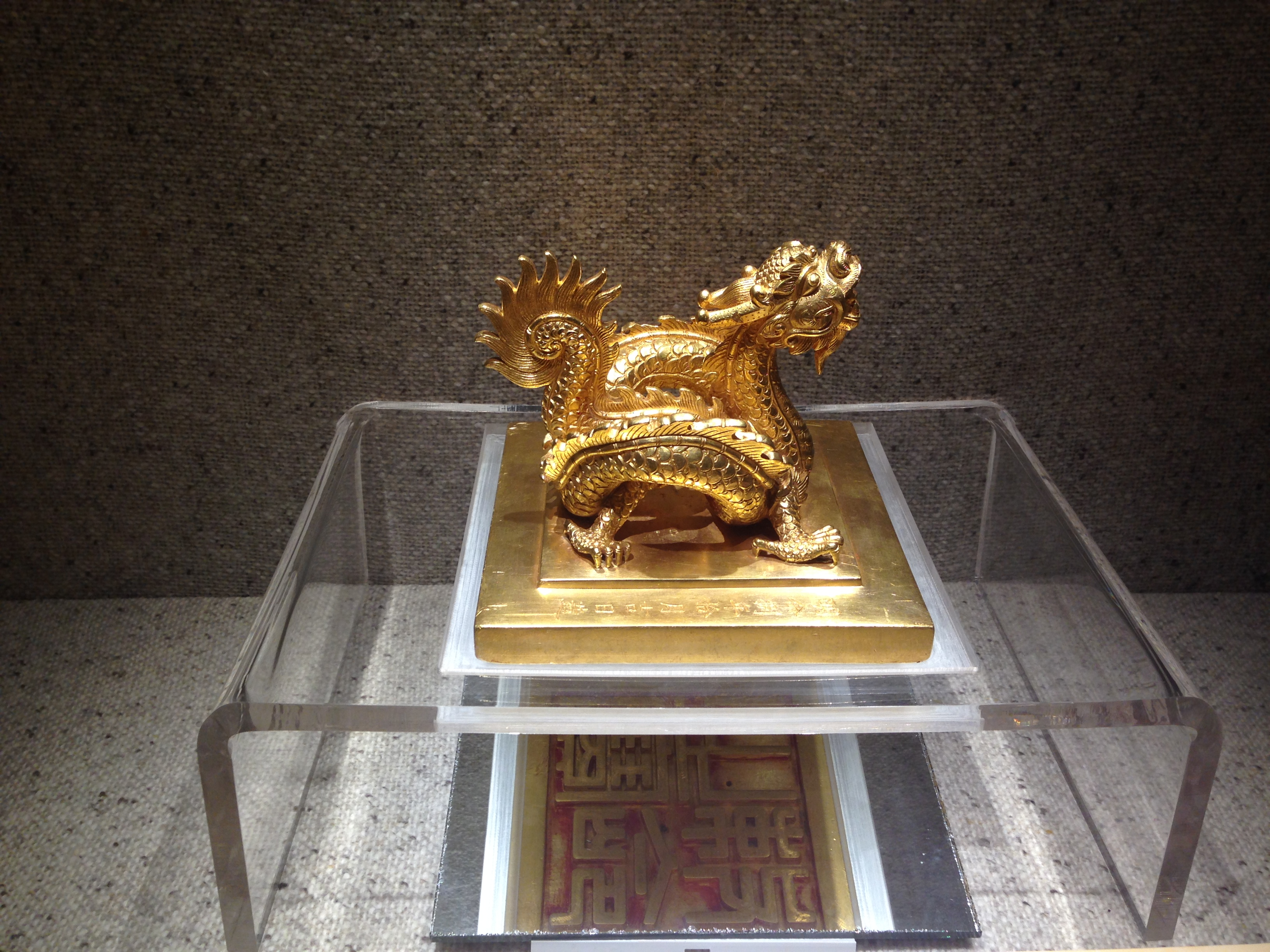
Um selo imperial feito durante o período Minh Mạng.
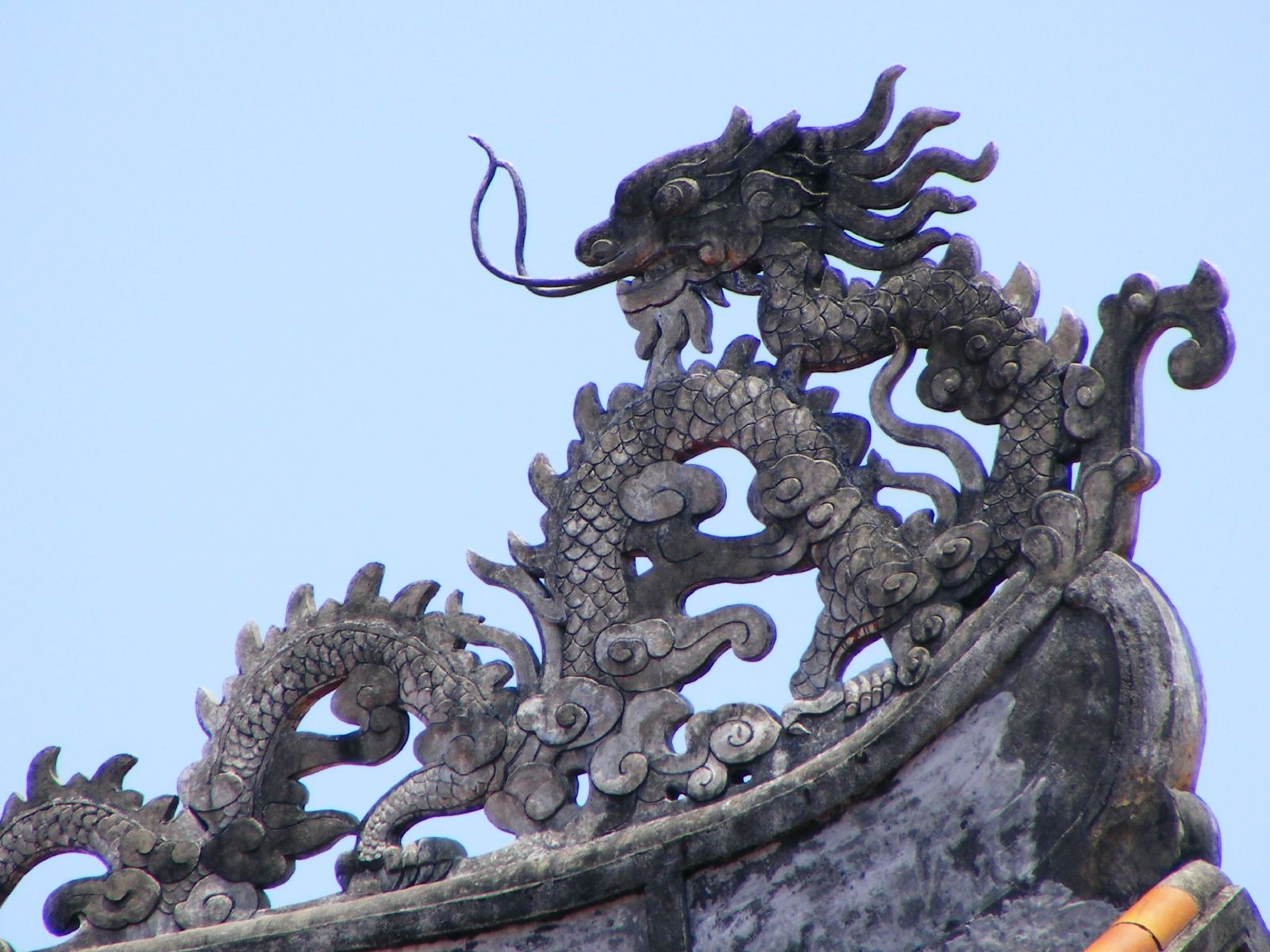
Estatuas de dragões são encontrados em todos os lugares em edifícios imperiais.

## Galeria

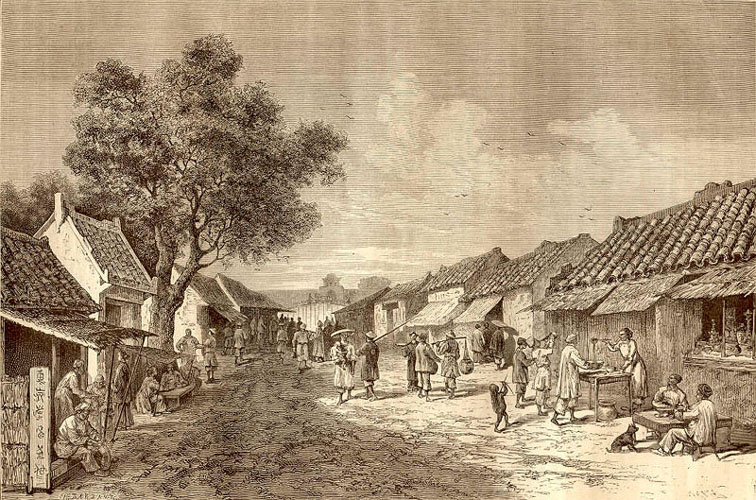
Desenho da cidade de Huế em 1875
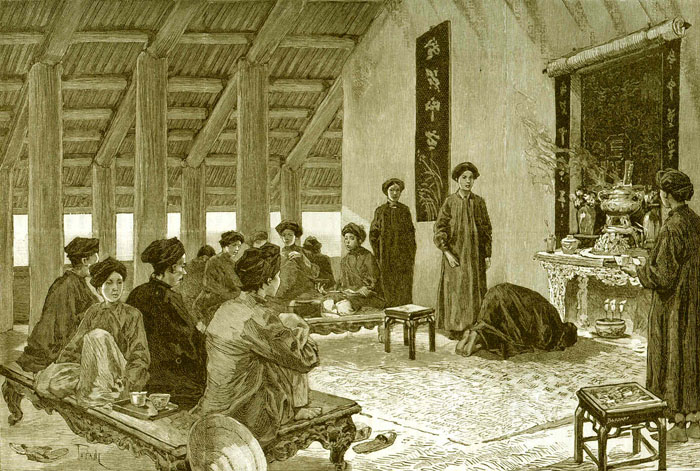
Desenho de 1884 de uma cerimônia de casamento em Tonquim
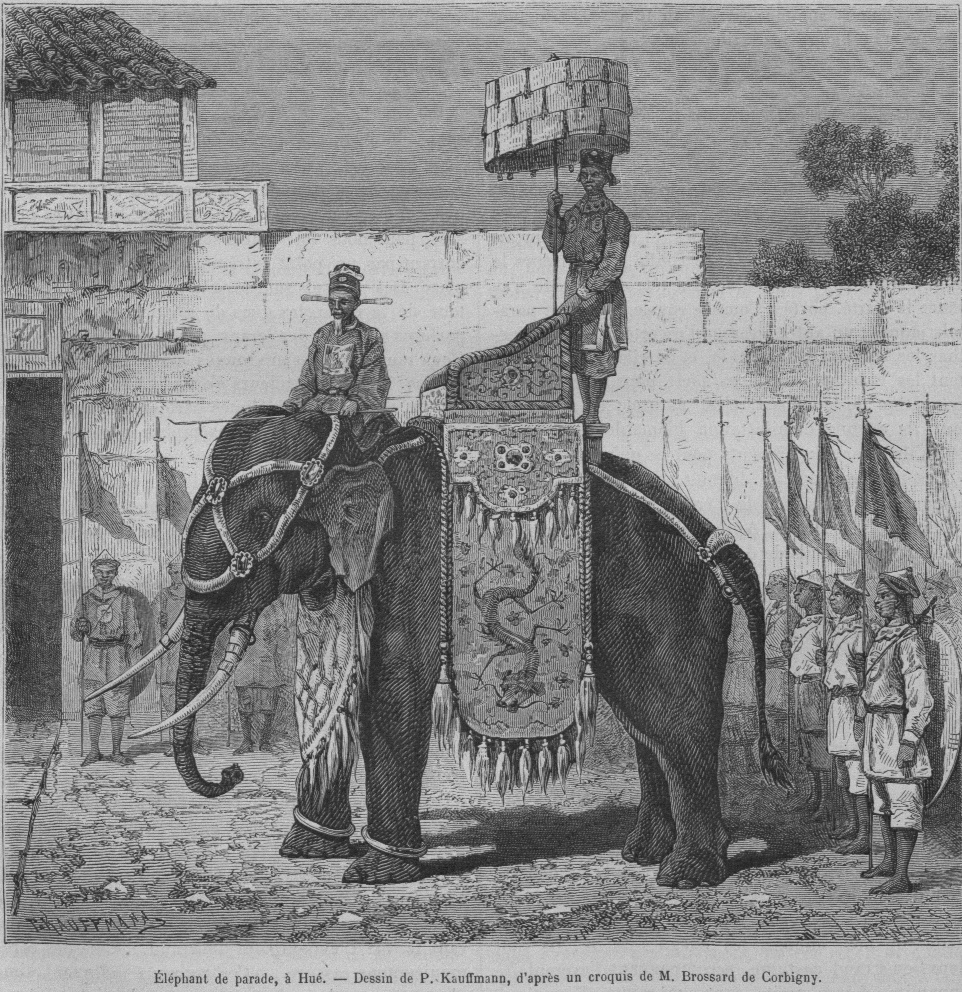
Desfile de elefantes em Huế
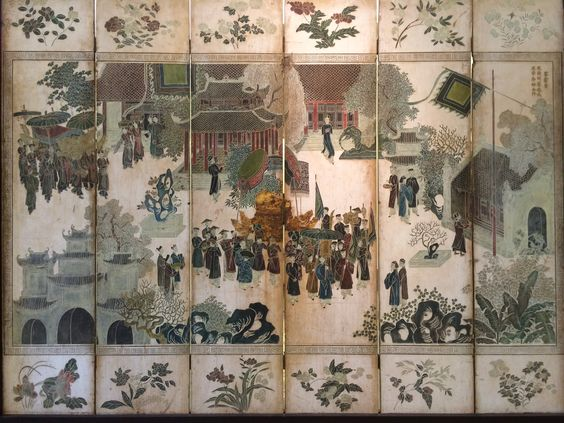
Férias de Ano Novo no templo do Vietnã
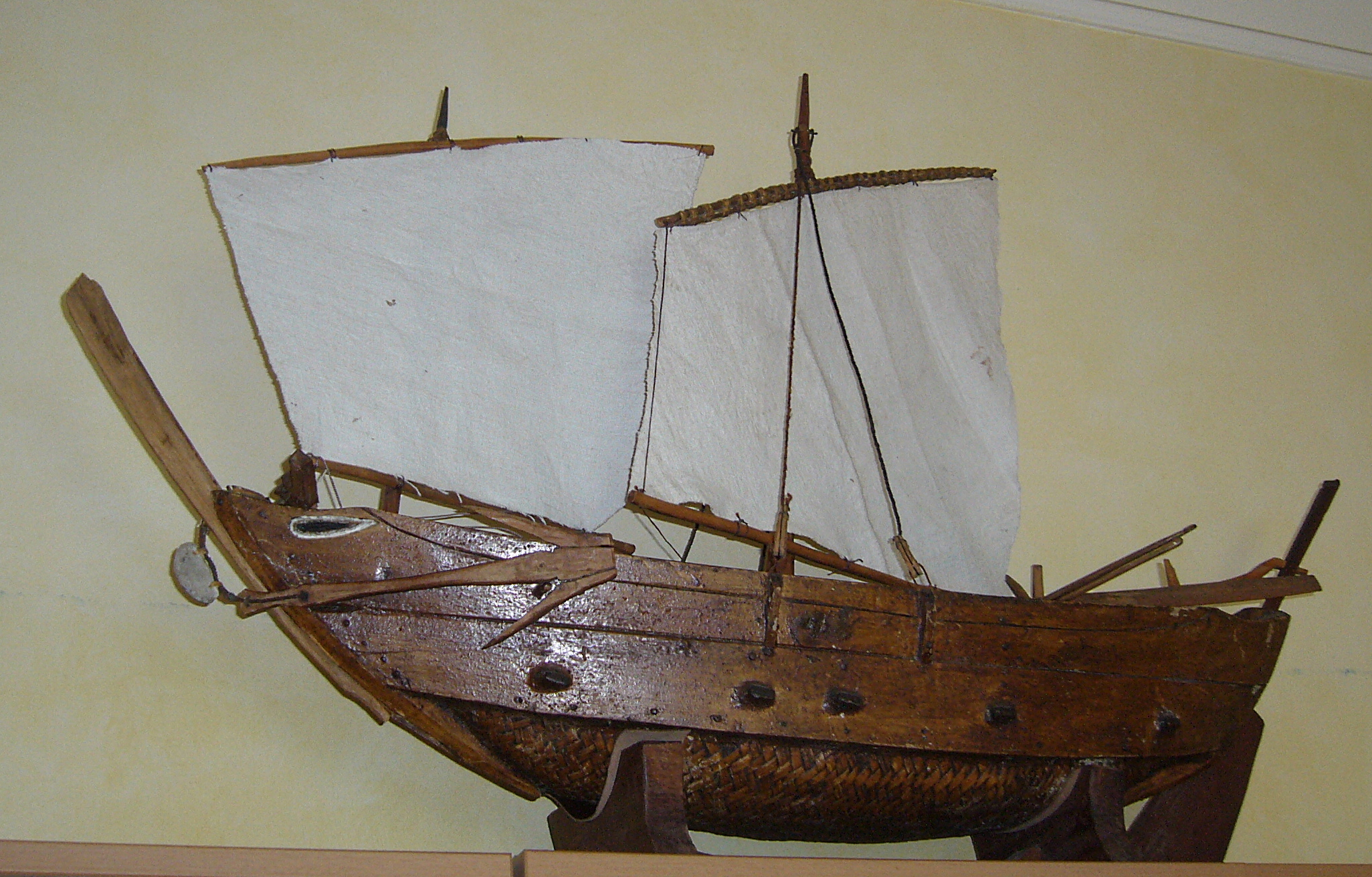
Modelo de um navio tradicional no centro do Vietnã

### Artigos
- Cooke, Nola (2004). «Early Nineteenth-Century Vietnamese Catholics and Others in the Pages of the Annales de la Propagation de la Foi». Journal of Southeast Asian Studies. 35 (2): 261–285. doi:10.1017/S0022463404000141 – via Cambridge University Press
- Dyt, Karynth (2015). «Calling for Wind and Rain" Rituals: Environment, Emotion, and Governance in Nguyễn Vietnam, 1802–1883». Journal of Vietnamese Studies. 10 (2): 1–42. doi:10.1525/vs.2015.10.2.1
- Friedland, William H. (1977). «Community and Revolution in Modern Vietnam. Alexander B. Woodside». Chicago: University of Chicago. American Journal of Sociology. 83 (2): 520–521. doi:10.1086/226584
- Koizomi, Junko (2015). «The 'Last' Friendship Exchanges between Siam and Vietnam, 1879–1882: Siam between Vietnam and France – and Beyond». TRaNS: Trans-Regional and -National Studies of Southeast Asia. 4 (1): 131–164. doi:10.1017/trn.2015.18 – via Cambridge University Press
- Kelley, Liam C. (2006). «'Confucianism' in Vietnam: A State of the Field Essay». Journal of Vietnamese Studies. 1 (1–2): 314–370. doi:10.1525/vs.2006.1.1-2.314. Consultado em 9 de agosto de 2016. Cópia arquivada em 27 de agosto de 2016 – via University of California Press Verifique o valor de |url-access=subscription (ajuda)
- Nguyễn Quang Trung Tiến (1999). «Hệ quả cuộc cách mạng 1789 đối với tiến trình thâm nhập Việt Nam của chủ nghĩa tư bản Pháp và "tấn bi kịch Gia Long"». Tạp chí Thông tin Khoa học và Công nghệ. 1 (23)
- Rungswasdisab, Puangthong (1995). War and trade: Siamese interventions in Cambodia, 1767–1851 (Tese de PhD). University of Wollongong Australia. Consultado em 16 de agosto de 2021. Cópia arquivada em 20 de janeiro de 2021
- Smith, R. B. (1974). «Politics and Society in Viet-Nam during the Early Nguyen Period (1802–62)». The Journal of the Royal Asiatic Society of Great Britain and Ireland. 106 (2): 153–169. doi:10.1017/S0035869X00131995
- Weber, Nicholas (2011). «Securing and Developing the Southwestern Region: The Role of the Cham and Malay Colonies in Vietnam (18th–19th centuries)». Journal of the Economic and Social History of the Orient. 54 (5): 739–772. doi:10.1163/156852011X614037 – via Brill Publishers
- Shaofei, YE; Guoqing, Zhang (2016). «The relationship between Nanyue and Annam in the ancient historical records of China and Vietnam». Honghe Prefecture Center for Vietnamese Studies, Honghe University. Consultado em 9 de setembro de 2021. Arquivado do original em 16 de outubro de 2018  – via CNKI Journal Translation Project
- Meacham, William (1996). «Defining the Hundred Yue». Bulletin of the Indo-Pacific Prehistory Association. 15: 93–100. doi:10.7152/bippa.v15i0.11537 (inativo 1 November 2024) Verifique data em: |doi-incorrecto= (ajuda)
- Norman, Jerry; Mei, Tsu-lin (1976). «The Austroasiatics in Ancient South China: Some Lexical Evidence». Monumenta Serica. 32: 274–301. doi:10.1080/02549948.1976.11731121